# Le metamorfosi (Ovidio)
Le metamorfosi (in latino Metamorphosĕon libri XV) è un poema epico-mitologico di Publio Ovidio Nasone (43 a.C. - 17 d.C.) incentrato sul fenomeno della metamorfosi. Attraverso quest'opera, ultimata poco prima dell'esilio dell'8 d.C., Ovidio ha perfezionato in versi e trasmesso ai posteri le più celebri storie della mitologia antica.

## Datazione
Nell'ultima sua opera (Tristia) composta quando già era esule a Tomi, Ovidio scrisse che le Metamorfosi non erano ancora state ultimate e che dunque le copie esistenti altro non erano che abbozzi da bruciare. Non ci sono dubbi in realtà che il suo lavoro ci sia pervenuto completo. Come ha scritto Elaine Fantham, filologa britannica, la sua affermazione altro non era che il tentativo ironico di porsi sullo stesso piano di Virgilio, il quale – come narrava una storia che non sappiamo se essere veritiera o leggendaria – prima della morte chiese che venisse bruciata l'Eneide poiché non era ancora stata completata. Solo grazie all'intervento del principe stesso, Augusto, il poema si conservò. L'affermazione di Ovidio dunque è da intendersi come un'amara constatazione: lo stesso imperatore che aveva salvato l'opera virgiliana, garantendo di conseguenza la fama eterna dello scrittore, ora aveva distrutto la vita di un altro poeta allontanandolo da Roma e da tutti i suoi affetti.
Gli studiosi sono concordi nel datare la composizione dell'opera in un periodo compreso tra il 2 e l'8 d.C. Ovidio aveva già scritto gli Amores, la Medea, le Eroidi, l'Ars amatoria, i Medicamina faciei femineae e i Remedia amoris, distinguendosi nella corte augustea come scrittore di tematiche prevalentemente amorose e licenziose. Contemporaneamente alle Metamorfosi, Ovidio lavorava anche ai Fasti.

## Fonti e modelli
La scelta ovidiana di usare il "mito" come materia principale dell'opera deriva dalla poesia alessandrina. Infatti già in essa si trovano rappresentati dèi che si fanno promotori di azioni "galanti e perverse nei confronti degli uomini". Se però nella poesia alessandrina il mito rappresenta uno spunto di riflessione che doveva avere effetti moralistici, in Ovidio diventa "il soggetto dell'opera e un ingegnoso artificio". Come infatti ha sottolineato il critico e storico statunitense Karl Galinsky “Il rapporto tra Ovidio e i poeti ellenistici è simile a quello che gli stessi poeti ellenistici avevano con i loro predecessori: dimostrava di aver letto e assimilato le loro versioni, ma di saper rimodellare i miti in maniera molto personale”.

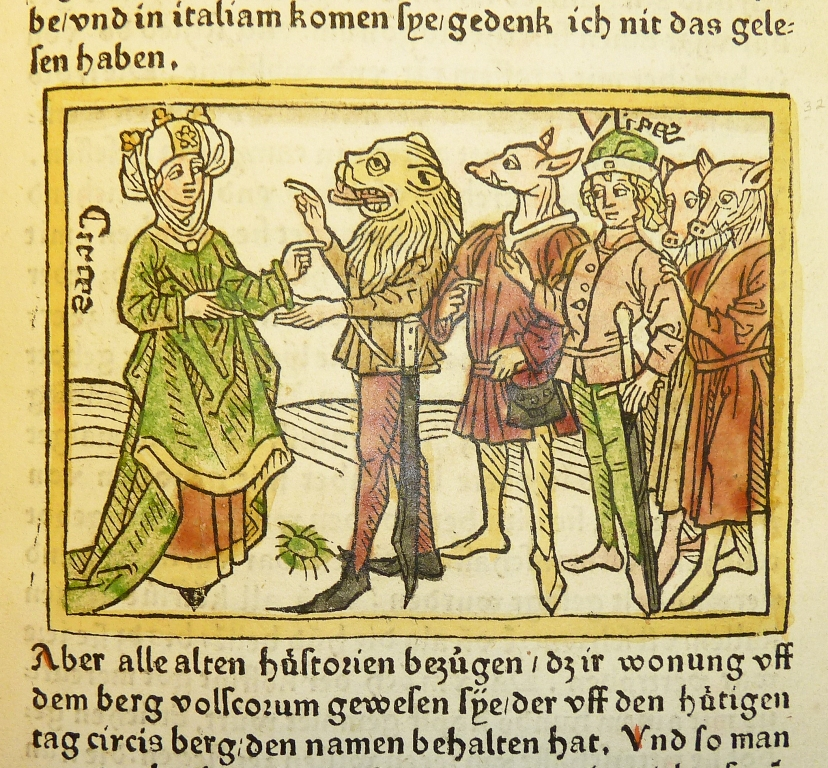
Una illustrazione risalente al 1474 di Circe e Odisseo con i compagni trasformati in animali

Probabilmente, esisteva una vera e propria tradizione di testi il cui argomento principale doveva riguardare le metamorfosi, tanto da presupporre l'esistenza di un genere a sé. Sappiamo ad esempio che Boeus, un grammatico greco di epoca ellenistica, scrisse l'Ornithogonia, un poema andato perduto che raccoglieva una serie di miti sulle trasformazioni di esseri umani in uccelli; che Eratostene di Cirene stilò i Catasterismi, una prosa alessandrina che è giunta sino a noi in forma ridotta e che racconta l'origine mitica delle stelle e delle costellazioni; che Nicandro di Colofone elaborò delle Metamorfosi in cinque libri su miti di eroi ed eroine trasformati dagli dei in piante o in animali; che Partenio di Nicea scrisse gli Erotikà Pathémata (Le pene d'amore), raccolta di 36 storie d'amore dalla conclusione infelice; e che un contemporaneo e amico di Ovidio, Emilio Macro, scrisse anch'egli una Ornithogonia, della quale però è rimasto solo il titolo.
D'altronde, sebbene non come tema principale, anche nei poemi omerici ci sono esempi di metamorfosi: nell'Iliade assistiamo a numerose mutazioni di divinità, mentre nell'Odissea celebre è l'episodio presentato nel libro XI della trasformazione dei compagni di Ulisse in porci per opera della maga Circe. Non meno importanti dovettero essere la lettura delle due principali opere di Esiodo: la Teogonia insieme a Le opere e i giorni in cui sono narrati rispettivamente la creazione del mondo e le tappe della storia dell'umanità; e degli Aitia di Callimaco che oltre a essere affini per argomento alle Metamorfosi, presentano una costruzione narrativa a incastro e a concatenazione simile.
Se queste sono le fonti di cui riusciamo ad avere notizia e a cui si rifece Ovidio, è vero però che questi modificò e personalizzò moltissimo questi modelli. Infatti oltre a essere il poema più lungo conosciuto tra quelli sopra elencati che affronta come tema principale le "metamorfosi", l'opera segue un ordinamento cronologico nuovo ed è inserito in un contesto storico preciso: l'età augustea.

## Contenuto e interpretazioni
Le Metamorfosi, che in 11 995 versi raccolgono e rielaborano più di 250 miti, sono state definite più volte una "enciclopedia della mitologia classica". La narrazione copre un arco temporale che inizia con il Chaos (è lo stato primordiale di esistenza da cui emersero gli dei) e che culmina con la morte di Gaio Giulio Cesare e il suo catasterismo.
| LIBRO I                             | LIBRO I          |
| ----------------------------------- | ---------------- |
| Mito                                | Versi            |
| Caos primigenio - Origine del mondo | 5-75             |
| Prometeo crea l'uomo                | 76-88            |
| Le quattro "Età dell'uomo"          | 89-150           |
| Gigantomachia                       | 151-162          |
| Via Lattea                          | 168-171          |
| Giove e Licaone                     | 196-239          |
| Deucalione e Pirra                  | 244-312; 313-415 |
| Apollo e Pitone                     | 416-451          |
| Apollo e Dafne                      | 452-567          |
| Giove ed Io                         | 568-667; 724-747 |
| Mercurio e Argo                     | 668-688; 713-723 |
| Pan e Siringa                       | 689-712          |
| Fetonte                             | 748-779          |

| LIBRO II                 | LIBRO II |
| ------------------------ | -------- |
| Mito                     | Versi    |
| Fetonte                  | 1-400    |
| Cicno                    | 367-380  |
| Giove e Callisto         | 401-530  |
| Apollo e Coronide        | 531-632  |
| Minerva ed Erittonio     | 553-563  |
| Cornacchia               | 569-588  |
| Nittimene                | 589-595  |
| Esculapio e Chirone      | 627-632  |
| Ociroe                   | 633-675  |
| Batto e Mercurio         | 676-707  |
| Mercurio, Agraulo e Erse | 708-832  |
| Giove e Europa           | 833-875  |

| LIBRO III                         | LIBRO III        |
| --------------------------------- | ---------------- |
| Mito                              | Versi            |
| Cadmo                             | 1-137            |
| Diana e Atteone                   | 138-259          |
| Giove e Semele - nascita di Bacco | 259-315          |
| Tiresia                           | 316-338          |
| Narciso                           | 339-510          |
| Penteo                            | 511-564; 692-734 |
| Bacco e i marinai di Acete        | 565-691          |

| LIBRO IV                | LIBRO IV |
| ----------------------- | -------- |
| Mito                    | Versi    |
| Piramo e Tisbe          | 55-166   |
| Marte, Venere e Vulcano | 169-189  |
| Apollo e Leucotoe       | 190-255  |
| Apollo e Clizia         | 256-270  |
| Ermafrodito e Salmace   | 285-388  |
| Minièidi                | 389-415  |
| Giunone, Ino e Atamante | 416-542  |
| Tizio                   | 457-458  |
| Tàntalo                 | 458-459  |
| Sìsifo                  | 460      |
| Issìone                 | 461      |
| Danaidi                 | 462-463  |
| Cadmo e Armonia         | 563-603  |
| Giove e Danae           | 610-611  |
| Perseo e Atlante        | 626-662  |
| Perseo e Andromeda      | 663-768  |
| Perseo e Medusa         | 769-803  |

| LIBRO V                         | LIBRO V |
| ------------------------------- | ------- |
| Mito                            | Versi   |
| Perseo e Fineo                  | 1-235   |
| Perseo, Preto e Polidette       | 236-249 |
| Minerva, le Muse e Pegaso       | 250-268 |
| Gara delle Muse e delle Pieridi | 294-340 |
| Ratto di Proserpina             | 341-408 |
| Ciane                           | 409-435 |
| Proserpina e Ascalafo           | 532-550 |
| Aretusa                         | 572-641 |
| Cerere e Trittolemo             | 642-661 |
| Linco                           | 649-661 |

| LIBRO VI                          | LIBRO VI |
| --------------------------------- | -------- |
| Mito                              | Versi    |
| Aracne e Minerva                  | 1-145    |
| Tela di Minerva:                  | 70-102   |
| Emo e Rodope                      |          |
| Gerana e i Pigmei                 |          |
| Antigone                          |          |
| Figlie di Cinira                  |          |
| Tela di Aracne:                   | 103-128  |
| Ratto di Europa                   |          |
| Leda e il cigno                   |          |
| Giove e Antiope                   |          |
| Giove e Alcmena                   | 112      |
| Danae                             |          |
| Tela di Aracne: Nettuno e Bisalte |          |
| Apollo e Isse                     | 122-124  |
| Bacco e Erigone                   |          |
| Saturno e Chirone                 |          |
| Niobe                             | 146-312  |
| Latona e i Lici                   | 313-381  |
| Apollo e Marsia                   | 382-400  |
| Pelope                            | 401-411  |
| Tereo, Procne e Filomela          | 412-674  |
| Borea e Orizia                    | 675-701  |
| Zete e Calaide                    | 702-721  |

| LIBRO VII               | LIBRO VII |
| ----------------------- | --------- |
| Mito                    | Versi     |
| Giasone e gli Argonauti |           |
| Giasone e Medea         |           |
| Medea e Esone           |           |
| Pelia uccide il padre   |           |
| Irie e Cicno            |           |
| Mirmidoni               |           |
| Cefalo e Aurora         |           |
| Cefalo e Procri         | 661-865   |

| LIBRO VIII                                   | LIBRO VIII |
| -------------------------------------------- | ---------- |
| Mito                                         | Versi      |
| Scilla, Niso e Minosse                       | 1-151      |
| Teseo e Arianna                              | 152-176    |
| Bacco e Arianna                              | 176-182    |
| Dedalo e Icaro                               | 183-262    |
| Pernice                                      | 236-259    |
| Meleagro                                     | 260-444    |
| Altea                                        | 445-525    |
| Sorelle di Meleagro                          | 526-546    |
| Le Naiadi trasformate in Echinadi (Perimele) | 547-610    |
| Filemone e Bauci                             | 611-724    |
| Proteo                                       | 725-737    |
| Erisictone e Mestra                          | 738-878    |
| Episodio della Fame                          | 777-822    |
| Acheloo                                      | 879-884    |

| LIBRO IX                                  | LIBRO IX |
| ----------------------------------------- | -------- |
| Mito                                      | Versi    |
| Ercole:                                   | 1-305    |
| Ercole e Acheloo                          | 1-97     |
| Ercole e l'Idra                           | 98-162   |
| Ercole, Nesso e Deianira                  | 163-258  |
| Ercole e Anteo                            |          |
| Ercole e Gerione                          |          |
| Ercole e Cerbero                          |          |
| Ercole il toro di Creta                   |          |
| Ercole e le stalle di Augia               |          |
| Ercole e gli uccelli del Lago di Stinfalo |          |
| Ercole e la cintura di Ippolita           |          |
| Ercole e i pomi delle Esperidi            |          |
| Ercole e i centauri                       |          |
| Morte di Ercole                           | 259-275  |
| Ercole e il cinghiale di Erimanto         |          |
| Ercole e i cavalli di Diomede             |          |
| Ercole e il Leone di Nemea                |          |
| Ercole e Lica                             |          |
| Morte e Apoteosi di Ercole                |          |
| Giove e Alcmena                           | 275-305  |
| Driope                                    | 324-393  |
| Biblide e Cauno                           | 450-665  |
| Ifide                                     | 666-797  |

| LIBRO X             | LIBRO X          |
| ------------------- | ---------------- |
| Mito                | Versi            |
| Orfeo e Euridice    | 1-75             |
| Atti                | 105              |
| Apollo e Ciparisso  | 106-141          |
| Ratto di Ganimede   | 155-161          |
| Apollo e Giacinto   | 162-219          |
| Cerasti             | 220-236          |
| Pigmalione          | 243-297          |
| Mirra e Cinira      | 298-502          |
| Venere e Adone      | 503-559; 681-739 |
| Atalanta e Ippomene | 560-680          |

| LIBRO XI        | LIBRO XI |
| --------------- | -------- |
| Mito            | Versi    |
| Morte di Orfeo  | 1-66     |
| Bacco e Mida    | 85-145   |
| Apollo e Pan    | 146-193  |
| Peleo e Tetide  | 216-265  |
| Apollo e Chione | 301-345  |
| Ceice e Alcione | 346-754  |
| Esaco           | 760-795  |

| LIBRO XII              | LIBRO XII |
| ---------------------- | --------- |
| Mito                   | Versi     |
| Sacrificio di Ifigenia | 27-38     |
| Guerra di Troia        |           |
| Cicno e Achille        | 75-145    |
| Ceni                   | 189-209   |
| Centauri e Lapiti      | 210-535   |
| Rapimento di Ippodamia | 217-225   |
| Ceneo                  | 514-532   |
| Peryclimene ed Ercole  | 555-576   |
| Morte di Achille       | 577-619   |

| LIBRO XIII                                        | LIBRO XIII |
| ------------------------------------------------- | ---------- |
| Mito                                              | Versi      |
| Contesa tra Ulisse e Aiace per le armi di Achille | 1-381      |
| Lo scudo di Achille                               | 291-295    |
| Suicidio di Aiace                                 | 386-398    |
| Morte di Priamo                                   | 404        |
| Sacrificio di Polissena                           | 439-505    |
| Ecuba                                             | 533-575    |
| Fuga di Enea con Anchise e Ascanio                | 623-627    |
| Le figlie di Anio                                 | 643-674    |
| Le figlie di Orione                               | 681-699    |
| Aci, Galatea e Polifemo                           | 735-897    |
| Glauco                                            | 904-968    |

| LIBRO XIV                         | LIBRO XIV        |
| --------------------------------- | ---------------- |
| Mito                              | Versi            |
| Scilla e Circe                    | 51-75            |
| Enea e Didone                     | 76-81            |
| Enea in Italia                    | 82-90            |
| Cercopi                           | 91-100           |
| Sibilla Cumana                    | 101-154          |
| Achemenide e Macareo              | 158-222          |
| Lestrigoni                        | 223-245          |
| Circe e Ulisse                    | 245-319          |
| Pico in picchio                   | 312-440          |
| Cibele e le navi di Enea (Naiadi) | 527-535          |
| Vittoria di Enea su Turno         | 536-580          |
| Deificazione di Enea              | 581-608          |
| Vertumno e Pomona                 | 622-697; 765-769 |
| Ifi e Anassarete                  | 698-771          |
| Apoteosi di Romolo                | 772-851          |

| LIBRO XV                   | LIBRO XV |
| -------------------------- | -------- |
| Mito                       | Versi    |
| Ercole, Crotone e Miscelo  | 11-59    |
| Pitagora                   | 60-507   |
| Diana e Ippolito           | 497-546  |
| Egeria                     | 547-551  |
| Tagete                     | 552-558  |
| Peste di Roma ed Esculapio | 619-728  |
| Apoteosi di Cesare         | 729-842  |
| Glorificazione di Augusto  | 843-870  |
| L'immortalità del poeta    | 871-879  |

### La creazione dell'universo: modelli filosofici e letterari

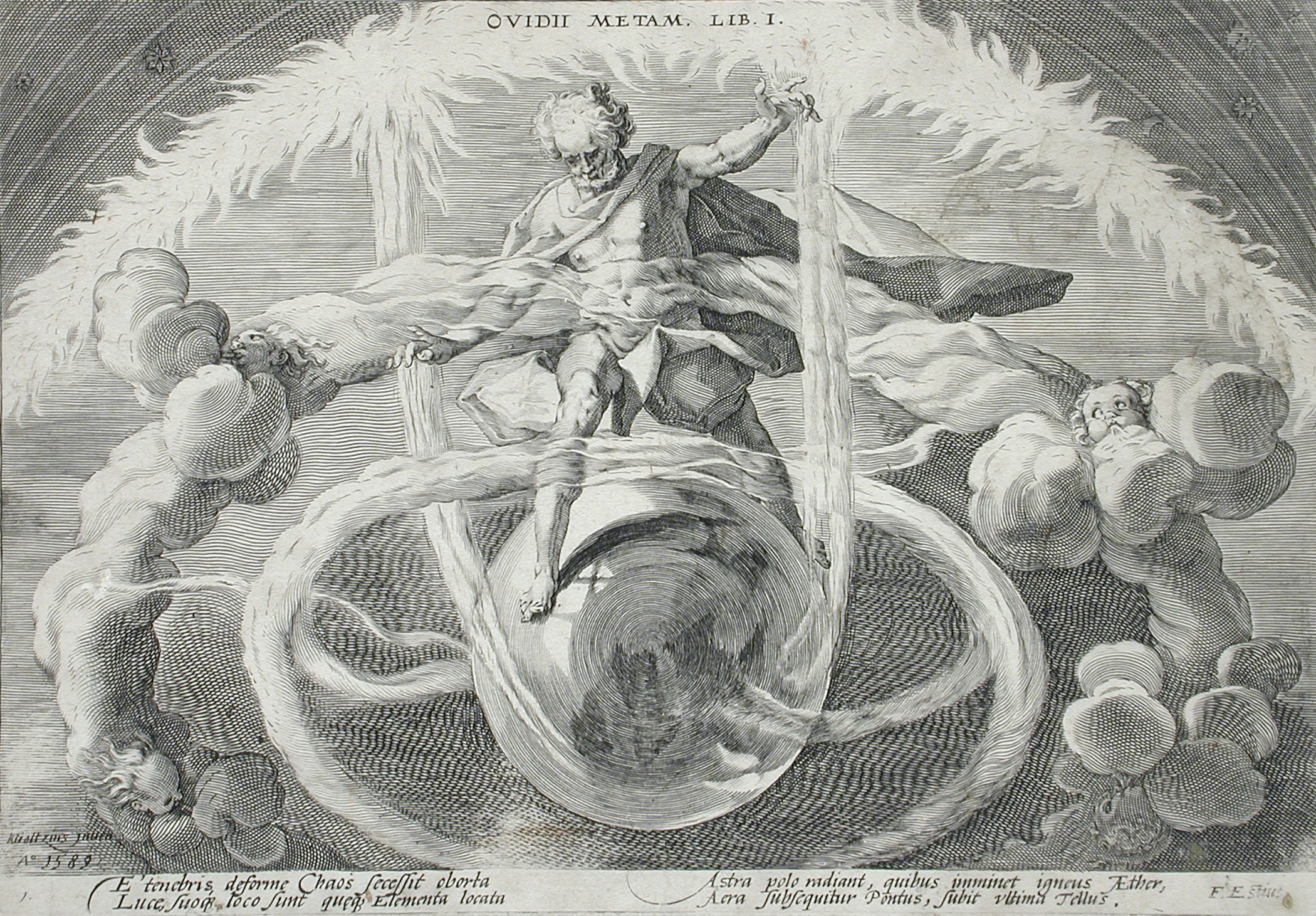
Illustrazione della creazione dei quattro elementi dal caos primigenio (da un'edizione delle Metamorfosi del 1589)

Elaine Fantham ha provato a rintracciare i modelli filosofici e letterari a cui Ovidio si è rifatto per la sua descrizione dell'origine dell'universo. Tenendo conto che gran parte del pensiero filosofico latino derivava direttamente da quello greco, la Fantham ha introdotto prima di tutto i tre modelli fondamentali descritti da filosofi greci da cui Ovidio poteva attingere: alcuni lo rappresentavano come un organismo vivente, altri come un artificio creato da un essere divino, e altri ancora in termini di una entità politica e sociale. Particolare importanza in questo senso dovette avere ad esempio il Timeo di Platone. Secondo Fantham, infatti, in Tim. 30a e 30b Platone unisce i primi due modelli. Le teorie platoniche vennero poi riprese da Aristotele e dai Sofisti e si sviluppò una vera e propria corrente filosofica che concepiva l'universo come il prodotto di un disegno, antropocentrico e geocentrico (ovvero creato solo ed esclusivamente per il bene dell'uomo e con i corpi celesti – Sole compreso – che giravano attorno alla Terra). A questa corrente si opponeva quella atomistica di Leucippo e Democrito. Quest'ultimo non credeva all'ipotesi dell'unicità e dell'immortalità del cosmo, anzi, credeva che esistessero più mondi, ognuno dei quali corruttibile e quindi “mortale”. Democrito, infatti, considerava la creazione dell'universo non come il prodotto di un disegno, ma come una interazione meccanica tra atomi che dovevano riempire un vuoto.
Per quanto riguarda i modelli letterari, invece, né Omero né Esiodo concepirono argomenti così complessi: per entrambi il cosmo consisteva soltanto di acqua, terra, aria e di sfere celesti. Solo Esiodo ha ipotizzato l'esistenza di un caos originario antecedente a un'era di equilibrio e stabilità in cui è venuto formandosi l'universo.
A Roma molta importanza ebbe il pensiero democriteo che - con la mediazione di Epicuro - fu diffuso da Lucrezio tramite il suo De Rerum Natura quasi cinquanta anni prima la nascita di Ovidio. Anche Virgilio ne fu influenzato e nella celebre canzone del Sileno scrive:
(Virgilio, Bucoliche, VI.31-40)
Ovidio conosceva molto bene questo scritto di Virgilio e allo stesso modo quelli di Lucrezio, di Esiodo e di Omero. Ma secondo la Fantham Ovidio si è avvicinato al tema in maniera differente: ha elaborato una versione che ha riunito i diversi modelli filosofici e letterari che abbiamo descritto. Infatti se da una parte inizia a descrivere la creazione del mondo con la triade omerica del mare, della terra e del cielo, dall'altra si getta all'indietro nel caos originario, combinando l'idea del vuoto esiodeo con lo spazio atomistico della tradizione democritea e lucreziana. Descrivendo quindi l'origine dell'universo come qualcosa in continuo movimento, in cui la terra non offriva punti dove poter sostare, né l'acqua dove poter nuotare, Ovidio, spiega la Fantham, introduceva così anche il tema della metamorfosi e delle continue trasformazioni che la natura subisce.

### L'uomo: creazione, distruzione, rinascita
Dopo gli uccelli, le bestie e i pesci, con tre parole Ovidio descrive la nascita dell'uomo: natus homo est. Ma il poeta sembra non sapersi decidere su quale sia il vero creatore dell'essere umano. Scrive infatti:
ille opifex rerum, mundi melioris origo,

sive recens tellus seductaque nuper ab alto

aethere cognati retinebat semina caeli,

quam satus Iapeto mixtam pluvialibus undis

finxit in effigiem moderantum cuncta deorum.»
principio di un mondo migliore, o plasmato dal figlio di Giapeto [Prometeo]

a immagine degli dèi che tutto regolano,

impastando con acqua piovana la terra ancora recente, la quale,

da poco separata dall'alto ètere, ancora conservava qualche

germe del cielo insieme a cui era nata.»
(Ovidio, Le metamorfosi, I.78-83)

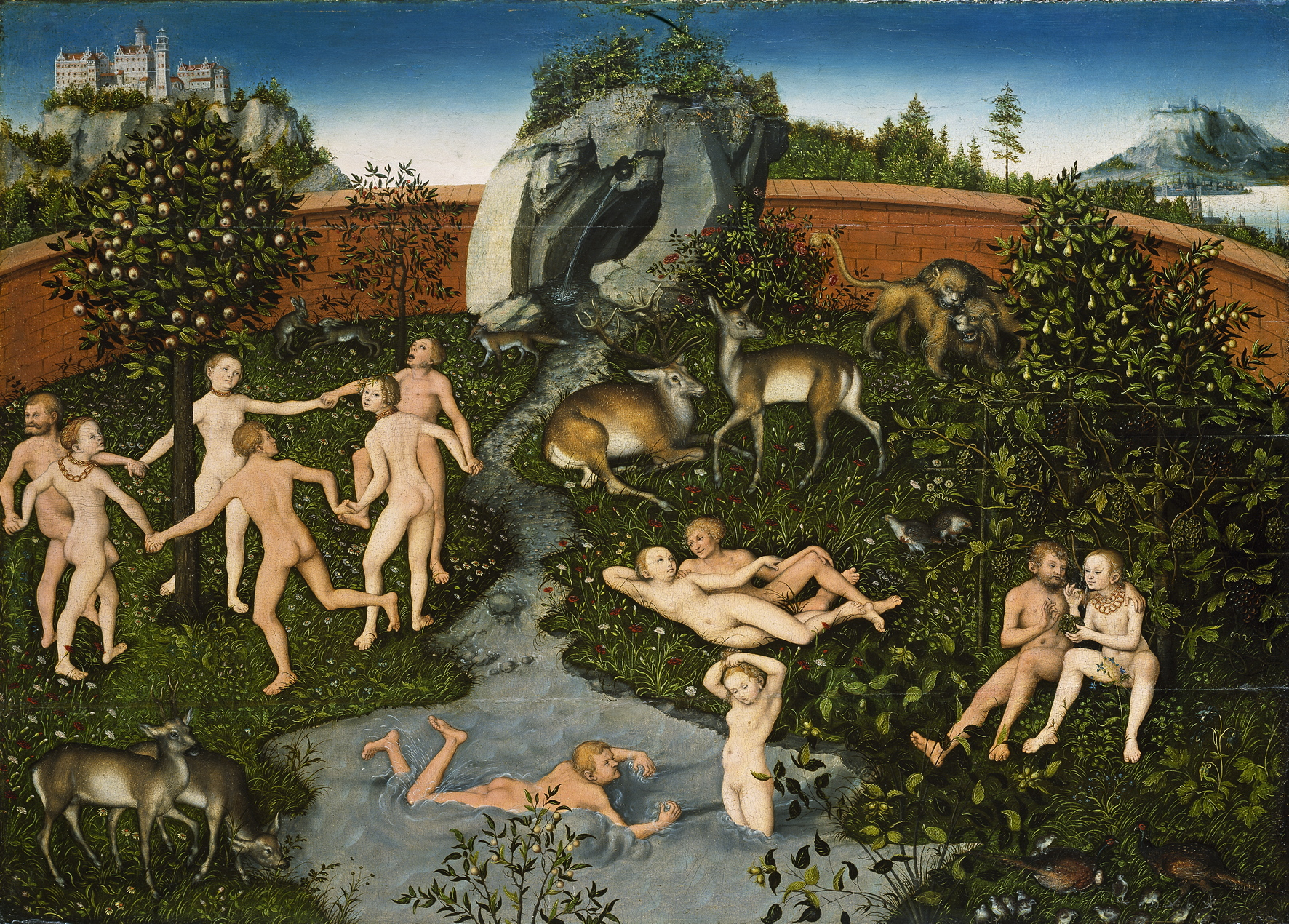
Lucas Cranach il Vecchio - Età dell'oro

La Fantham scrive che Ovidio sembrerebbe preferire la seconda interpretazione e il racconto - insieme all'uso di alcune specifiche parole come rudis (nel senso di “materia grezza”), finxit in effigiem deorum (a immagine degli dei, col verbo fingo che può assumere proprio il significato di “modellare” “scolpire” “forgiare”) e figuras (che in latino poteva avere anche il significato di “statua”) - suggerisce l'idea che Prometeo abbia agito come un artigiano. Il mito sembrerebbe la mescolanza di due versioni precedenti: quella narrata da Protagora nell'omonimo dialogo platoniano (nella quale l'uomo è forgiato dai due fratelli Prometeo ed Epimeteo) e quella più parodica di Callimaco (nella quale l'uomo viene modellato dal fango).
Se dalla Teogonia Ovidio si era lasciato influenzare per spiegare una parte della sua cosmogonia, un'altra opera esiodea s'intromette nel I libro delle Metamorfosi, Le Opere e i Giorni, in cui vengono descritte le diverse età dell'uomo: da quella dell'oro a quella del ferro, passando da quella argentea e del bronzo. L'età del ferro è caratterizzata da “ogni empietà; fuggirono il pudore e la sincerità e la lealtà, e al loro posto subentrarono le frodi e gli inganni e le insidie e la violenza e il gusto sciagurato di possedere” (I.128-31), si scoprirono i metalli preziosi nascosti sottoterra e gli uomini iniziarono a farsi guerra tra loro. Fu in quest'epoca che dal sangue dei Giganti (i quali avevano osato aspirare al regno del cielo ed erano stati annientati da Giove) sparso ovunque, la Terra dette vita a un'altra schiera di esseri umani, ma “anche questa schiatta fu spregiatrice degli dèi, e assetatissima di strage crudele, e violenta. Si capiva che era nata dal sangue” (I.160-2). Da questi esseri aveva origine anche Licaone, il famoso re dell'Arcadia che fu trasformato in lupo per aver servito a Giove come pasto suo figlio Arcade. Fu questo il principale motivo che causò la convocazione dell'assemblea divina nella quale venne deliberata la distruzione del genere umano. Molti critici credono che dietro al piano letterale descritto da Ovidio per l'assemblea, se ne nasconda uno metaforico: in realtà Giove altri non sarebbe che lo stesso Augusto e gli dei minori rappresenterebbero il senato. D'altronde è lo stesso Ovidio a suggerire questa lettura, paragonando la decisione di Giove con quella che a sua volta fece Augusto nel cancellare tutti i traditori e assassini di Cesare (I, 200-5): “Così, quando un'empia schiera infierì per estinguere il nome di Roma nel sangue di Cesare, il genere umano restò sbigottito di fronte a tanto spaventosa e improvvisa sciagura, e un brivido d'orrore percorse il mondo intero; e la devozione dei tuoi non è meno gradita a te, Augusto, di quanto quella degli dèi fu gradita a Giove” (I.200-5).

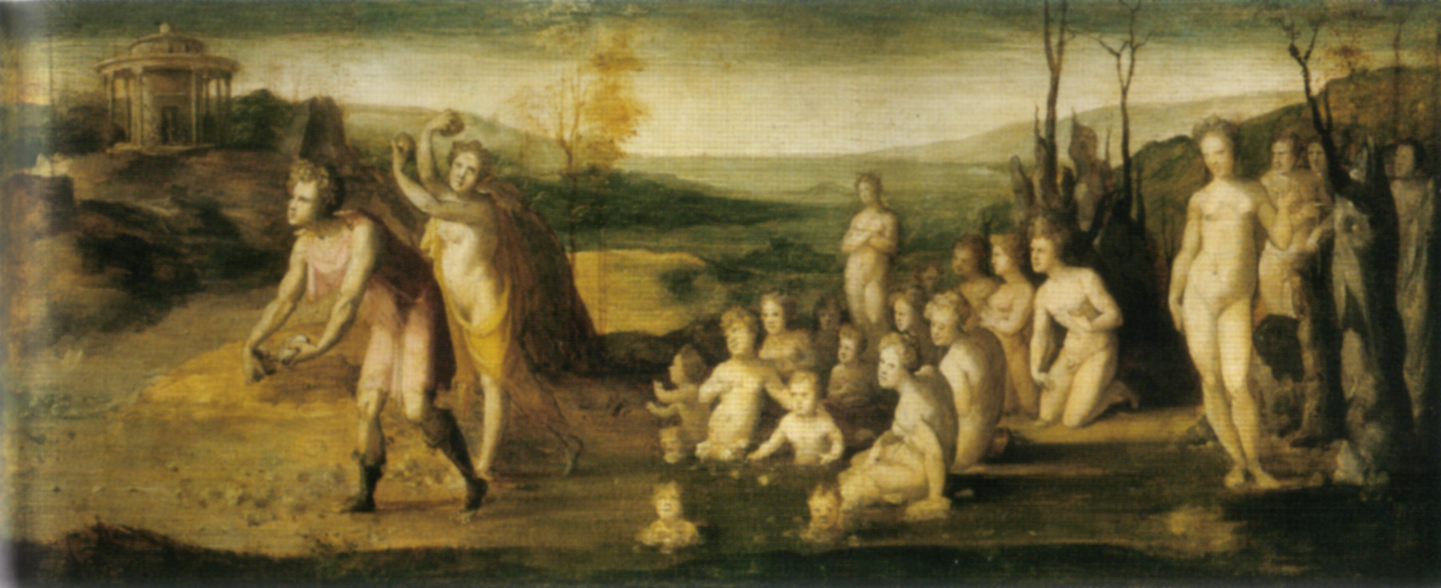
Domenico Beccafumi - Deucalione e Pirra

Un diluvio quindi ha annientato non solo il genere umano, ma ogni essere vivente. Tuttavia Giove - che durante l'assemblea divina promise che “una stirpe diversa dalla prima, una stirpe di origine prodigiosa” (I.251-2) sarebbe ricomparsa sulla Terra – salvò dal diluvio gli unici due esseri umani che erano stati giudicati “innocuos ambo, cultores numinis ambo” - "entrambi innocenti, entrambi devoti agli dèi"- (I.327): Deucalione con la cugina e moglie Pirra, rispettivamente figli dei fratelli Prometeo e Epimeteo. Furono loro che ripopolarono la Terra del genere umano: lanciandosi alle spalle dei sassi (le ossa della terra), i sassi stessi si trasformavano in esseri umani. Ecco dunque che si compiva una delle “più sorprendenti metamorfosi” del libro, in cui l'intera natura viene “paragonata a uno scultore”. Per quanto riguarda gli altri animali, essi furono generati dalla terra spontaneamente. In questo caso Ovidio si rifà a una teoria di Lucrezio secondo cui “l'umidità e il calore, se si temperano a vicenda, concepiscono, e dalla loro fusione nascono tutte le cose. Il fuoco, è vero, fa a pugni con l'acqua, ma la vampa umida crea tutto: discorde concordia feconda. Quando dunque la terra, tutta fangosa per il recente diluvio, si riasciugò al benefico calore dell'astro celeste, partorì un'infinità di specie e in parte riprodusse le forme di una volta, in parte creò mostri sconosciuti” (I.430-37).

### Il ciclo tebano

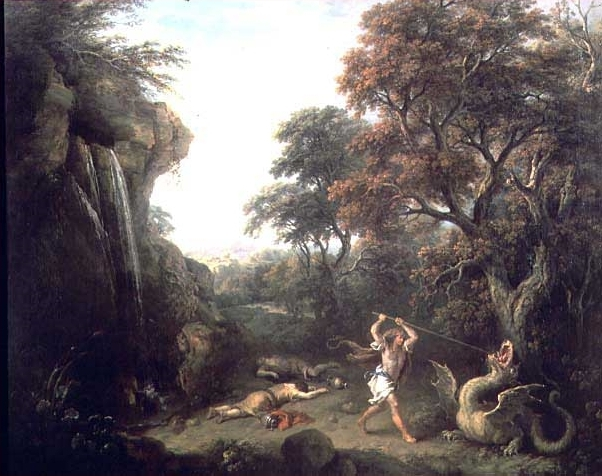
Francesco Zuccarelli - Cadmo uccide il serpente

Quello che viene definito come “ciclo tebano” riguarda alcune storie presenti nel III e nel IV libro delle Metamorfosi che coinvolgono una intera dinastia che ha avuto origine da Cadmo. Questi, figlio di Agenore e fratello di Europa, viene costretto dal padre a partire da casa in cerca della sorella rapita da Giove. Dopo aver errato per il mondo come un esule senza alcun risultato, si rivolge all'Oracolo di Delfi supplicando Apollo di dirgli dove fermarsi, allora il dio rispose “in una campagna deserta incontrerai una vacca che non ha mai conosciuto il giogo, non ha mai tirato l'aratro ricurvo. Seguila per dove ti guiderà, e nella pianura in cui si adagerà costruisci delle mura e chiama Beozia quella regione” (III.10-3). Cadmo riesce nell'impresa, ma in una sorgente vicina al luogo prescelto dimora un enorme e mostruoso serpente che uccide alcuni dei suoi compagni di viaggio. Il futuro re di Tebe riuscirà, dopo un eroico duello, a sconfiggere il mostro, ma non farà in tempo a godere della vittoria che immediatamente una voce misteriosa che “non era chiaro da dove venisse, ma udita fu” disse “che stai a guardare il serpente ucciso, o figlio di Agènore? Anche tu sarai guardato serpente” (III.97-8). Solo la dea Pàllade, protettrice dell'eroe, riesce a distogliere Cadmo dal terrore che lo aveva colpito dopo aver ascoltato quella voce. La dea gli ordina di seminare i denti del serpente “germi di un futuro popolo” (III.103). Allora dal terreno nascono dei guerrieri che si combattono tra loro in una “guerra civile”, solo cinque rimangono in vita - tra questi vi è anche Echione – e accordandosi con loro, Cadmo fonderà la sua nuova città, Tebe. Ma l'origine violenta della città e l'inimicizia di alcune divinità come Giunone (che odiava tutta la stirpe di Cadmo, essendo questi il fratello di Europa e padre di Sèmele, entrambe amanti di Giove) e Diana, provocheranno la rovina se non della città stessa, di tutta la dinastia di Cadmo: Atteone, Ino, Agave, Autonoe, Semele e infine Penteo. Tutte le storie di questi personaggi infatti si concludono tragicamente e Cadmo:

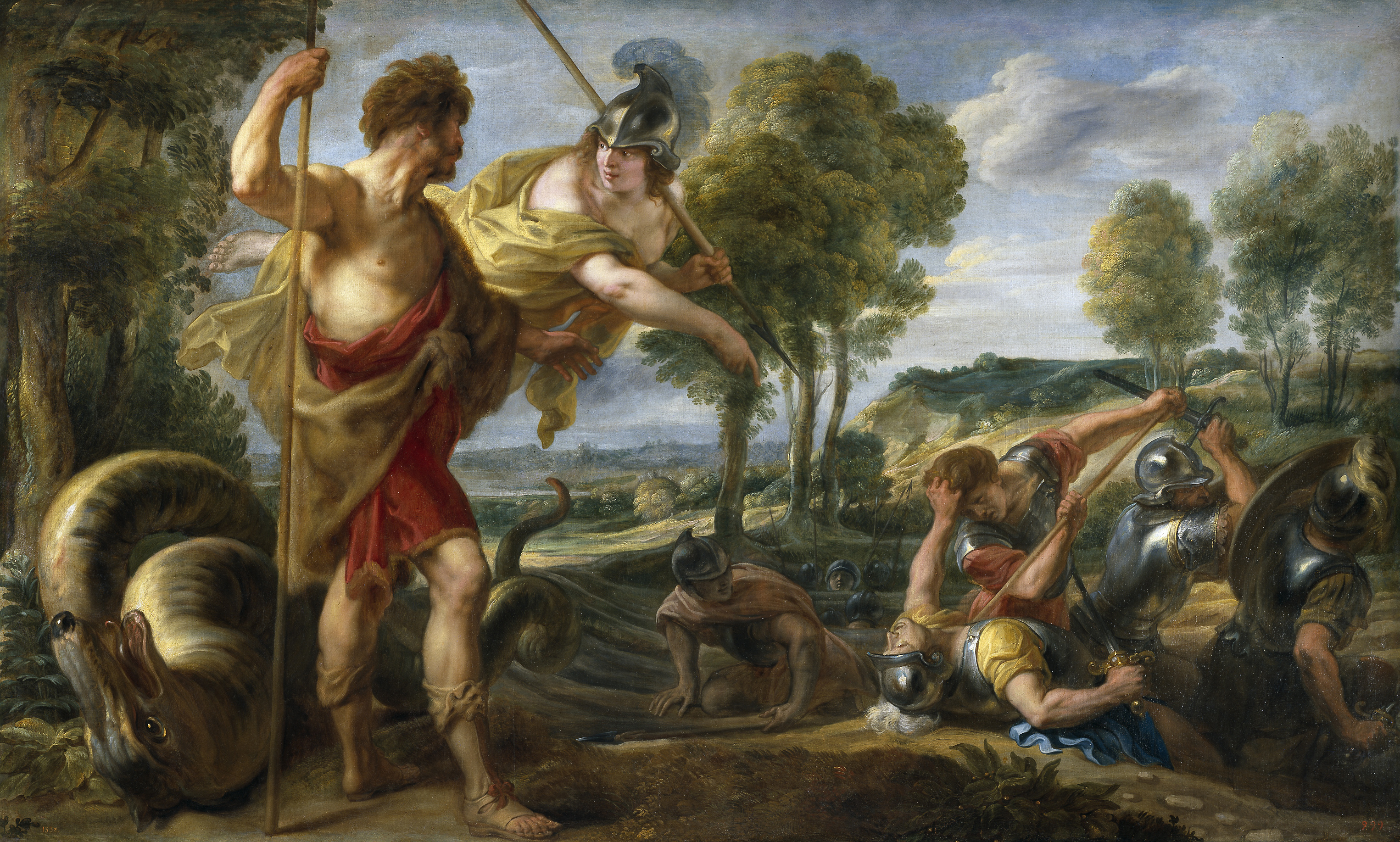
Jacob Jordaens - Cadmo e Minerva

Dopo lungo peregrinare giunge con la moglie, che lo accompagna, nella regione degli Illirii. E mentre, oppressi ormai dalle sventure e dagli anni, conversano tra di loro rievocando le prime vicende del casato e ricordando le proprie peripezie, a un tratto Cadmo dice: “Forse era un serpente sacro quello che trafissi con la mia lancia ai tempi in cui lasciammo Sidone, e del quale seminai i denti, semi mai visti, nel suolo. Se gli dèi si preoccupano di vendicarlo con un'ira così spietata, possa io stesso protendermi, serpente, su un lungo ventre”.»
(Ovidio, Le metamorfosi, IV.564-75)
E così la profezia dettata da quella misteriosa voce si avvera e Cadmo mentre sta subendo la trasformazione guardando la moglie Armonia, le dice: (IV.583-89)
(Ovidio, Le metamorfosi, IV.583-89)
Disperata, anche la moglie supplica gli dèi di trasformare anche lei in serpente: "Tutti i presenti – presente è il loro seguito – guardano atterriti. Ma lei accarezza il viscido collo del serpente crestato [di Cadmo], e improvvisamente sono in due a serpeggiare con spire congiunte, finché non si ritirano nel folto di un bosco vicino. Ancora oggi non fuggono l'uomo né lo aggrediscono per ferirlo. Serpenti pacifici, non hanno dimenticato che cosa furono un tempo." (IV.598-603)

Evelyn De Morgan - Cadmo, trasformato in serpente, avvolge la moglie Armonia che sta per trasformarsi anch'essa in serpente

- Interpretazione di Philip Hardie, l'Anti-Eneide e il contrasto natura-civiltà: in un articolo del 1990 intitolato “Ovid's Theban History: The First Anti-Aeneid?”, il critico inglese ipotizza che, dietro alle storie riguardanti il ciclo tebano, si nasconda la volontà di Ovidio di costruire una vera e propria “anti-Eneide”, un capovolgimento del tema fondante il poema virgiliano: la fondazione di Roma[17]. A supporto di tale ipotesi, Hardie porta numerosi esempi e paralleli che possono essere fatti tra i due poemi. Ad esempio, entrambi gli autori iniziano il libro terzo con la storia di un esule che vaga per il mondo in cerca di un posto dove insediarsi (Met III.6; En I.756 e 2.294-5), indicato in tutti e due i casi da una profezia divina che comanda di fondare la città là dove un animale deve riposarsi e stendersi: una “vacca” in Ovidio (III.10) e una “scrofa” in Virgilio (III.389 ma anche VIII.42)[18]. Hardie, poi, paragona l'episodio in cui Cadmo cerca i suoi compagni nella foresta con l'Ercole virgiliano del libro 8 che va in cerca dei buoi che gli sono stati rubati, e prosegue mettendo in parallelo il combattimento tra Cadmo e il serpente con quello tra Ercole e Caco[19]. Due dettagli, secondo il critico, ci permettono di mettere a confronto i due libri: il primo è che Cadmo mentre combatte il serpente indossa una pelle di leone (3.52-3.81), il costante attributo di Ercole; secondo, che Cadmo attacca il serpente con una grande pietra (molaris, III.59) una parola rintracciabile soltanto nel III libro delle Metamorfosi e nell'VIII dell'Eneide (VIII.250) come una delle armi usate da Ercole contro Caco[19]. Infine, in Virgilio la storia di Ercole si conclude con un inno celebrativo in onore dell'eroe che è riuscito a sconfiggere il mostro (VIII.301), mentre quella di Cadmo con una voce misteriosa che gli predice la sua sventura e la sua futura metamorfosi in un serpente[19]. In questo dunque consisterebbe il rovesciamento del poema virgiliano, e Hardie continua a elencare una serie di esempi a sostegno della sua teoria. Particolarmente interessanti sono poi le osservazioni che il critico fa sulla differenza tra città e natura selvaggia. Se la prima sembra essere un rifugio sicuro per i Tebani, la seconda invece si mostra fatale in quasi tutte le storie del ciclo a partire dallo stesso serpente (che dimora in una foresta vicina alla città) e arrivando ad Atteone e a Penteo[20].
- Interpretazione di Anderson, l'umanizzazione dell'epica: in un articolo del 1993 “Ovid's Metamorphoses”, il critico statunitense prende le distanze non solo dalla teoria di Hardie, ma da tutta una tradizione critica che vede nelle Metamorfosi o una semplice parodia o una brutta copia (nel caso di Brooks Otis) dell'Eneide o, infine, la volontà ovidiana di comporre una anti-Eneide[21]. Il Ciclo Tebano è per lui nient'altro che uno dei tanti esempi che si possono fare sul come Ovidio abbia cercato di umanizzare gli eroi tipici dell'epica. Non nega che ci siano dei collegamenti tra le Metamorfosi e l'Eneide, ma crede che l'intenzione di Ovidio sia quella di “razionalizzare”, di creare un poema non-eroico[22]. Gli esempi che Anderson porta, sono molti, sul ciclo tebano è interessante in particolare l'analisi sul discorso fatto da Penteo ai suoi uomini per spronarli al combattimento contro il dio (e cugino) Bacco e i suoi seguaci, il tipico discorso che un re o un generale fa al proprio esercito prima della battaglia[22]:

(Ovidio, Le metamorfosi, IV.531-48)
Secondo Anderson il discorso retorico di Penteo è malfatto (non nel senso stilistico del termine, ma nel senso di identificazione emotiva tra lettore e personaggio), e non ha niente a che fare ad esempio con gli appelli fatti da Enea agli anziani, quando ricorda il viaggio pieno di pericoli per mare, o ai Penati. Cadmo non aveva con sè i Penati quando partì in cerca della sorella; il suo obiettivo non era mai stato quello di fondare una città su basi patriottiche e religiose, come invece doveva fare l'eroe troiano. Inoltre, Virgilio non avrebbe mai attribuito il patetico aggettivo “profugos” a delle divinità romane così importanti come i Penati: Enea era un “profugos” (E.I.2), ma i suoi dèi non sono mai stati descritti come “deboli”. Ovidio fa di Penteo un personaggio caratterizzato da un eccessivo patriottismo che oltretutto si rivela sciocco nel momento in cui, ad esempio, sprona i suoi uomini a rifarsi al coraggio e all'eroismo del mostruoso serpente originariamente ucciso da Cadmo. Tutto questo però secondo Anderson non significa che Ovidio abbia voluto creare un anti-Enea, bensì l'esempio più razionale di un essere umano.

### L'arte
Nelle Metamorfosi la gelosia, l'invidia, la vendicatività degli dèi non si riversano solo in amore, ma anche nell'arte: se un mortale osa gareggiare con un dio nel canto, nella poesia, nell'arte, non importa quanto sia bravo o quanto possa essere migliore del dio stesso: subirà una punizione.

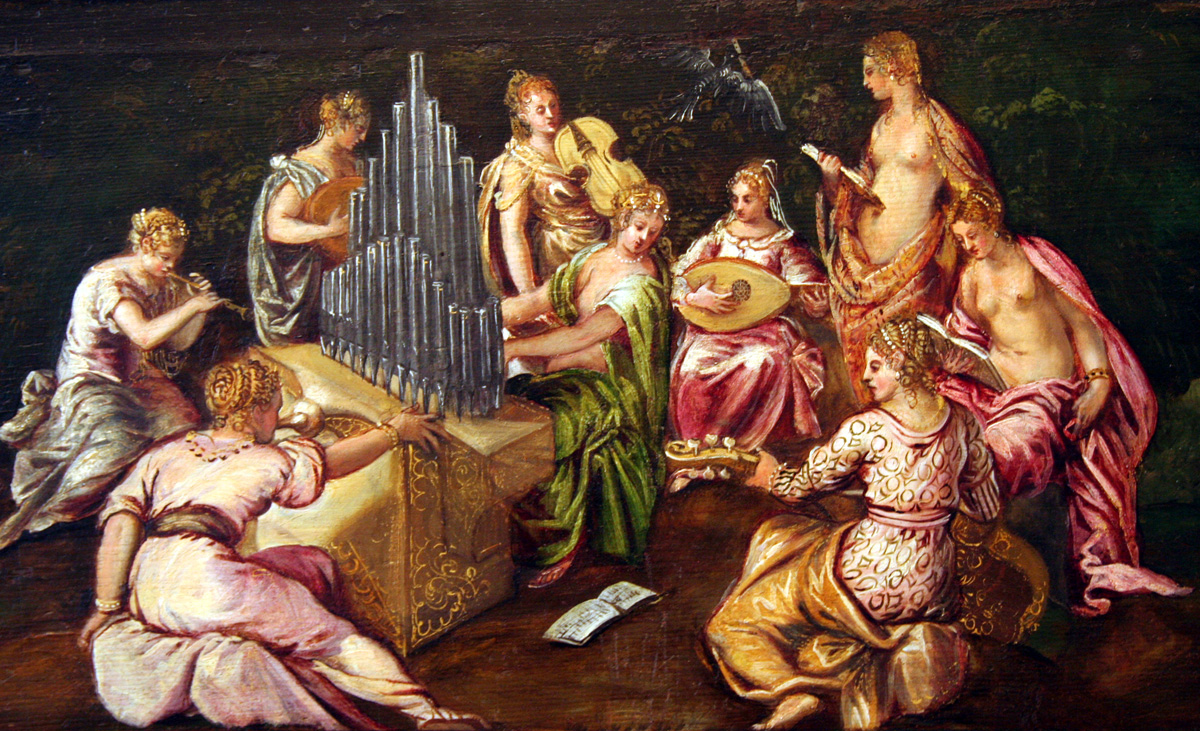
Tintoretto - Contesa tra le Muse e Pieridi

- Pieridi: le Pieridi erano le nove figlie di Piero e di Evippe originarie della Macedonia (Emazia). Decidono di sfidare le Muse in una gara di composizione poetica in cui a fare da giudici siano delle ninfe. Vinte, vengono trasformate in gazze. La loro storia è raccontata dalla musa Urania alla dea Atena dopo che il fatto era già accaduto. Essendo quindi una musa a raccontare la storia, è possibile notare la sproporzione in termini di lunghezza di ciò che viene cantato dalla prima delle Pieridi (dal verso 318 al 331) e delle storie cantate dalle Muse che occupano tutto il resto del libro (dal verso 337 al 661)[25]. La Pieride, secondo quanto afferma ancora Urania, non si limitò soltanto a gareggiare con loro, ma nella propria storia insultò gli dèi, cantando “la guerra degli abitanti del cielo, glorificando indegnamente i Giganti e minimizzando le imprese dei grandi dèi, dicendo che Tifeo scatenatosi dagli abissi della Terra mise loro tanta paura, che tutti voltarono le spalle e fuggirono” (V.319-23).
- Marsia: Marsia era un satiro della Frigia che, raccolto il flauto inventato da Atena (e da questa gettato via per la vergogna di doverlo suonare gonfiando le guance), sfidò Apollo in una gara di musica. Non viene descritta la gara nei suoi particolari, la storia infatti parte già da quando Marsia ha perso e viene scorticato vivo dal dio. Ovidio si sofferma molto sulla descrizione del corpo straziato e sanguinolente del satiro[26].
- Aracne: figlia di Idmone di Colofone (nella Lidia), sfida Atena nell'arte della tessitura. Per quanto si dimostri (come fa intendere Ovidio) più brava della dea, Atena non può sopportare che una mortale possa batterla: quando, infuriata, la colpisce alla testa, Aracne scappa disperata e cerca di impiccarsi. Vedendola morente, Atena ne prova compassione e la trasforma in un ragno. Come nel caso della figlia di Pierio (ma questa volta la storia è raccontata dal narratore, non da chi ha già vinto la gara e quindi può mostrarsi di parte), la colpa di Aracne non è solo quella di aver osato sfidare un dio, ma di aver rappresentato nella propria tela, una serie di ingiustizie compiute dagli dèi nei confronti dei mortali[27]:

(Ovidio, Metamorfosi, VI.103-128)

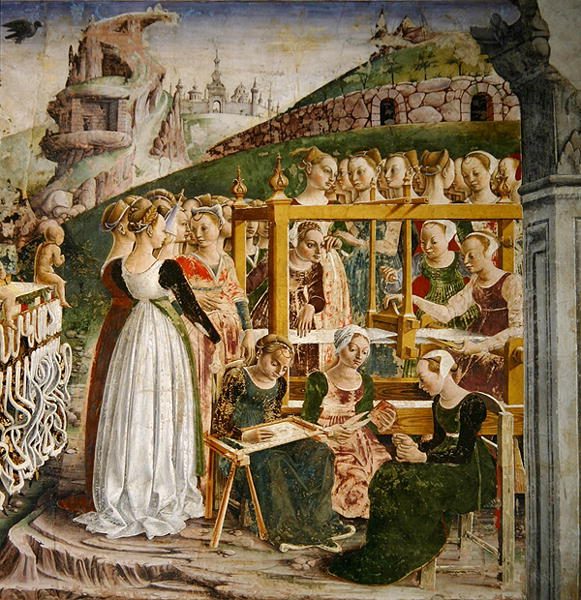
Francesco del Cossa - Trionfo di Minerva

Non poteva rimanere impunito un mortale che osasse tanto contro gli dèi. Contrariamente la tela di Atena raffigura esempi di mortali puniti dagli dei:
(Ovidio, Metamorfosi, VI.70-102)
Commentando questa gara Calvino scrisse:
(I.Calvino, Gli indistinti confini, IX-X)

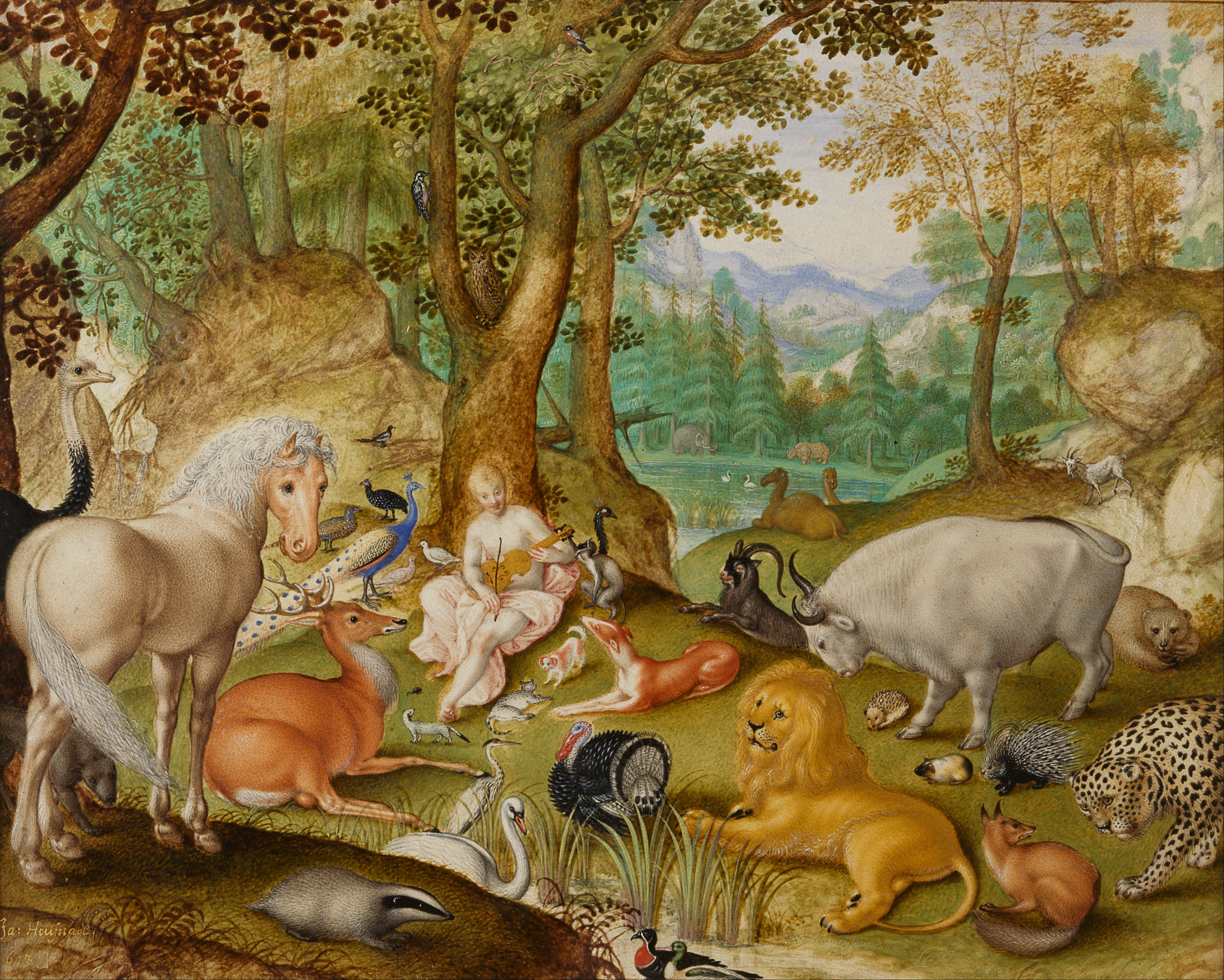
Jacob Hoefnagel - I racconti di Orfeo

- Orfeo: secondo alcune interpretazioni la causa della morte di Euridice sarebbe dovuta al fatto che Orfeo si credeva superiore ad Apollo nell'arte della poesia. Nelle Metamorfosi però la storia inizia già quando Euridice è morta, e non si fa nessun cenno alle possibili motivazioni che stanno dietro a tale morte. La Fantham invece crede che ci sia una ragione della morte non tanto di Euridice, ma di Orfeo: il poeta, ritirandosi in totale solitudine, avendo come unici ascoltatori animali piante e minerali, incitando gli uomini a dedicarsi soltanto agli amori omosessuali, si sarebbe spinto troppo contronatura, provocando la rabbia delle donne della Tracia che, prese dalla Furia, lo faranno a pezzi[29].

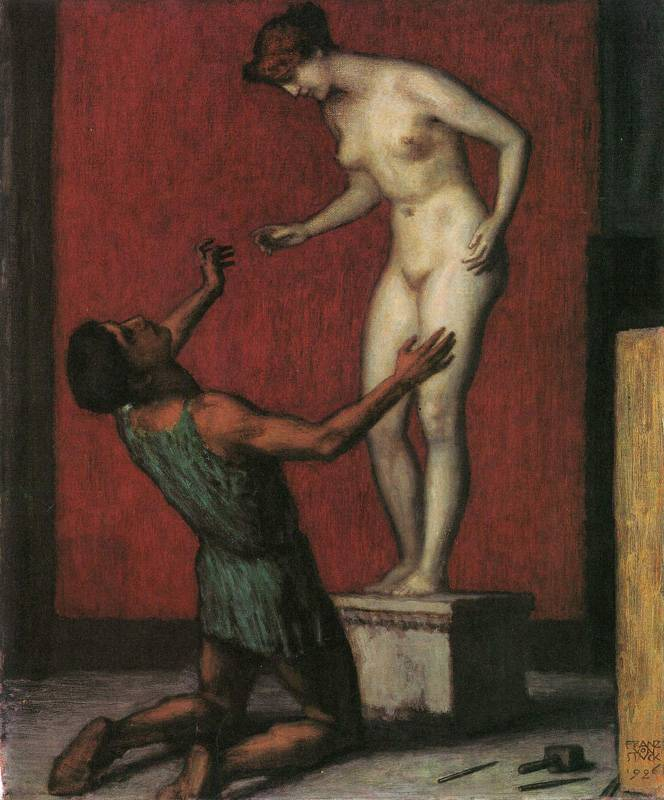
Franz von Stuck - Pigmalione

- Pigmalione: sappiamo da altre fonti che Pigmalione non era un artista, ma un re e che da re si infatuò di una statua della dea Venere che prese da un santuario. Ovidio trasforma Pigmalione in un timido scultore, alienato dalla società e sprezzante le donne per la loro volgarità. Solo la statua che egli stesso ha creato merita tutte le attenzioni e i doni possibili, e solo di lei Pigmalione si innamora, pregando gli dei che la rendano reale. A differenza di ciò che accade a Orfeo, il disprezzo di Pigmalione verso le donne e la società, non lo porta alla morte, ma all'esaudimento delle sue preghiere: la statua diventa una donna reale che Pigmalione sposa e dalla quale avrà la figlia Pafo[30]. Franz von Stuck - PigmalioneLa Fantham si domanda a questo punto se Ovidio credesse davvero al fatto che un artista potesse trasformarsi in un creatore e dar vita alle cose. Quanto la storia di Pigmalione è da intendersi come il mito di una creazione artistica o piuttosto come la ricompensa per il comportamento devoto e corretto dell'artista? Questo miracolo, continua la Fantham, è in realtà una espressione meno sincera della fede di Ovidio nei poteri dell'arte rispetto ai miti della poesia e della musica che li precedono e li seguono[30].
- Dedalo: nella mitologia greca Dedalo era famoso non solo come architetto, ma anche come grandissimo scultore capace di dar vita alle proprie statue[30]. La Fantham si chiede per quale motivo Ovidio abbia voluto invece presentare Dedalo solo come architetto e inventore, rendendolo il costruttore del labirinto di Creta e l'ideatore delle ali che permetteranno a lui e al figlio Icaro di fuggire dalle prigioni del re Minosse[30]. Forse Ovidio, scrive la Fantham, ha preferito presentarlo solo in questo modo perché le storie riguardanti Dedalo non si concludevano con delle metamorfosi oppure perché non voleva che qualcuno contendesse il titolo di scultore a Pigmalione. D'altronde l'orgoglio dell'artista viene fuori quando per gelosia e invidia uccide il nipote Pernice, inventore della sega e del compasso[30].

### La rappresentazione del genere femminile
- Il cambiamento di sesso: nelle Metamorfosi sono quattro i personaggi che subiscono un cambiamento di sesso: Tiresia, Ermafrodito, Ifi e Ceneo.

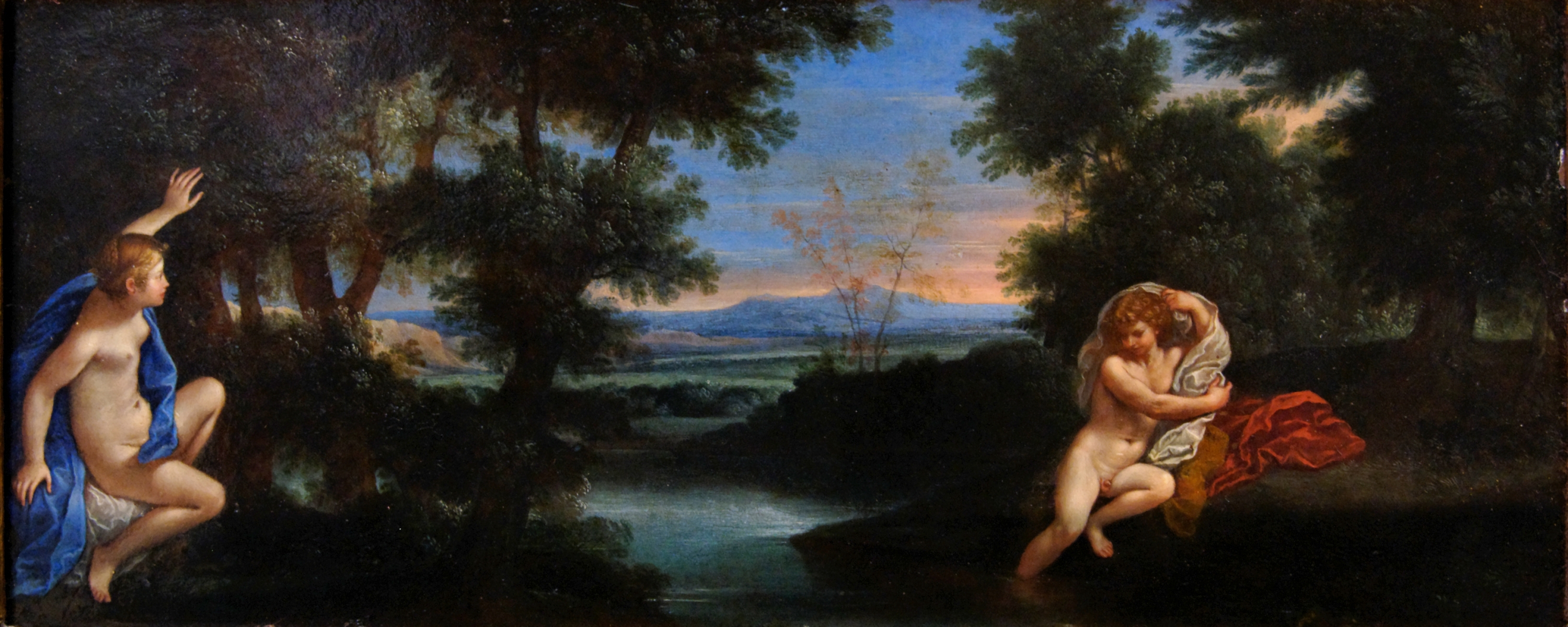
Francesco Albani - Ermafrodito e Salmacide

Tiresia fu trasformato da uomo in donna e nuovamente da donna in uomo per aver toccato (entrambe le volte) due serpenti che stavano accoppiandosi. Proprio per questo motivo fu chiamato a rispondere di una discussione che stava avvenendo tra Giove e Giunone: su chi tra la donna e l'uomo goda maggiormente durante un rapporto sessuale. Giove sostiene che sia la donna e Tiresia conferma questa affermazione scatenando l'ira di Giunone che lo punisce rendendolo cieco (ma Giove gli dona il potere della preveggenza). Francesco Albani - Ermafrodito e Salmacide Ermafrodito mentre nuotava in uno stagno presso Alicarnasso, nella Caria, fu aggredito dalla ninfa Salmacide che incantata della sua bellezza si avvinghiò a lui e con lui si fuse in un corpo che è insieme di maschio e di femmina (lo stagno stesso conservò il potere di effemminare i maschi) [IV 285-388].
Gli altri due personaggi sono stavolta originariamente femminili e sono indicativi di quanto all'epoca il genere maschile venisse considerato superiore a quello femminile[31]. Un esempio ne è proprio la storia di Ifi [IX 666-797], allevata come maschio perché il padre Ligdo non la uccida. Quest'ultimo era infatti poverissimo e disse alla moglie ancora in gravidanza che avrebbero potuto permettersi soltanto un maschio utile ai lavori di fatica, ma una femmina avrebbero dovuto eliminarla, non avendo risorse per mantenerla. Fu la dea Iside a rassicurare la madre e a dirle di allevare ugualmente Ifi come un maschio. Crescendo la figlia si innamorò di Iante, ma Ifi sentiva che non avrebbe mai potuto possederla. In un disperato monologo Ifi dice di sentirsi mostruosa, più mostruosa di Pasifae che ebbe un rapporto sessuale con un toro, in quanto lei almeno era stata attratta da un toro maschio e aveva avuto modo di consumare le sue voglie perverse. Lei invece era attratta da una persona del suo stesso sesso. Il monologo è esemplificativo di quanto la società greco-romana, per quanto accettasse rapporti omosessuali tra uomini, non accettasse con la stessa tolleranza rapporti omosessuali tra donne[31]. Fu ancora Iside a trasformare Ifi in un maschio proprio durante le nozze con Iante e a esaudire così le sue preghiere.
L'ultimo esempio di trasformazione sessuale riguarda Ceni della Perrebia che una volta stuprata da Nettuno, chiese al dio di essere trasformata in uomo così da non dover subire più violenze. Il dio esaudisce le sue preghiere trasformandola non solo in un uomo, ma in un guerriero invulnerabile che, col nome di Cèneo e dalla parte dei Lapiti, dopo aver fatto strage di molti centauri, viene sconfitto dagli stessi solo tramite il rovesciamento di alberi interi sopra di lui.

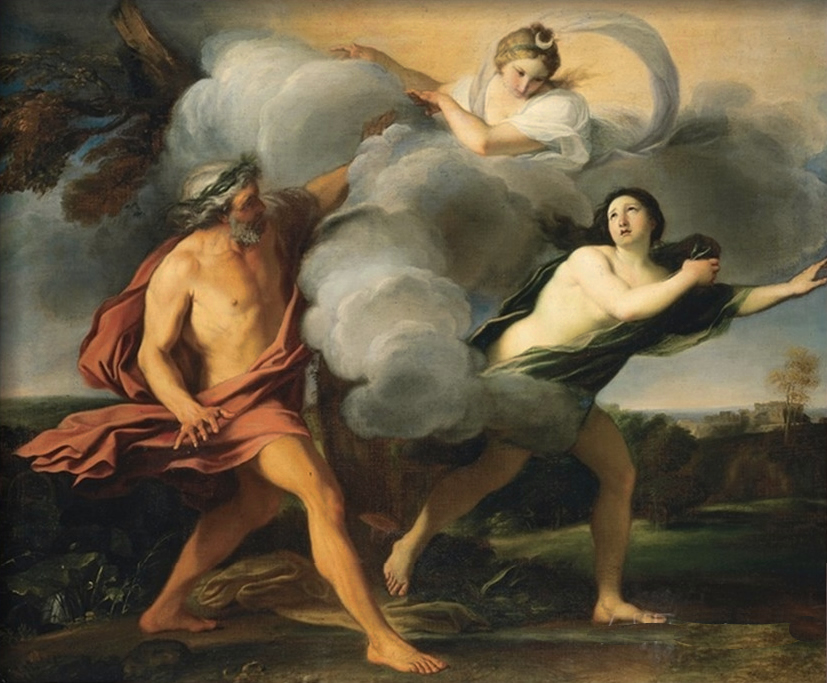
Carlo Maratta - Alfeo e Aretusa

- Lo stupro: il tema dello stupro di dèi o uomini ai danni della donna è molto ricorrente all'interno dell'opera[31]. Il poema inizia con il tentativo di stupro di Apollo su Dafne e continua con una serie interminabile di altre storie: lo stupro di Giove su Ino e su Callisto, quello tentato da Pan su Siringa o da Alfeo su Aretusa e molti altri. Come Aracne rende esplicito nel proprio arazzo, gli dei ottengono sempre quello che vogliono e spesso lasciano gravide le vittime delle loro violenze. Come suggerisce la Fantham, il fatto che questo tema sia così ricorrente all'interno dell'opera ci fa capire quanto il pubblico ovidiano ne fosse coinvolto a livello di intrattenimento[31]. Particolarmente cruento è l'unico stupro che ha per protagonisti soltanto esseri umani, quello di Tereo ai danni della cognata Filomela, sorella di Procne. In questa storia Ovidio combina i peggiori crimini a cui l'uomo possa spingersi: oltre allo stupro, l'incesto, l'infanticidio e il cannibalismo. Tereo, come d'altronde Apollo, Pan, Alfeo e tutti gli stupratori, sono descritti come veri e propri predatori, animali che ambiscono sessualmente alla propria preda.

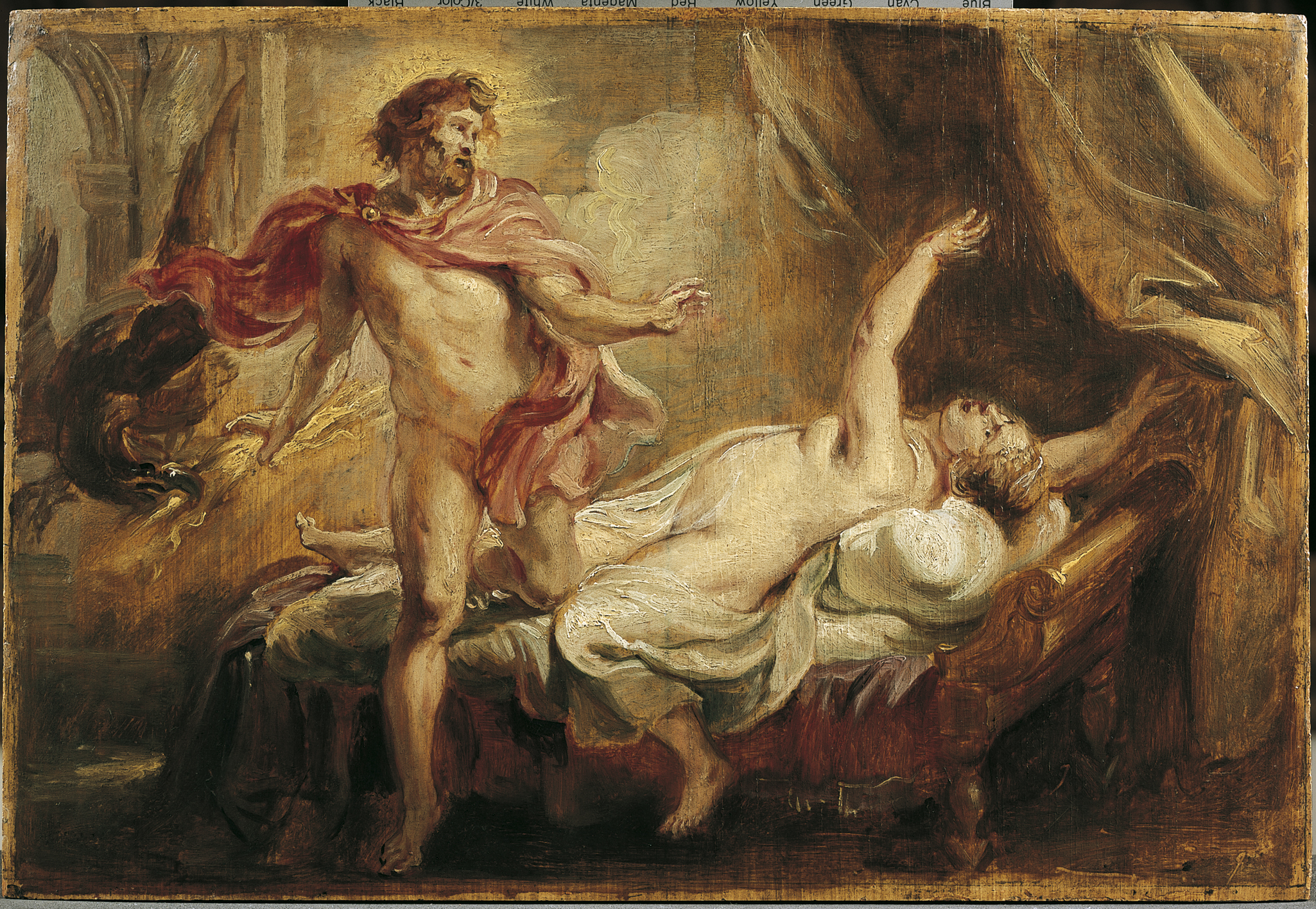
Peter Paul Rubens - Morte di Semele

- La maternità: nelle Metamorfosi la vita delle donne descritte da Ovidio prosegue anche dopo uno stupro, un concepimento, un matrimonio, un parto e nei casi più tragici, anche dopo la perdita prematura del proprio figlio. Ovidio dedica molto più spazio di quanto non abbiano fatto i poeti a lui antecendenti e contemporanei al rapporto madre figlio durante la gestazione e nei primi mesi del neonato[31]. Anche in questo caso gli esempi non mancano: la gravidanza di Semele, odiata da Giunone che con un tranello riuscì a farla uccidere da Giove, porterà alla nascita miracolosa e prematura del dio Dioniso; quella di Latona che partorirà i divini Apollo e Diana, dopo una gestazione passata a fuggire continuamente l'ira di Giunone; quella di Alcmena che partorirà Ercole - contro la volontà ancora una volta di Giunone – grazie alla furbizia di Galantide; e quella tragica di Driope il cui figlio ancora bambino la guarderà trasformarsi nella pianta del loto acquatico (il giuggiolo). La Fantham sottolinea come, a suo avviso, Ovidio scrivesse per un'audience femminile e sapesse benissimo non soltanto descrivere la donna come l'oggetto del desiderio dell'uomo, ma nella sua psicologia e nella sua posizione all'interno del contesto familiare[31]. Il monologo di Driope, la maternità disperata di Latona, le intimità che si raccontano Alcema e Iole dipingono un mondo femminile conosciuto e profondamente sentito.

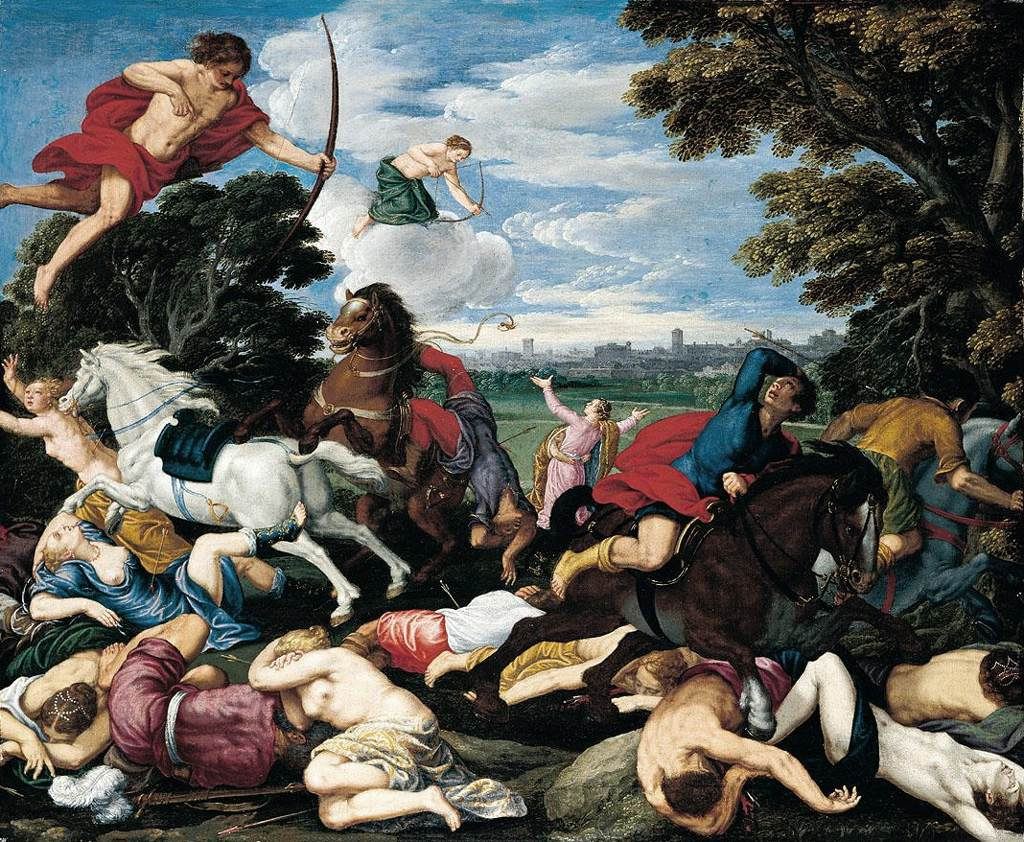
Johann König - La morte dei figli di Niobe

- Le madri in lutto: un tema che merita un paragrafo a parte riguarda proprio la prematura morte dei figli. Nella Roma di Ovidio, così come nella Grecia antica, era usanza che fosse la madre a chiudere gli occhi e a preparare le salme dei familiari morti. Morta lei, sarebbero stati i figli a occuparsi della sua cremazione o della sua sepoltura[31]. Ovviamente era anche allora ritenuto conforme alle leggi naturali che fossero i figli a seppellire i genitori e non il contrario, eppure molto spesso la guerra, le carestie e le malattie invertivano questa legge e non erano rari i casi in cui i corpi dei defunti andavano dispersi e non potevano ricevere degni rituali funebri[31]. È questo uno dei punti chiave su cui Ovidio ricostruisce la narrazione di alcune storie tragiche all'interno del poema. È il caso ad esempio di Climene, madre di Fetonte, folgorato da un fulmine lanciato da Giove. Climene gira il mondo con l'aiuto delle sorelle in cerca della sua salma e quando finalmente riesce a trovarla scopre che è già stata seppellita da alcune ninfe che hanno inciso sulla tomba un epitaffio. Così la madre può solo abbracciare quel nome sulla fredda tomba e le sorelle prolungarono così tanto il loro lutto che si trasformarono in pioppi piangenti (II.340-66). Ci sono poi la storie di Procne che uccide il proprio figlio o quella di Ecuba, ma il prototipo della madre in lutto è - più di tutte queste - Niobe, la moglie di Anfione, che a causa della sua superbia perse i suoi 14 figli (7 femmine e 7 maschi) e il marito. Impedì infatti che i tebani offrissero doni alla dea Latona perché madre soltanto di due figli e a sua volta figlia di “un Titano qualunque”: “che follia è mai questa – dice – anteporre dèi che si conoscono solo per sentito dire a dèi che si vedono? Insomma, perché davanti agli altari si adora Latona, mentre ancora non si degna d'incenso la mia divinità?” [VI.170-72]. Fu Latona a comandare ai suoi due figli Apollo e Diana l'esecuzione dei 14 di Niobe. Ed è questo uno dei tanti casi all'interno del poema epico in cui a morire non sono i colpevoli, ma gli innocenti. La morte dei figli è descritta in maniera molto cruda e caratterizzata da immagini sanguinolente, come nel caso di Alfènore che nel tentativo di estrarre la freccia dal proprio corpo, strappa via un pezzo di polmone. Immobilizzata dal dolore, Niobe, può solo pietrificarsi.

### L'amore
Sono stati molti i critici che hanno individuato come tema principale delle Metamorfosi l'amore, e non c'è dubbio che quello che Brooks Otis nel 1970 ha definito “the patos of love” (la passione d'amore) sia il cuore dell'opera che si sviluppa a partire dall'episodio di Tireo del libro VI e si conclude al libro XI con i racconti d'amore cantati da Orfeo.

#### Gli amori proibiti
- Medea: dopo lo stupro di Filomela per opera di Tereo nel libro VI di cui abbiamo già parlato, è Medea il primo personaggio che introduce il colpo di fulmine e il complesso meccanismo psicologico dell'innamoramento, creando l'archetipo delle donne innamorate dei libri successivi[32]. Il VII libro è infatti dedicato agli Argonauti o più precisamente a Giasone che con altri eroi greci partì alla ricerca del vello d'oro. Il pubblico di Ovidio già conosceva il racconto mitologico grazie all'opera di Apollonio Rodio, Le Argonautiche, e all'adattamento di Varrone[32]: Giasone riesce nella missione grazie all'aiuto della maga Medea che pur di seguirlo uccide anche il fratello Apsirto. L'eroe greco però abbandona Medea per sposare la principessa greca Glauce. Scacciata in esilio, Medea uccide la sposa e i figli di Giasone. Nella tradizione classica, la fonte primaria del racconto è la tragedia di Euripide, che fu riadattata da Ennio all'inizio del II secolo a.C.[32]. Ovidio si interessò molto al personaggio tanto da scriverne una tragedia (Medea) - andata perduta ma considerata al tempo il suo capolavoro - e un monologo inserito in una delle lettere delle Eroidi[32].

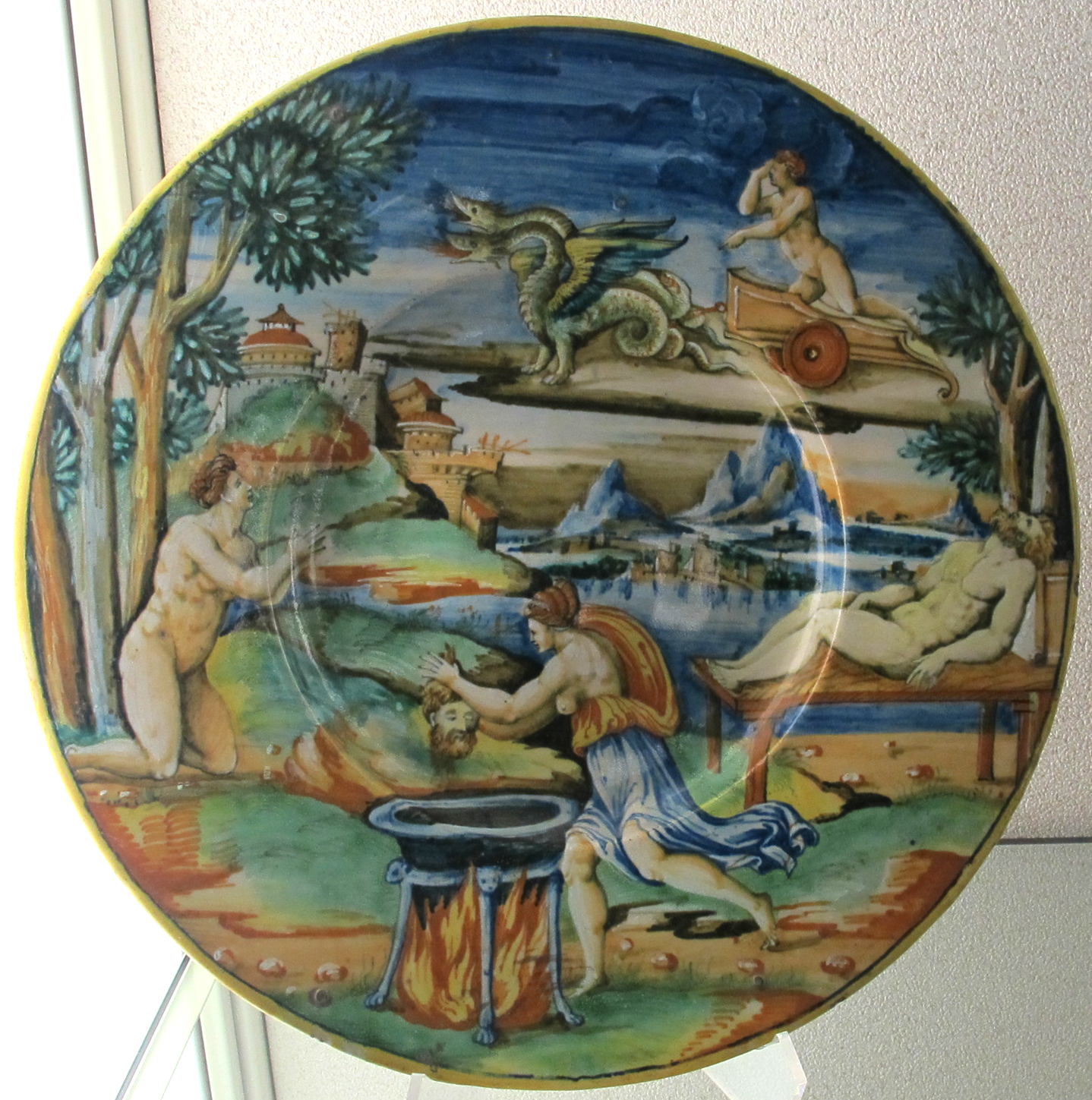
Piatto del XVI sec - Storie di Medea

 Piatto del XVI sec - Storie di Medea La Medea delle Metamorfosi però è diversa da ogni altra Medea apparsa nelle opere precedenti: per lei Ovidio scrive un monologo che riflette sulla lotta tra ragione e sentimento:

(Ovidio, Metamorfosi)
Il suo amore per lo straniero è avvertito come azione proibita e la maga è consapevole del suo possibile sviluppo nefasto. Così, nonostante la storia di Ovidio si concentri principalmente sull'esercizio della magia da parte di Medea per salvare il padre di Giasone e distruggere il suo nemico Pelia, i lettori del primo monologo sentono la drammatica ironia generata dalle prospettive di Medea, dai tragici eventi che verranno a svilupparsi in seguito e da come un futuro immaginato riesca a innescare una serie di pensieri e desideri pieni di speranza. La voce della ragione fa costantemente parlare Medea in seconda persona singolare (17-8, 21-4, 69-71). Nel monologo comprendiamo che il dovere e la castità hanno trionfato fino a quando non hanno incontrato Giasone, poi l'amore ha preso il controllo e il dovere è stato dimenticato. Da questo punto di vista, Medea anticipa gli amori incestuosi e proibiti di Scilla, di Biblide e Mirra che seguiranno nei libri successivi.
- Scilla: Scilla è figlia di Niso re di Megara (VIII libro), si innamora di Minosse re di Creta durante l'assedio di questi alla città del padre. Decide di porre fine alla guerra tradendo Niso, ovvero tagliandogli durante il sonno il capello rosso che, secondo la versione ovidiana, garantiva l'inespugnabilità della città. Quando Scilla lo consegna a Minosse insieme alle chiavi di Megara, il re cretese conquista la città, ma non porta con sé la principessa, inorridito lui stesso dal suo gesto. Disperata, Scilla si tuffa in mare per raggiungere le navi di Minosse che tornava in patria. Il padre, guardandola, si tuffa disperato probabilmente per ucciderla, ma si trasforma in aquila marina, mentre Scilla in gabbiano.William-Adolphe Bouguereau - Biblide

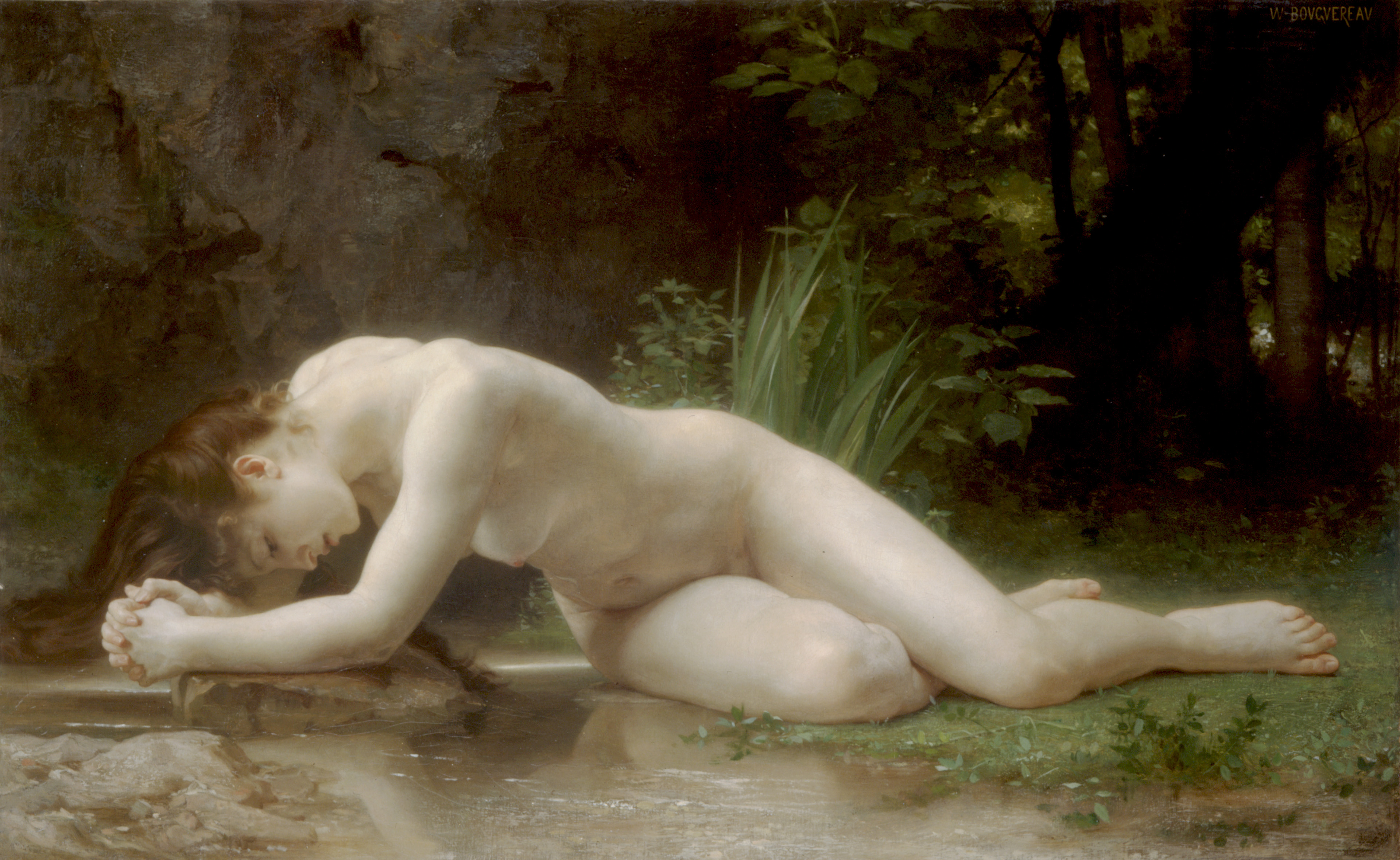
William-Adolphe Bouguereau - Biblide

- Biblide: l'altra storia d'amore proibita si svolge al libro IX e ha per protagonisti i figli Biblide e Cauno, gemelli figli di Mileto (a sua volta figlio di Apollo) e di Ciànea. Man mano che crescono insieme Bibilide si accorge che l'affetto che nutre nei confronti di Cauno è più di un semplice amore fraterno. Dopo un tormentato monologo il cui meccanismo è simile a quelli di Medea, Scilla e come vedremo di Mirra, Biblide decide di scrivere una lettera a Cauno in cui confessa il proprio amore. Respinta, scappa in preda al rimorso e alla follia fin quando sfinita dal troppo errare non si scioglie in lacrime, trasformandosi in una fonte che prenderà il suo nome.

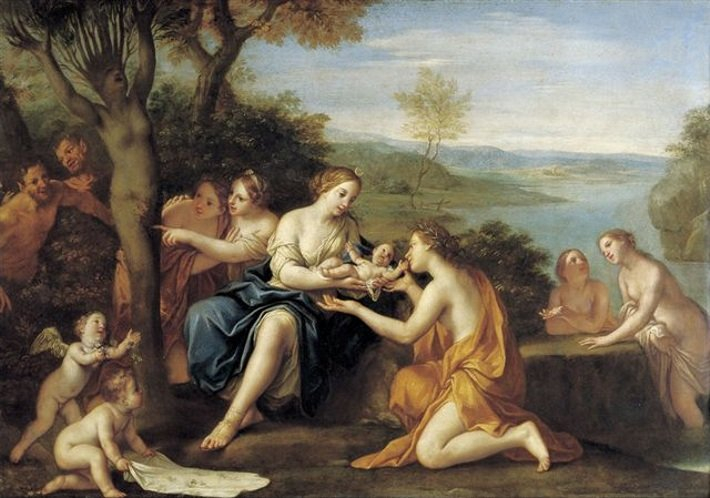
Marcantonio Franceschini - Nascita di Adone

- Mirra: nel libro X Orfeo si propone di narrare gli amori omosessuali degli dei per i mortali, ma si sofferma a un certo punto a cantare l'amore incestuoso di Mirra per il padre, un amore che secondo lui può essere stato indotto soltanto da una Menade, non da Cupido. La principessa avrebbe molti corteggiatori, ma lei li respinge tutti perché nessuno somigliante a Cinira, suo padre. Ovidio introduce il racconto con venti versi in cui non dice niente del fatto, ma si limita a descriverlo aumentandone la suspense con aggettivi e allusioni all'oscenità di ciò che sta per raccontare (“Canterò cose terribili. Allontanatevi, o figlie, allontanatevi, o padri! [...]” X.300)[33]. D'altronde il pubblico ovidiano conosceva già la storia di Mirra e la rielaborazione più prossima del mito era la Zmyrna (l'altro nome con cui è conosciuta la principessa), un poema di Cinna, amico di Catullo[33]. Come nel caso di Medea, anche l'innamoramento di Mirra è descritto attraverso un lungo monologo in cui contrastano la ragione e il sentimento. Marcantonio Franceschini - Nascita di Adone Stesso Mirra infatti ammette che l'amore provato nei confronti del padre è vergognoso e ispirato da una Furia, ma è la nutrice a interrompere i suoi pensieri e a convincerla a passare all'azione. Numerosi critici hanno notato che la scena è stata ispirata dall'Ippolito di Euripide in cui la nutrice di Fedra la matrigna innamorata del figliastro Ippolito, va da lui a confidargli il segreto[33]. A differenza però della tragedia euripidea in questo caso l'amore incestuoso viene consumato e l'atto sessuale combinato dalla nutrice avviene di notte con luna e stelle coperte e con Mirra che travestita va dal padre Cinira che la aspetta in una stanza buia[33]. Ma come con Tereo una volta non basta e lei consuma la sua passione fino a quando il padre non decide di accendere una luce per vedere con chi ha a che fare. Appena vede la figlia, sguaina la spada per ucciderla, ma Mirra riesce a scappare. Rimasta gravida del padre fugge per nove mesi, poi sfinita supplica gli dèi che le diano una pena consona alla sua empietà: ovvero che non meriti né la morte e quindi la discesa nell'Ade, né tantomeno la vita. Gli dèi esaudiscono la preghiera trasformandola in un albero, la Mirra appunto. In questo modo la principessa perde la sua umanità ma continua a stillare lacrime profumate dall'albero. Ovidio dedica poi ampio spazio alla descrizione di come Lucina riesca a estrarre dall'albero il bambino che Mirra aspettava: Adone. In questo modo Orfeo si ricollega in parte al proprio proposito iniziale di raccontare gli amori omosessuali degli dei per i mortali, anche se in questo caso l'amore descritto è eterosessuale, tra Venere e, appunto, Adone[33].

#### I tragici amori degli dèi per i mortali

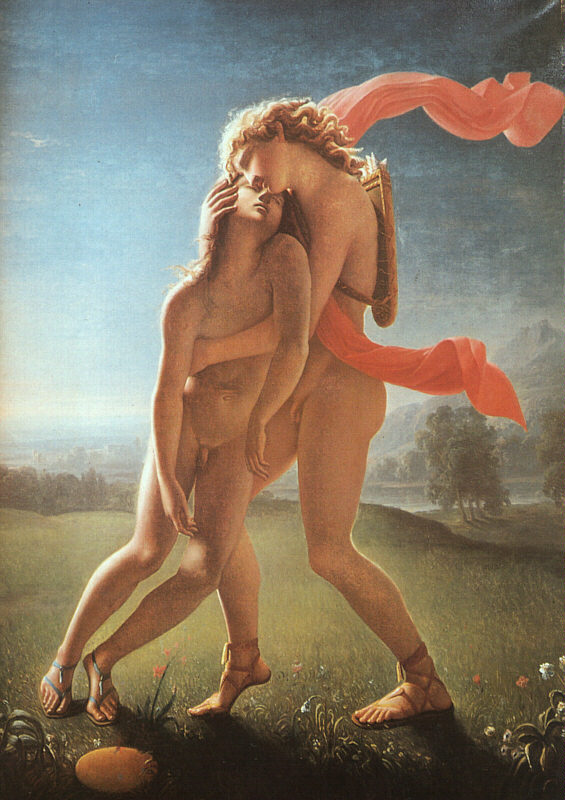
Jean Broc- La morte di Giacinto.

- Ciparisso e Giacinto: prima di parlare di Venere e Adone, Ovidio nel libro X si sofferma appunto a cantare due racconti d'amore omosessuale, del genere degli aitia callimachei, che legano gli dèi ai mortali. Jean Broc- La morte di Giacinto. La prima storia riguarda Ciparisso, un giovane di Ceo amato da Apollo che involontariamente uccide un cervo sacro e addomesticato di cui era amico. Disperato e in preda ai rimorsi supplica di dèi di poter essere in lutto per l'eternità. Apollo, dispiaciuto esaudisce la sua preghiera e lo trasforma così in un cipresso.
L'altro racconto riguarda invece Giacinto, anche lui amatissimo da Apollo, ma ucciso accidentalmente da un disco lanciato dal dio stesso mentre stavano giocando. Dopo il disperato tentativo di riportarlo in vita, Apollo pronuncia il lamento che Orfeo riproduce, concludendo con la promessa che un nuovo fiore avrebbe imitato nella scrittura il suo pianto di dolore, che avrebbe avuto un secondo impiego nell'onorare un eroe. Si allude a questo punto alle lettere AIAI, Ajax ovvero Aiace di cui si parlerà nel libro XIII.
Per quanto i racconti sembrino molto simili nella loro tragicità, esistono delle differenze[34]. Il racconto di Ciparisso è introdotto per spiegare l'origine dell'albero del cipresso e la storia d'amore tra il ragazzo e il dio viene menzionata solo in funzione del fatto che Apollo esaudisce la preghiera di Ciparisso, come fosse una forza esterna alla storia e non un personaggio reale e visibile agli occhi del ragazzo[34]. Nel caso di Giacinto invece non si parte dalla pianta per descrivere la trasformazione, ma viceversa si parte dalla storia d'amore tra il ragazzo e il dio entrambi fisicamente presenti nel racconto, con Apollo che disperato prova a rianimare Giacinto quando accidentalmente lo colpisce col disco col quale stavano giocando[34].

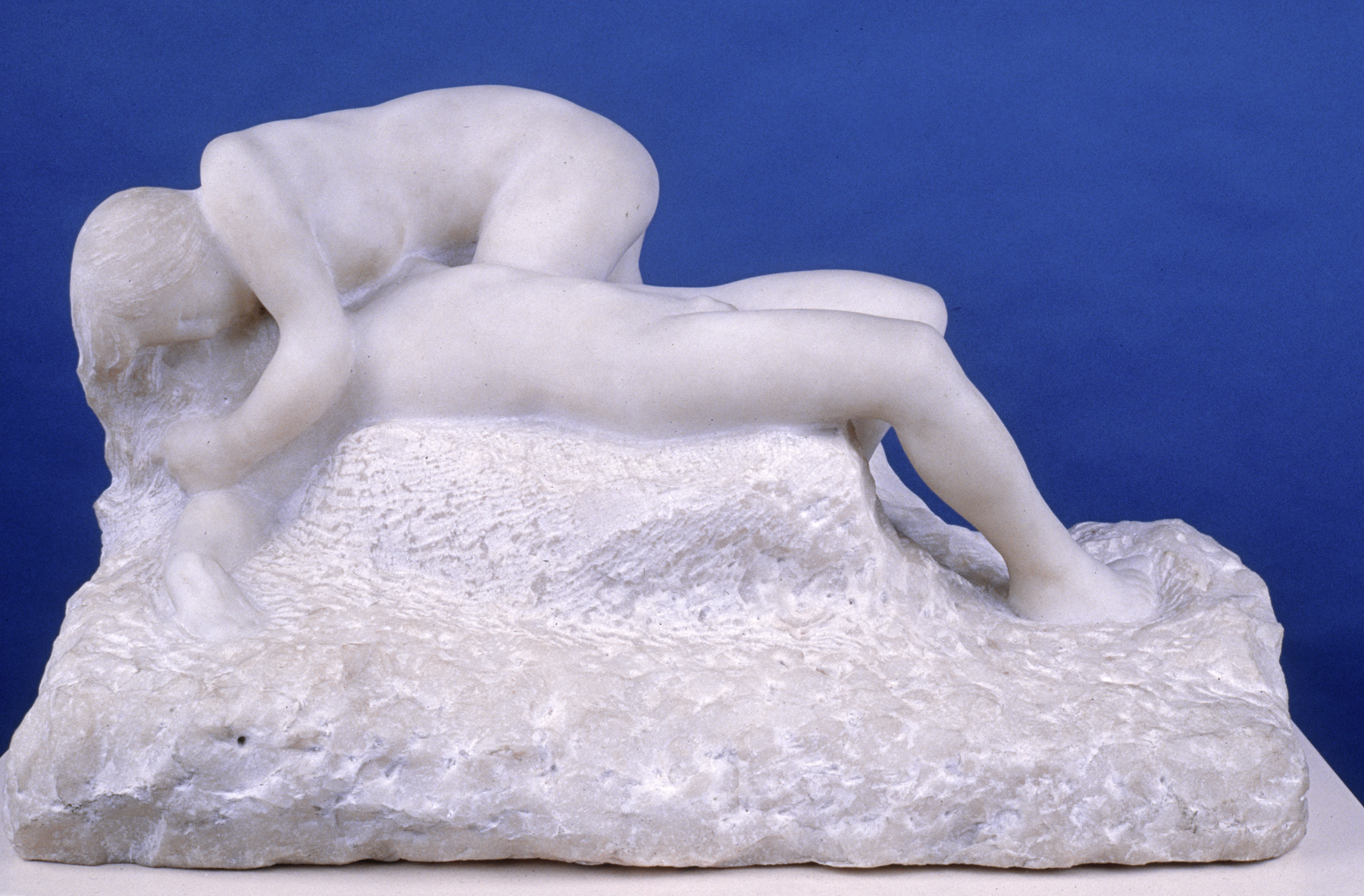
Auguste Rodin - La morte di Adone

- Venere e Adone: per quanto riguarda invece la storia d'amore tra Adone e Venere, essa sembra che si basi maggiormente sul rapporto materno e protettivo che ha Venere nei confronti di Adone[35]. La dea si diverte ad andare a caccia con lui, e lo avverte, ammonendolo, che dovrebbe cacciare solo animali non pericolosi ed evitare leoni e i cinghiali, animali che lei disprezza totalmente. Adone ne chiede il motivo e Venere inizia a raccontare la storia di Atalanta, la principessa d'Arcadia che, non volendosi sposare, sfida ogni pretendente a batterla nella corsa con il patto che se lo sfidante dovesse perdere la gara sarà condannato a morte, ma che in caso contrario potrà sposarla. In molti cercheranno di affrontare la gara, ma tutti non riusciranno nell'impresa.Auguste Rodin - La morte di AdoneSolo Ippòmene pronipote di Nettuno riesce a vincere distraendo la principessa col lancio di tre frutti d'oro, dono di Venere, e dunque ottiene la sua mano; ma poiché Ippòmene una volta riuscito nell'impresa non ringrazia la dèa, ella si vendica accendendo in loro un ardimento all'interno di un tempio sacro. I due vengono così trasformati in leone che mostrano la loro aggressività uccidendo e mangiando gli altri esseri umani. Raccontata questa storia e avvisato dunque Adone di non avvicinarsi a questi animali aggressivi, la dea se ne va, ma il ragazzo durante una battuta di caccia viene ucciso proprio da un cinghiale. Venere che lo raggiunge quando ormai era morto, disperata, trasforma il suo sangue in un fiore, l'anemone e annuncia che ogni anno Adone verrà ricordato tramite una festività che da lui prenderanno il nome, le feste Adonie.

#### L'amore coniugale
- Deucalione e Pirra: quella di Deucalione e Pirra è, tra tutte le coppie, forse quella meno caratterizzata[36]. Sono i soli due esseri umani considerati giusti dagli dèi a essere sopravvissuti al diluvio universale che ha annegato ogni essere vivente. È grazie a loro e alle loro preghiere che il genere umano viene a ricrearsi e ha la possibilità di riscattarsi. La loro funzione però è solo questa, non si descrive la coppia come tale e non siamo a conoscenza di quel che succederà loro una volta compiuta la loro missione di riformare il genere umano dalle pietre che devono lanciarsi alle spalle.
- Cadmo e Armonia: è il primo esempio di amore coniugale ben definito e in un certo senso archetipo dei successivi[36]. D'altronde secondo la tradizione mitologica le nozze di Cadmo e Armonia furono le prime della storia a cui partecipò tutto l'Olimpo. Sebbene la loro dinastia fu maledetta e tutti i loro figli e nipoti perirono a causa dell'uccisione del serpente sacro da parte di Cadmo (vedi Ciclo Tebano), i due coniugi perdurarono nell'amarsi anche da anziani. Quando Cadmo venne trasformato in serpente, la moglie scongiurò gli dèi che anche lei subisse la stessa trasformazione. “Ancora oggi, non fuggono l'uomo né lo aggrediscono per ferirlo. Serpenti pacifici, non hanno dimenticato che cosa furono un tempo” (IV.602-3).Rembrandt - Filemone e Bauci

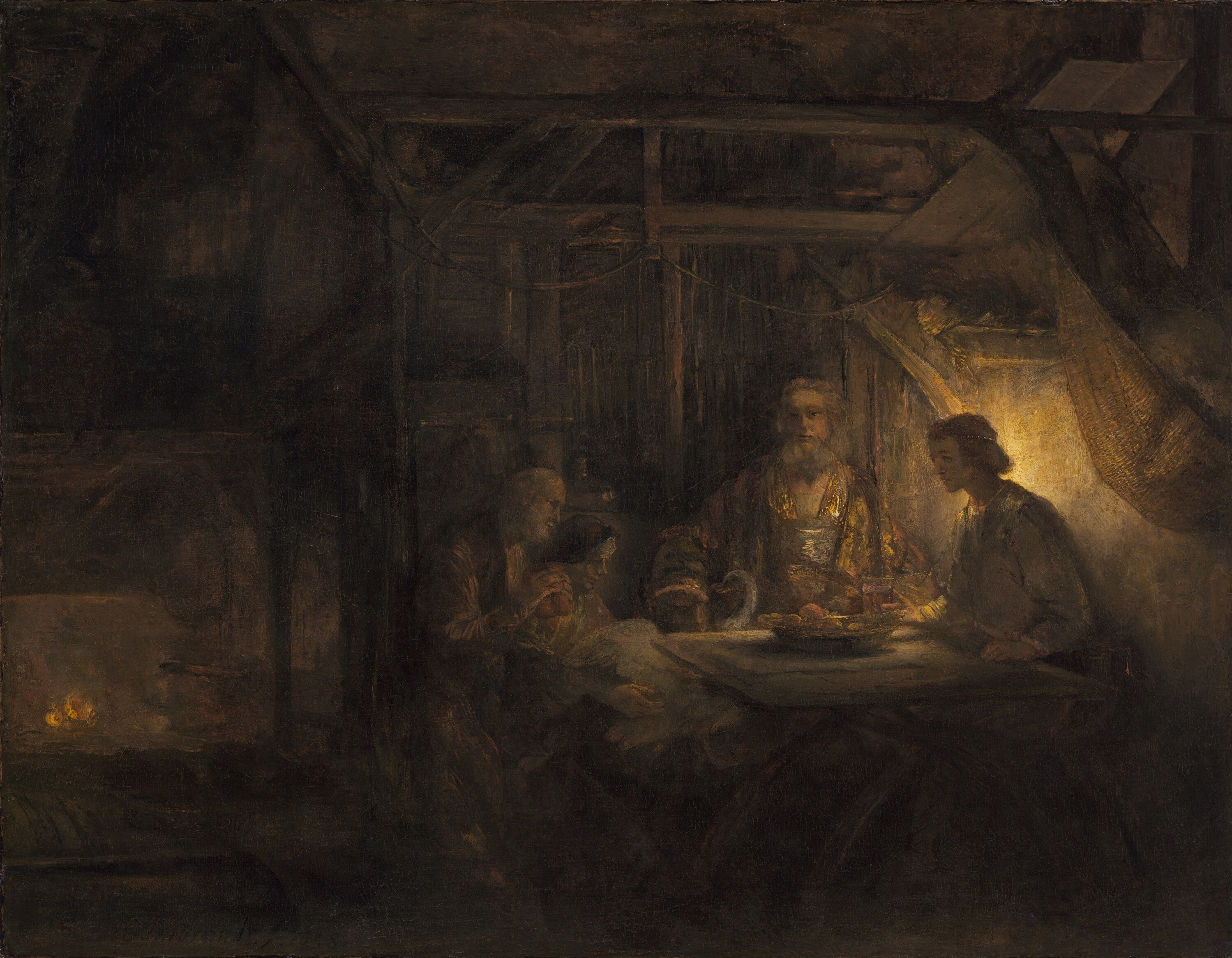
Rembrandt - Filemone e Bauci

- Filemone e Bauci: poveri e pii vecchietti della Frigia, Bauci e il marito Filemone sono i soli a ospitare Giove e Mercurio, cui offrono un pasto frugale, e soli si salvano quando gli dèi sommergono la zona; la loro capanna si trasforma in un tempio. Quando Giove per ricompensarli dice loro di esprimere un desiderio, Filemone (consultatosi brevemente con Bauci) chiede:

(Ovidio, Metamorfosi, VIII.707-19)
- Orfeo ed Euridice: in Ovidio il loro rapporto prima delle nozze non è descritto. È solo Orfeo a sentire così tanto la mancanza della coniuge da discendere nell'Ade per riportarla con sé nel mondo dei vivi. Fallendo in questo tentativo, vive nel ricordo della moglie e giura che non guarderà più nessuna donna e anzi invita gli uomini a dedicarsi solo ad amori omosessuali. Le donne della Tracia però colte dalla Furia, lo faranno a pezzi. Quando Orfeo muore e scende nell'Ade può finalmente raggiungere la sua amata Euridice e stare con lei. Come hanno notato Segal e la Fantham, sembrerebbe che un amore sincero non possa avverarsi nel mondo reale, ma abbia bisogno di una trasformazione che se nel caso di Cadmo e Armonia e di Filemone e Bauci si rispecchia in una metamorfosi, nel caso di Orfeo ed Euridice in un passaggio dal mondo dei vivi a quello dei morti[36]. Solo in questo modo è possibile un lieto fine.Peter Paul Rubens - Cefalo e Procri

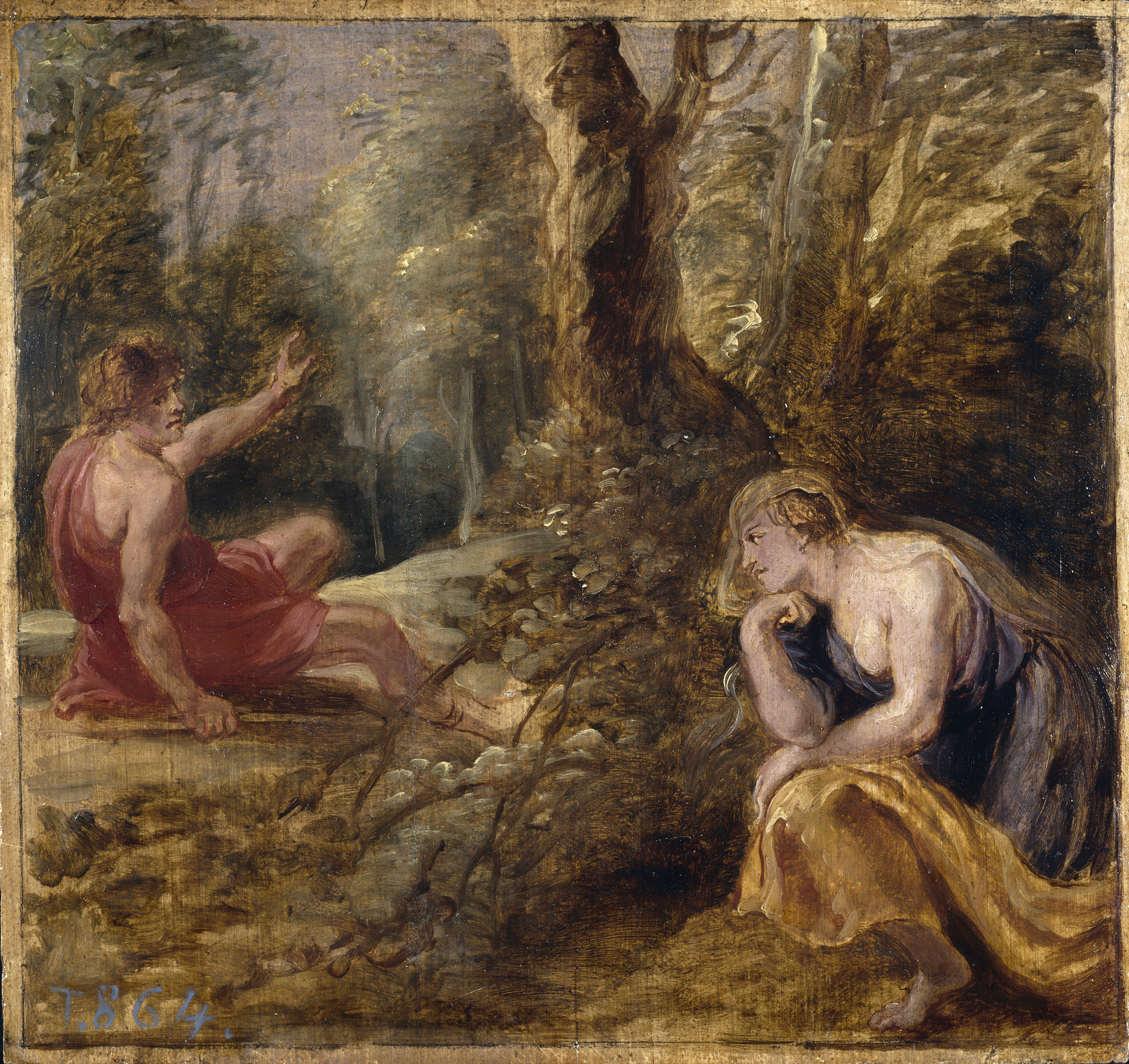
Peter Paul Rubens - Cefalo e Procri

- Cefalo e Procris: come scrive la Fantham, quella tra Cefalo e Procri è una storia d'amore diversa dalle altre perché basata sulla gelosia[36]. La vicenda è raccontata dallo stesso Cefalo a Foco che incuriosito dal suo giavelloto ne chiede la provenienza. Cefalo risponde che gli è stato regalato, ma avrebbe preferito non averlo mai ricevuto visto quel che capitò successivamente. Così inizia a raccontare la sua storia. Cefalo fu rapito dall'Aurora, ma era così innamorato di Procri che la dea lo ricacciò indietro dalla moglie avvertendolo però che si sarebbe pentito di tale scelta. Cefalo rimuginando su questo avvertimento crede che la moglie possa essergli stata infedele. Decide così di rendersi irriconoscibile a Procri e di corteggiarla facendole una serie di proposte. Quella respinge ogni corteggiamento, mostrandosi fedele fintanto che l'uomo non le fa una offerta così conveniente da lasciarla per un attimo perplessa. Cefalo sfrutta questa sua perplessità e si svela maledicendola. I due però si riappacificano e passano giorni felici insieme. Ma durante una battuta di caccia Procri, preoccupata per alcune dicerie che volevano Cefalo amante dell'Aurora, segue in segreto il marito, il quale sentendo un rumore tra i cespugli e credendo si trattasse di una preda lancia il giavellotto trafiggendo così la moglie. Le dicerie che erano arrivate all'orecchio di Procri nascevano in realtà da un fraintendimento: Cefalo era infatti solito riposarsi un poco dalla calura durante le battute di caccia e pronunciare queste parole:

(Ovidio, Metamorfosi, VIII.813-20)

Aura, viene così scambiata per una donna. Ovidio ha cambiato e semplificato i tratti tradizionali del racconto che si basava su molti più fraintendimenti. La Procri di Ovidio è innocente. Nicandro e altri scrittori greci avevano invece scritto che alcune infedeltà sia da parte di Cefalo sia da parte di Procri erano avvenute sul serio. In una versione, Cefalo era stato lontano da sua moglie per otto anni solo per verificare la sua fedeltà, prima di tornarsene travestito sul malevolo consiglio dell'Aurora. In un'altra, Procris era fuggita dal Re Minosse di Creta, diventandone la sua padrona e curandolo da una ripugnante malattia. In cambio di tale servizio Minosse, non Diana (come vuole invece la versione di Ovidio), le regalò la lancia magica. Lei stessa poi si travestì da giovane uomo, cercando l'amicizia di Cefalo e offrendogli la lancia in cambio di una relazione omosessuale (e dato che Cefalo prese la lancia, dobbiamo dedurne che accettò). Ovidio ha poi potuto giocare sulla somiglianza delle due parole latine Aurora e Aura (impossibile invece in greco), basando su quello tutto il fraintendimento del racconto. La Fantham, paragonando questa storia d'amore coniugale alle altre (in particolar modo a quella di Cadmo e Armonia, di Filemone e Bauci e a quella, come vedremo, di Alcione e Ceice), crede che in realtà i due coniugi non si amassero veramente o almeno che Cefalo non amasse così tanto Procri, per quale ragione altrimenti non si sono trasformati insieme? La risposta rimane incerta, nel racconto che Cefalo fa a Foco comunque non sembrerebbero esserci dubbi sull'amore che prova lui nei confronti della moglie scomparsa.

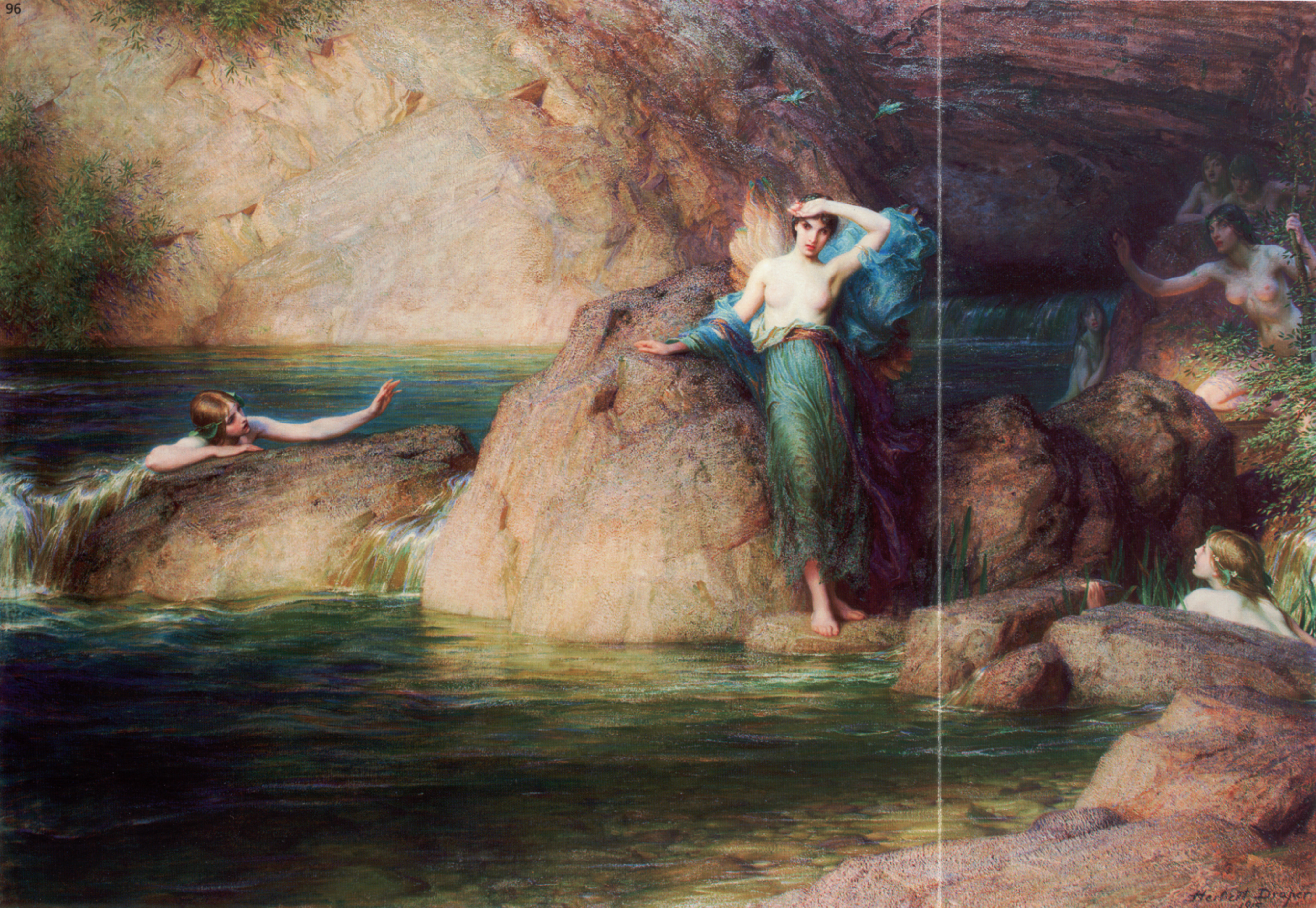
Herbert James Draper - Alcione

- Ceice e Alcione: anche in questo caso Ovidio è intervenuto cambiando il racconto tradizionale, secondo cui i coniugi sarebbero stati puniti per essersi posti al pari della coppia divina Giove e Giunone, tanto da farsi chiamare con i loro nomi[36]. Ovidio elimina ogni forma di colpevolezza dalla loro storia, rendendo sia Alcione sia Ceice vittime innocenti del destino[36]. Ha poi arricchito la storia inserendovi la grandiosa descrizione della tempesta che sommerge la nave e affoga Ceice con tutto l'equipaggio, caratterizzando Alcione con un particolare sesto senso femminile, incrementando il pathos del racconto con una serie di tecniche narrative (lo sguardo di Alcione che guarda la nave allontanarsi e poi sparire all'orizzonte, e quello tentato da Ceice verso casa quando ormai è troppo lontano e consapevole di essere spacciato)[36]. Il poeta mette ripetutamente espressioni di devozione e di dolore in bocca ai protagonisti in modo che il suo pubblico si immedesimi in questi sentimenti: né la terribile tempesta nella parte centrale della narrazione, né la descrizione della misteriosa casa del Sonno permettono ai lettori di dimenticarsi dell'amore dei due protagonisti[36]. Così come succede con Filemone e Bauci, con Cadmo e Armonia e con Orfeo ed Euridice, la salvezza sta nella trasformazione. Sia Alcione sia Ceice infatti si trasformano in gabbiani (o albatri o comunque uccelli marini) e possono così vivere insieme felici.

### Gli eroi
Le Metamorfosi traggono molta della loro vitalità dai racconti delle imprese degli eroi, in particolar modo quelli pre-Omerici, che erano scelti per affrontare avventurose missioni o vagavano per il mondo greco quando ancora era disabitato, affrontando mostri, briganti, popolazioni selvagge e piaghe di ogni tipo. Cadmo affrontò il serpente per fondare Tebe nella Beozia, Cefalo la volpe di Teumesso, Peleo il lupo in Tessaglia, e i migliori e più brillanti eroi greci dovettero cacciare il cianghiale inviato da Diana nella Calidone. 
Mentre col il termine di eroe si intende generalmente figlio di un dio e un mortale, non tutti gli eroi ebbero genitori divini. Ovidio dedica molto spazio in particolare a questi quattro eroi: Perseo, figlio di Giove e Danae; Teseo, figlio di Nettuno e di Etra; Giasone, figlio di genitori mortali; e Ercole, figlio di Giove e Alcmena. Mentre il pubblico greco e romano poteva appassionarsi ad esempio al racconto pieno di suspense del combattimento tra Cadmo e il serpente, Ovidio ha voluto prendere da queste storie solo ciò che offriva una occasione nuova e una soddisfacente messa in scena della virtus, “virilità”, mostrata sia attraverso il coraggio, ma anche con l'ingenuità.
D'altronde Ovidio presenterà tutti gli eroi più famosi della tradizione greco-romana (non solo quelli pre-omerici quindi, ma anche quelli omerici e romani) trascurando le loro imprese più note, non volendosi probabilmente mettere sullo stesso piano di Omero e di Virgilio. Si concentrerà invece su avventure poco conosciute e soprattutto sulle metamorfosi che con gli eroi assumono la connotazione di una vera e propria apoteosi.

#### Gli eroi pre-omerici
- Giasone: Giasone è una eccezione perché Ovidio in questo caso preferisce concentrarsi maggiormente sul personaggio di Medea che in realtà oltre a essere la vera protagonista dell'episodio è anche colei cui vanno meriti della missione riuscita[39]. Filippo Falciatore - Perseo e Andromeda

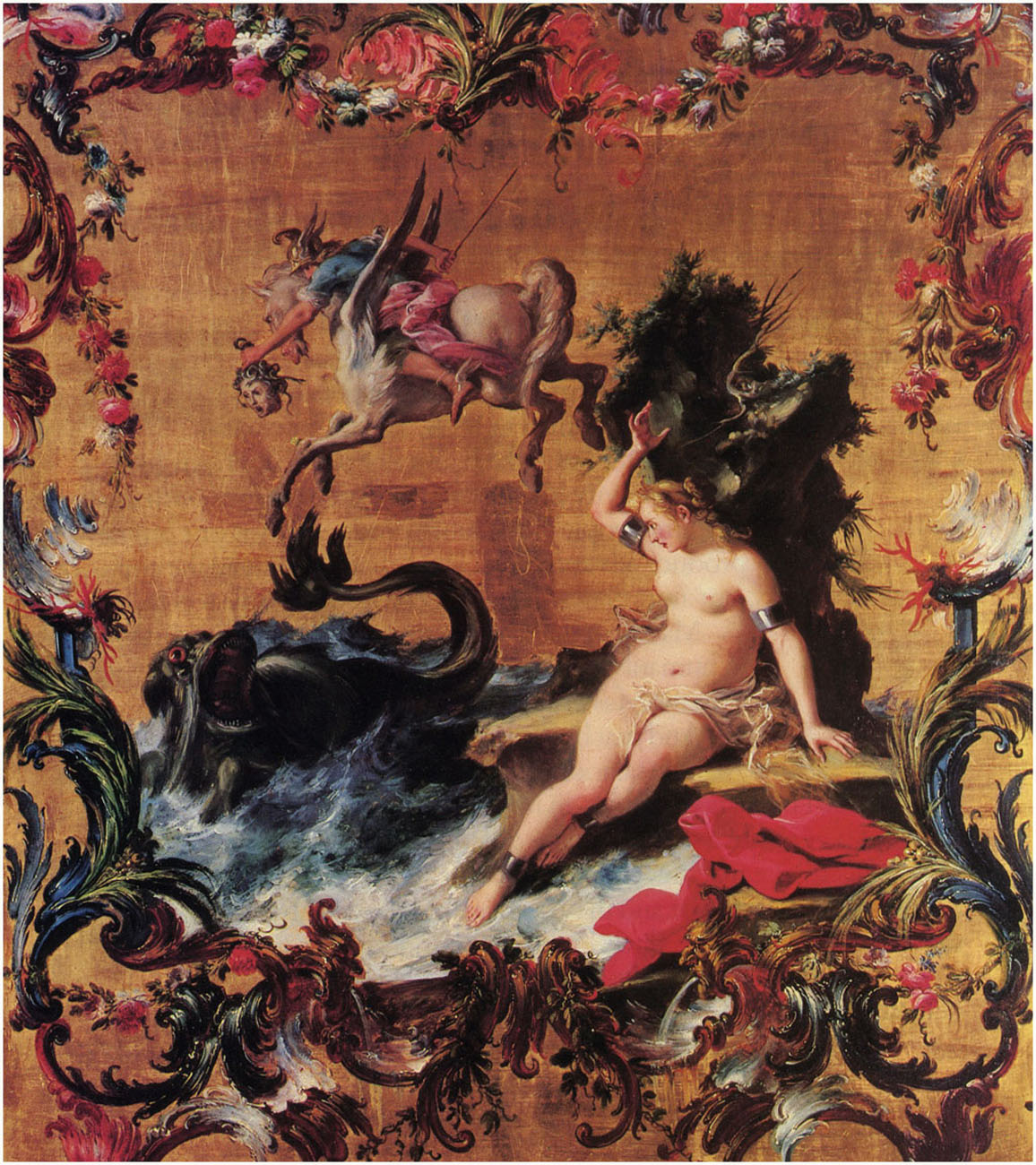
Filippo Falciatore - Perseo e Andromeda

- Perseo: Perseo è il primo eroe che porta con sé qualcosa di nuovo. Prima di tutto Ovidio lo introduce quando ha già combattuto e vinto Medusa nella sua impresa più celebre[40]. Due sono le imprese a cui deve sottoporsi nelle Metamorfosi, entrambe svoltesi in terra africana e al tempo meno note: quella con Atlante e il salvataggio di Andromeda.
- Teseo: anche per quanto riguarda Teseo, Ovidio preferisce introdurlo quando ha già compiuto gran parte delle sue fatiche più note combattendo i briganti insediati tra Trezene e Atene e ripulendo l'Istmo di Corinto[41]. Viene presentato quando giunge alla corte del padre Egeo che non lo riconosce. A riconoscerlo è invece Medea la nuova moglie del re (e dunque madrina dell'eroe) che prova ad avvelenarlo con l'aconite per paura che, ora che è tornato in patria, venga scelto come il vero successore al padre al posto del proprio figlio. Anche in questo caso Ovidio preferisce soffermarsi sull'origine di tale veleno e accennare soltanto all'impresa di Ercole che, secondo la tradizione, liberò Teseo dall'Ade trascinando via dagli Inferi Cerbero (dalla bava del quale nacque appunto l'aconite)[41].
- Ercole: la vita di Ercole includeva troppe fatiche perché Ovidio potesse inserirle tutte all'interno della propria opera[42]. Per quanto l'eroe all'interno delle Metamorfosi sia quello, tra gli eroi pre-Omerici, più amato dal pubblico ovidiano, il poeta non poteva dedicargli così tanto spazio[42]. Infatti i romani adottarono il culto di Ercole prima di ogni altro culto greco, tanto da non farne più solo un eroe greco, ma un eroe romano[42]. Nelle Metamorfosi l'eroe non si incontra mai direttamente, ma sempre attraverso il racconto di qualcuno: nel libro IX a raccontare le sue imprese è Acheloo, il dio fluviale interrogato da Perseo sul perché avesse un corno spezzato[42]. La causa fu proprio Ercole che combatté con lui per ottenere la mano di Deianira. Vengono poi brevemente raccontate le fatiche principali dell'eroe, ma Ovidio ha particolare interesse a descrivere la terribile morte di Ercole e soprattutto la sua deificazione[42]. Infatti dietro alla drammaticità dell'evento Ercole simboleggia il primo uomo reso divino dopo la morte, facendo dell'eroe l'archetipo di Enea e più avanti di Cesare[42].

(Ovidio, Metamorfosi, IX.263-272)

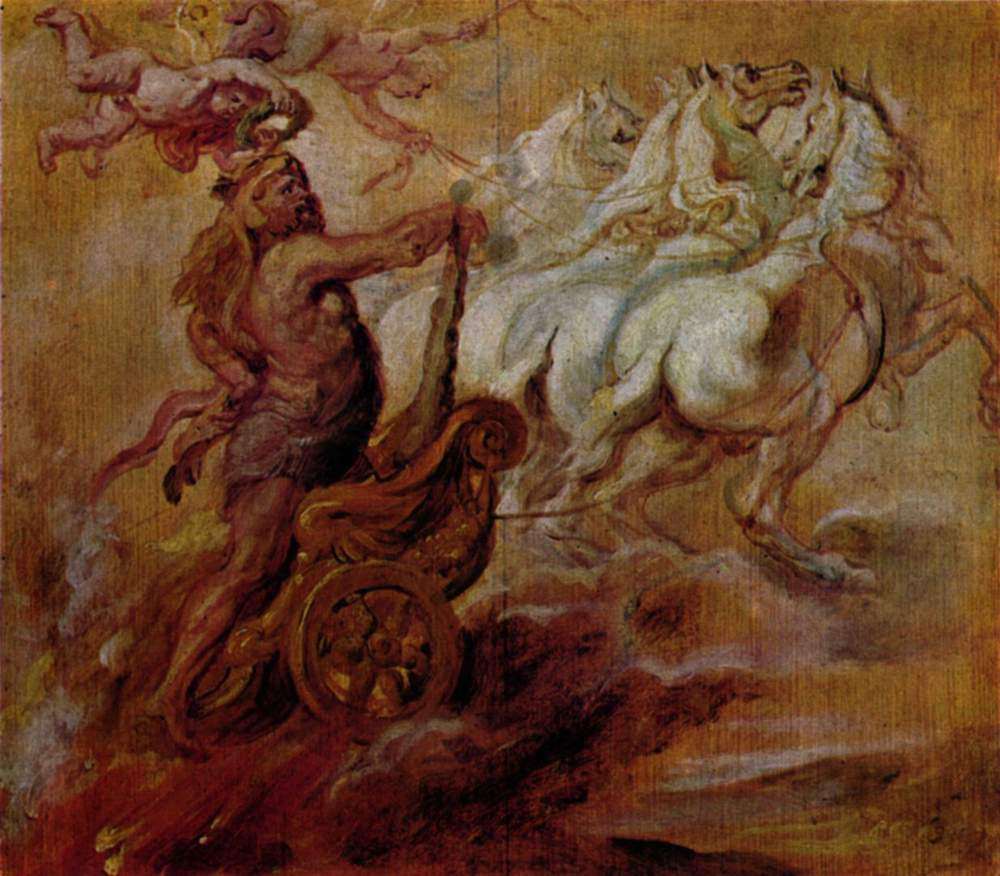
Peter Paul Rubens - Apoteosi di Ercole

La Fantham ha notato che ci sono due affermazioni particolarmente rilevanti in questa descrizione della deificazione, evidenziate in corsivo nel testo. Parte meliore è il sintagma con cui Ovidio si riferisce a sé stesso negli ultimi versi del poema (XV.875) quando eterna il proprio poema; augusta gravitate verendus era un omaggio ad Augusto stesso. D'altronde i romani non distinguevano propriamente i nomi propri dagli aggettivi con la lettera maiuscola e Ovidio scelse la parola augusta verendus proprio come riferimento al proprio imperatore. Il poeta sta invitando i suoi lettori a vedere nella deificazione di Ercole una premonizione di quel che succederà successivamente a Ottaviano - conosciuto appunto come Augusto dal 27 a.C., in greco come Sebastos, in latino come verendus.

#### Gli eroi omerici

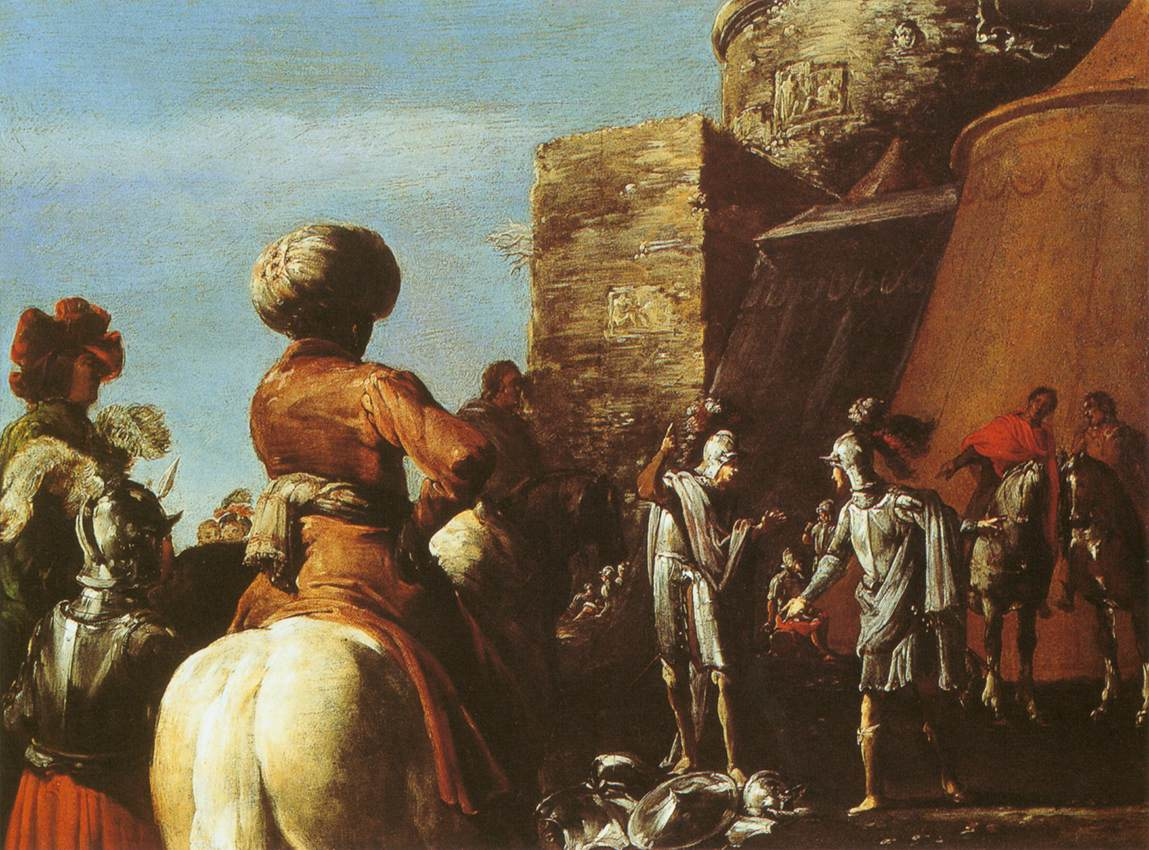
Leonard Bramer - La contesa delle armi tra Ulisse e Aiace

- Achille: Ovidio non vuole mettersi sullo stesso piano di Omero e dedica ad Achille due episodi che nell'Iliade non vengono descritti: il duello con Cicno e la morte dell'eroe stesso[43]. Cicno, figlio di Nettuno, era invulnerabile al ferro. Quando Achille si abbatte su di lui, si infuria non riuscendo a comprendere il motivo per cui non riesca a infliggere nessun danno all'avversario. Riesce a sconfiggerlo solo strozzandolo con il laccino dell'elmo. Il padre Nettuno, impietosito, lo trasforma in un cigno. Come nel caso del primo combattimento di Ercole presentato nelle Metamorfosi (quello contro Nesso), il primo duello di Achille è legato alla sua morte. È infatti proprio Nettuno a prendere l'iniziativa contro l'eroe greco, ricordando tra le tante atrocità commesse anche l'uccisione del figlio Cicno[43]. Leonard Bramer - La contesa delle armi tra Ulisse e Aiace Chiede che sia Apollo a occuparsi della sua morte, e infatti sarà proprio Apollo a indirizzare l'arco di Paride contro Achille uccidendolo. L'eroe greco ricompare un'altra volta all'interno del poema: la prima volta risorge dagli Inferi e ordina agli amici achei imbarcati di tornare in patria dopo la vittoria a Troia e di sacrificare per lui Polissena, l'ultima e la più giovane discendente di Priamo. Infine di Achille si parla indirettamente in occasione della contesa della propria armatura e per l'uccisione di Memnone, figlio dell'Aurora[43].
- Ulisse: di Ulisse si parla solo nell'episodio della contesa dell'armatura di Achille con Aiace. Aiace voleva riscattare l'armatura per sé, dicendo che sarebbe servita molto di più a un uomo come lui che sapeva combattere piuttosto che a un uomo come Ulisse che sapeva usar bene solo la lingua e l'intelligenza per sopravvivere. Ulisse a sua volta, in un discorso retoricamente perfetto ricostruito per intero da Ovidio, riesce a far passare Aiace come uomo di soli muscoli e di poco cervello e, inoltre, a darsi i meriti di gran parte dei successi avuti durante la guerra di Troia[43]. La contesa sarà quindi vinta da Ulisse e Aiace non sopportando l'offesa ricevuta si toglierà la vita. Per quanto riguarda invece le famose peripezie omeriche narrate nell'Odissea, è Macarèo, un naufrago dell'equipaggio di Ulisse dimenticato nel Lazio, a raccontare velocemente a Enea tutte le peripezie dell'eroe greco, soffermandosi in particolare sulle metamorfosi subite dai suoi compagni nell'isola di Circe[43].

#### Enea e gli eroi romani
- Enea: come nel caso degli eroi omerici, Ovidio non vuole metterersi sullo stesso piano di Omero né tanto meno di Virgilio. Così anche nel caso di Enea accenna soltanto alle sue avventure più importanti. È la deificazione dell'eroe troiano che interessa al poeta[44]. Peter Candid - Apoteosi di Enea

(Ovidio, Metamorfosi, XIV.581-608)

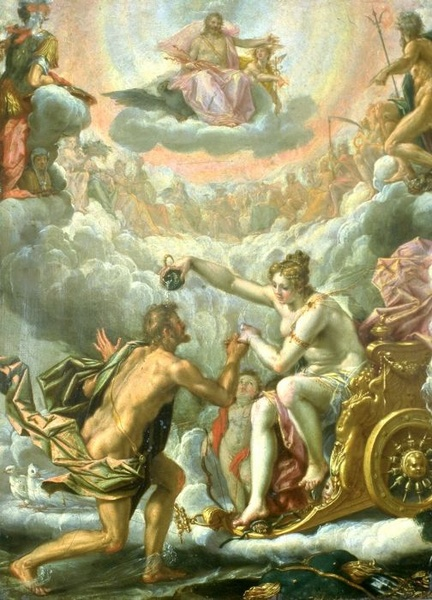
Peter Candid - Apoteosi di Enea

- Romolo: ancora una volta come nel caso ormai di molti altri eroi delle Metamorfosi, Ovidio elenca abbastanza velocemente le imprese del primo re di Roma. È la sua divinizzazione a essere descritta con maggiore attenzione, questa volta per opera di Marte che ne chiede il permesso a Giove[44]:

(Ovidio, Metamorfosi, XIV.816-28)
- Cipo: Cipó era un pretore romano che mentre si specchiava su di un fiume si accorse di avere due corna in testa. Chiestane la spiegazione a un indovino, gli venne riferito che quelle corna erano un simbolo di potere e se soltanto ne avesse avuto la volontà sarebbe potuto entrare a Roma e incoronarsi re fintanto che fosse restato in vita. Cipo però rifiutò pubblicamente di entrare a Roma, negando di volersi fare re. Come segno di riconoscimento per tale scelta, il popolo romano regalò a Cipo un enorme territorio fuori dalle mura e per ricordarlo in eterno furono scolpite sulle porte di bronzo della città corna uguali alle sue.
- Esculapio: Esculapio o Asclepio è il figlio di Apollo e di Coronide che, esperto nella medicina, dopo essere stato fulminato per aver ridato vita a Ippolito, resuscita e diviene immortale, il dio della medicina. Il popolo romano, devastato da una peste che sta infestando la città, decide di consultare l'oracolo di Delfi per supplicare Apollo di aiutarli. Apollo però dice loro che solo suo figlio Esculapio potrà salvarli e che dovranno cercarlo in una città più vicina a Roma di quanto non sia Delfi: Epidauro. Esculapio, in forma di serpente, parte da Epidauro e arriva a Roma insediandosi nell'isola Tiberina e guarendo così il popolo romano dalla peste.Virgil Solis - Illustrazione dell'apoteosi di Cesare

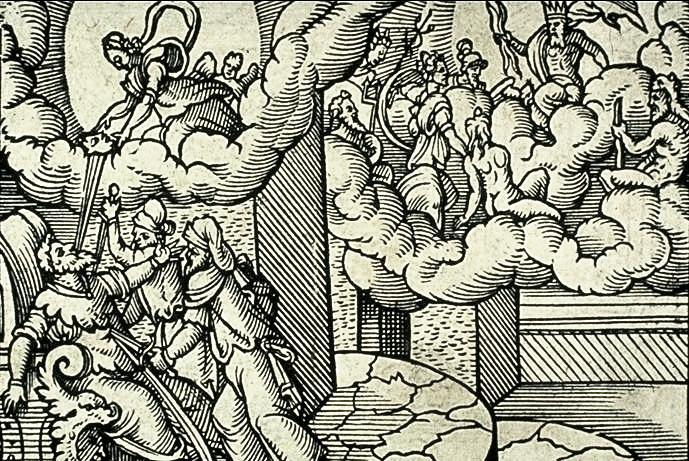
Virgil Solis - Illustrazione dell'apoteosi di Cesare

- Giulio Cesare e Ottaviano: con Cesare si concludono le divinizzazioni dei mortali e degli eroi. Anche in questo caso Ovidio si sofferma poco a raccontare le imprese gloriose del generale romano. Più importanza viene data alla congiura e alla sua morte[44]. È ancora una volta Venere, la madre di Enea da cui Cesare discende, a fare del generale romano un dio. La metamorfosi in questo caso consiste nella trasformazione dell'anima di Cesare in stella cometa.

(Ovidio, Metamorfosi, XV.843-50)
Ma come comprendiamo seguitando nella lettura, anche Augusto seguirà il destino del padre, 
(Ovidio, Metamorfosi, XV.850-70)

### Il discorso di Pitagora: vegetarianismo e metempsicosi

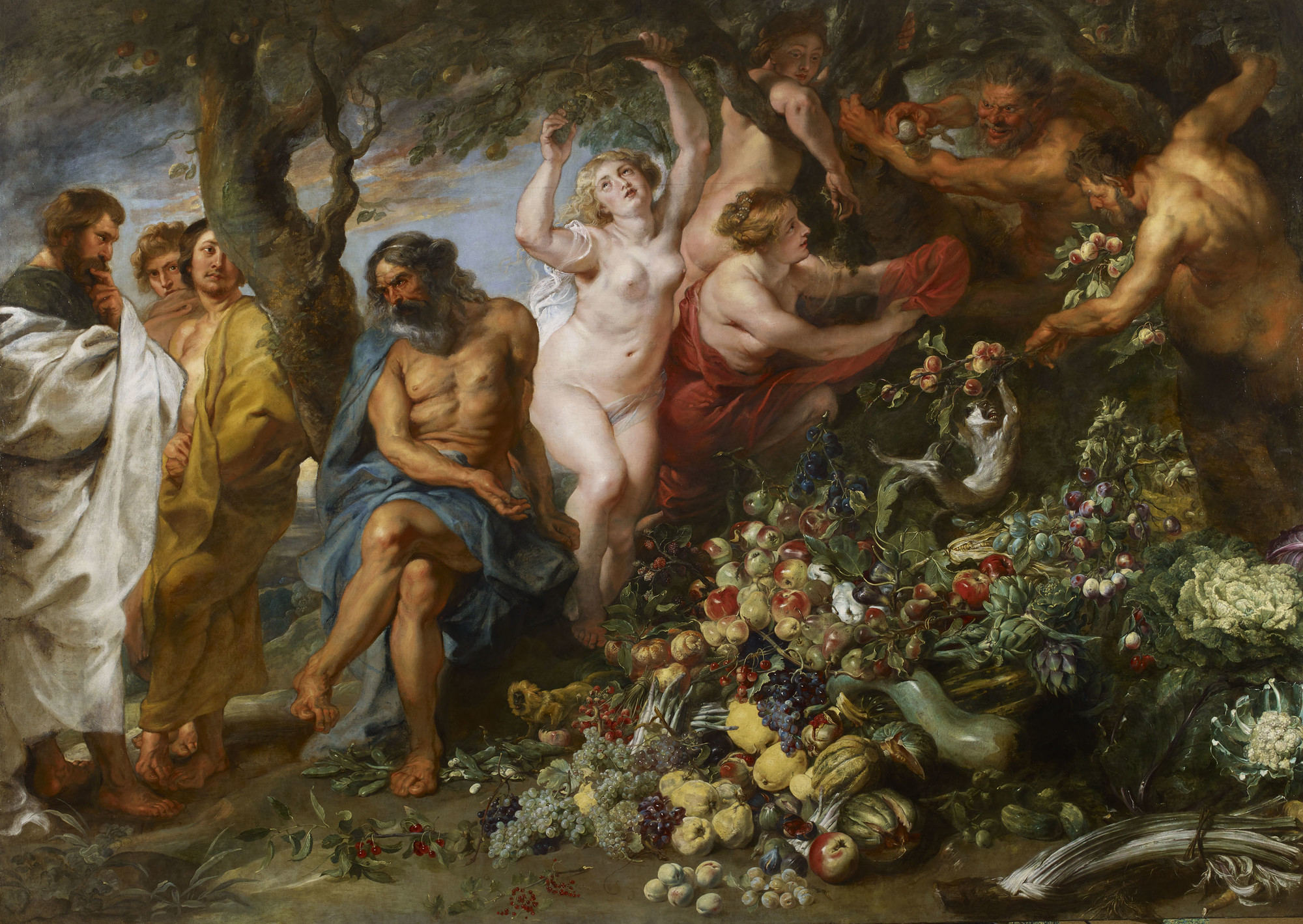
Peter Paul Rubens - Pitagora che istruisce sul non mangiare carne

Nell'ultimo libro delle Metamorfosi Pitagora è il protagonista di un discorso di più di quattrocento versi (vv.60-478). Il tema centrale è il mutare del Tutto. Introdotto nel poema come maestro di Numa a Crotone, Pitagora apre la sua “lezione” con un appassionato invito, in nome della pietà, a non cibarsi di carne ma dei soli prodotti della terra, parla quindi dell'immortalità dell'anima e della metempsicosi, e dicendo di ricordarsi di essere personalmente stato, in una vita anteriore, il troiano Euforbo, spiega come tutto si trasformi e nulla si distrugga; come tutto scorre, e come le anime trasmigrano da un corpo in un altro, così il tempo al pari del fiume e il cielo e gli astri continuamente mutano, e l'anno e la vita hanno più fasi; e gli elementi trapassano l'uno nell'altro, e le figure cambiano perpetuamente, ogni cosa rinnova il proprio aspetto; si nasce e si muore, cambiano le età del mondo, la terraferma può cedere il posto al mare e viceversa, fiumi fonti laghi hanno acque con proprietà diverse, isole città monti sorgono e scompaiono, l'Etna non sempre butterà fuoco, esseri nuovi possono nascere da corpi di animali defunti, gli animali si riproducono e la crescita è cambiamento, la fenice rigenera sé stessa, la natura offre insomma infiniti esempi di trasformazioni; e anche la storia (popoli e paesi) è mutamento continuo, e mutamento sarà anche, un giorno, lo sviluppo della potenza di Roma. La chiusa è un nuovo invito al vegetarianismo.
- Interpretazione di Bernardini: molti studiosi a questo punto si sono chiesti che cosa sia esattamente questo discorso: è un'esposizione valida delle dottrine pitagoriche, oppure no? Dà una motivazione filosofica all'intero poema, o è più che altro un pezzo di bravura? E come si concilia comunque il suo fondo razionalistico col resto dell'opera, dove dappertutto trionfano mito e fantasia? E perché Ovidio ha scelto Pitagora? Crede nel pitagorismo?[45]Bernardini scrive che “la difficoltà di giudicare proviene da due ordini di ragioni: primo, la solita ambiguità ovidiana, cioè la straordinaria capacità di Ovidio di combinare gioco e serietà; secondo, noi abbiamo delle vere teorie di Pitagora, come è noto, soltanto una conoscenza indiretta, lacunosissima e spesso deformata, e nel discorso molti elementi comunque certi e basilari del pitagorismo sono ignorati, mentre molte contaminazioni sembrano sicure”[45]. Per quanto riguarda le fonti, il materiale costituito dalle testimonianze trasmesseci sul pitagorismo da autori anteriori a Ovidio o coevi, è insufficiente per svolgere un'indagine sul discorso considerato come “tessuto di idee[46]. Possiamo soltanto presumere che il poeta abbia attinto a qualche opera (perduta) di Varrone, o forse, ma è una ipotesi ancora più vaga, agli oscuri Nigidio Figulo o Sozione"[46].
I tre temi principali su cui si basa il discorso sono il vegetarianismo, la metempsicosi e il ciclo degli elementi, tutti temi che secondo Bernardini sono assimilabili al pitagorismo e al neopitagorismo di epoca augustea e che quindi rendono l'idea dell'intenzione ovidiana di restituire l'immagine del Pitagora storico, piuttosto che di un personaggio letterario[47]. Molti studiosi hanno individuato un'influenza lucreziana all'interno del discorso, ma secondo Bernardini Ovidio si è servito soltanto del linguaggio e dello stile lucreziani per ribaltare le teorie dell'epicureismo e quindi di Lucrezio stesso. Il discorso è calato nel linguaggio poetico-filosofico creato da Lucrezio per due ragioni che si sommano tra di loro: perché Ovidio qui vuole scrivere una parte “lucreziana” (dopo averne composta una enniana, una omerica e poi una virgiliana) e perché nel suo gusto della mimesi, un filosofo deve poter parlare col gergo e nello stile di un filosofo-tipo. E così l'aemulatio diviene smisurata; Ovidio si maschera da Lucrezio: usa il lessico e il periodare lucreziano, usa vezzi lucreziani (et quoniam, nonne vides, ecc.), usa motivi lucreziani. Eppure fa tutto questo per presentare una dottrina agli antipodi dell'epicureismo, per dire cose che Lucrezio non solo non ha detto, ma non avrebbe mai detto e in certi casi ha anzi confutato. D'altronde il personaggio scelto da Ovidio è Pitagora, e Pitagora non può ovviamente dire che cose coerenti con la dottrina di Pitagora, cosicché se Lucrezio, come qui, aveva per caso confutato una tesi pitagorica, Pitagora non può che riaffermarla negando la tesi lucreziana[48].
A questo punto Bernardini si chiede perché Ovidio abbia scelto proprio Pitagora[49]. Pitagora si inserisce nel momento in cui il carmen perpetuum, fluendo verso i mea tempora, sta per passare dai tempi del mito alla storia, quando l'epoca delle belle fiabe finisce e la ragione spinge alla ricerca del quae sit rerum natura[50]. A questo punto la figura di questo pensatore poteva subentrare quanto mai a proposito: Pitagora, e nessun altro filosofo, era perfettamente al suo posto, in un'opera sul tema delle metamorfosi, perché predicatore di quella forma suprema di metamorfosi che è la metempsicosi. Questa trascende le metamorfosi individuali non solo per la sua universalità, ma anche perché al di là dei capricci della fortuna o del fato si presenta come una legge della natura. È per questo che la lezione prende a un tratto una piega decisamente razionalistica e si tramuta in un interminabile compendio di metamorfosi naturali che ha lo scopo di continuare e completare l'esposizione delle metamorfosi mitologiche: ormai, con Numa e Pitagora, siamo nella storia, e l'interesse poggia sulla spiegazione di fatti e di eventi con base storica più o meno accertabile: fondazione di Crotone, culto del dio Virbio, leggenda di Cipó, importazione del culto di Esculapio in Roma[50]. In tutti questi miti l'elemento metamorfico c'è, ma è accessorio. Così, col passaggio dalla fantasia alla ragione, il discorso di Pitagora irrompe non come una motivazione del poema, ma come un culmine della lettura e della rappresentazione dei prodigi del mondo[50].
- Interpretazione di Segal: l'analisi di Segal parte da un punto di vista diverso rispetto a quello del Bernardini. Il critico statunitense nel saggio Mito e filosofia nelle Metamorfosi: l'augusteismo di Ovidio e la conclusione augustea del libro XV, inserisce il discorso pitagoreo in una problematica critica più ampia: l'augusteismo o l'antiaugusteismo ovidiano (v. sotto), se cioè Ovidio abbia rispettato i canoni augustei della serietà morale[51]. Lasciando da parte per ora il dibattito critico su tale problematica, guardiamo solo all'interpretazione di Segal sulla sezione pitagorica del poema. In maniera del tutto opposta a quanto affermato da Bernardini, Segal crede che Ovidio non abbia voluto presentare le teorie pitagoree “come un culmine della lettura e della rappresentazione dei prodigi del mondo”, tutt'altro egli crede che Pitagora sia stato introdotto come personaggio da parodiare[52]. Per quanto il tono della sezione sia molto più elevato e solenne di quello usato in quasi tutto il resto del libro; per quanto Ovidio sembri prendere una posizione contro gli spargimenti di sangue, esaltando la pace, lasciando trapelare qua e là una concezione più elevata degli dei; per quanto la lunghezza straordinaria del discorso sottolinei la sua importanza tematica, Segal crede che dietro a questa superficie di solennità si nasconda una sottile ironia[53]. In primo luogo, scrive Segal, è discutibile quanto la figura di Pitagora fosse dignitosa e seria agli occhi del romano colto dell'epoca di Ovidio[53]. Le metempsicosi di Pitagora (Euforbo, Omero, Pitagora, un pavone) potevano essere oggetto di ridicolo e il Pitagora ovidiano non fa nulla per evitare il rischio del ridicolo[54]. Ovidio infatti, in un lieve accenno parentetico, ma molto probabilmente ironico, sottolinea i ricordi delle trasmigrazioni del suo narratore (XV.160-2): Io stesso, ricordo, al tempo della guerra di Troia / ero Euforbo figlio di Panto, colui ch'ebbe un tempo / infitta in pieno petto la lancia del minore degli Atridi (XV.160-2).
In generale per i romani, nonostante la rinascita di interesse legata alla figura del dotto Nigidio Figulo, Pitagora e i pitagorici erano “tipi equivoci”[54]: avevano per esempio fornito a Cicerone l'opportunità di un'invettiva contro Publio Vatinio (Contro Vatinio VI.14). Anche nel II secolo a.C. sembra che a essi si sia guardato con diffidenza, come si può probabilmente inferire dalla storia molto discussa del rogo dei presunti libri pitagorici ordinato dal Senato. Sembra che le caratteristiche dei pitagorici li abbiano spesso resi lo zimbello dei mimi[54]. Leonardo Ferrero ha scritto sul pitagorismo romano della tarda Repubblica[55]:

(L. Ferrero, Storia del Pitagorismo nel mondo romano, dalle origini alla fine della Repubblica)
Allo stesso modo sembra poi che anche il vegetarianismo dei pitagorici sia stato oggetto di particolare scherno nella letteratura romana. I divieti alimentari, naturalmente, potevano essere ammirati perché contribuivano a una vita sana e semplice, ma più spesso venivano satireggiati per la loro vacuità, come si nota in Orazio (Satire. II, VI, LXIII) e in Giovenale (III, 229). Queste restrizioni dietetiche hanno inoltre una lunga storia di dileggio letterario: erano una barzelletta corrente, ad esempio, tra i poeti comici dell'Atene del IV secolo. Pertanto, quando Ovidio fa del vegetarianismo il punto focale del discorso di Pitagora, la serietà dell'intero episodio è almeno dubbia.
In ultimo Segal afferma che la metempsicosi descritta da Ovidio, non rassomiglia molto a quella teorizzata dal Pitagora storico: l'anima è immortale, certamente, ma invece di essere infine purificata dalle impurità terrene e raggiungere il divino come dovrebbe essere nelle teorie pitagoree, sembra attraversare una serie infinita di cambiamenti di domicilio senza che questo comporti necessariamente una trasformazione in una forma migliore. Il processo cui Pitagora si riferisce è ciclico piuttosto che progressivo. L'anima non migliora, e Pitagora è infatti molto esplicito a proposito della sua immutabilità: così io dico che l'anima rimane sì sempre la stessa / ma va trasmigrando in nuove, diverse figure (XV.171-2).
La dottrina del filosofo, dunque, sostiene e dichiara il tono immorale e amorale delle trasformazioni puramente mitiche precedenti, e non le eleva.

## La questione dell'augusteismo
La critica letteraria del Novecento ha dibattuto non poco su quanto l'opera ovidiana rientrasse nei canoni dell'augusteismo. Per quanto non siano stati definiti con chiarezza che cosa siano questi canoni e quali siano i criteri che sottintendono alla parola “augusteismo”, generalmente come esempio di “opera augustea” si fa riferimento all'Eneide virgiliana. Essa, secondo certi critici, coincide perfettamente con alcune strategie politiche augustee: la finalità morale, l'eternazione di Roma, il rispetto sacrale delle divinità. Prendendo tutti questi criteri come modello, la critica letteraria, ha messo in dubbio l'“augusteismo” di Ovidio arrivando anche a delle conclusioni estreme, come quella di Brooks Otis secondo cui Ovidio fallì miseramente nelle sue intenzioni di scrivere un poema epico e come quella di Charles Segal, secondo cui la stesura delle Metamorfosi poté essere una delle possibili cause del successivo esilio del poeta sulmonese.

### L'antiaugusteismo di Ovidio per Segal e Otis
Il problema dell'augusteismo o antiaugusteismo delle Metamorfosi si risolve in due questione tra loro collegate. Innanzitutto: quanto sul serio dobbiamo prendere la struttura filosofica che circonda gli episodi puramente mitici del poema? E, in secondo luogo, come dobbiamo considerare il materiale quasi storico del libro 11 (dal verso 194 alla fine), cioè lo spostamento da Troia a Roma, e che rapporto ha questo materiale con il poema nel suo complesso? Nella seconda edizione di Ovid as an Epic Poet Otis, Brooks Otis, abbandonando la sua precedente convinzione che le Metamorfosi “possono essere un deliberato tentativo da parte del poeta di migliorare la propria posizione nei confronti di Augusto”, è giunto a sottolineare le tensioni presenti in Ovidio stesso: Ovidio desidera da un lato usare gli artifici tecnici, il vocabolario e perfino le nozioni morali dei suoi contemporanei augustei, ma, d'altra parte, l'inclinazione del suo talento poetico è antiaugustea. Da questo punto di vista Ovidio voleva creare un'epica augustea, ma era incapace di farlo. Ne deriva un'incongruenza di stile e di materia che si rivela con maggior forza nei libri conclusivi del poema.

Per Segal la coloritura filosofica dell'introduzione del poema presenta una visione essenzialmente stoica dell'uomo come sanctius animal formato a immagine degli dei onnipotenti, che ha una posizione eretta e osserva i cieli e le stelle (1.76-88). Tuttavia la successiva narrazione delle Quattro Età si sofferma non sull'affinità dell'uomo con la divinità, quanto piuttosto sulla sua inclinazione alla violenza e al male. D'altronde la prima metamorfosi del poema è proprio un racconto dell'impenitente malvagità umana: Licaone, per la sua perfidia è trasformato in un lupo. Nella storia seguente, quella di Deucalione e Pirra, l'idea dell'origine divina dell'uomo (divino semine, I.78) è abbandonata a favore di una seconda creazione dalla terra e dalla pietra (I.400-15) e si scopre che questa seconda creazione è singolarmente consona alla natura umana (I.414-5). Nonostante l'idea dell'origine divina dunque, l'uomo incomincia ad apparire in una luce meno favorevole non appena Ovidio si addentra nella narrazione. Presto l'uomo diventa la parte malata e cattiva del creato, un maleficio che Giove deve distruggere allo scopo di preservare ciò che resta (I.190-3).

Non si deve dunque pensare che questa introduzione implichi una qualche visione filosofica più alta, che sarà ripresa nella conclusione. È anzi interpretabile come una preparazione per le narrazioni successive di amore passione e violenza. Benché sembri iniziare con un linguaggio e un atteggiamento verso la natura umana che sono lontani dalla giocosa sensualità e amoralità delle storie immediatamente seguenti, essa giunge ben presto a una posizione coerente con l'impostazione della maggior parte del poema: la natura umana è incline a passione malvagie, ed esiste, accanto all'uomo una classe privilegiata di potenze semidivine che appartengono a una concezione del mondo più mitica che filosofica.

Le storie di Licaone, del diluvio e di Pitone sono abbastanza augustee nella loro enfasi sul potere ordinatore e sul carattere morale degli dei. Ma i racconti che presto definiscono il vero tono del poema disperdono nettamente questa impressione positiva. Nelle storie immediatamente seguenti di Dafne e Io, i protagonisti sono le divinità preferite di Augusto, Apollo e Giove. Quest'ultimo ha appena sconvolto l'equilibrio degli elementi allo scopo di purificare la terra dall'influenza corrutrice dell'uomo. Ma gli dei ora appaiono in atteggiamento tutt'altro che edificante. Il contrasto cancella l'immagine degli dei onnipotenti costruito nella prima parte del libro.

Un passo molto noto sarà sufficiente a mostrare in che modo la divinità responsabile e giusta degli episodi di Licaone e Deucalione ceda di fronte a una visione meno nobile. Giove (I.595-7) invita Io a condividere con lui l'intimità di un pergolato ombroso, assicurandole: “-nec de plebe deo, sed qui caelestia magna/ sceptra manu teneo, sed qui vaga fulmina mitto. / Ne fuge me-. Fugiebat enim" (“ -non un dio comune: io sono il dio che tiene nella mano lo scettro del cielo e lancia i fulmini vaganti. Non fuggirmi!-. Sì, perché lei fuggiva”).

Questo è l'effetto di cui Ovidio è consumato maestro, la riduzione del sublime al ridicolo. L'ironica semplicità dell'eco, fugiebat enim, sottolinea l'imbarazzo amoroso e l'impotenza del re degli dei, nel momento in cui l'oggetto del desiderio preferisce fuggire. Questo è lo spirito che domina l'intero poema: una sicura, arguta, ironica padronanza della realtà delle passioni e delle follie umane, perfino quando esse appaiono in veste divina.

Nel poema manca un'immagine unitaria dell'umano e del divino. Il ritratto che ne consegue è incoerente e, nella migliore delle ipotesi, amorale. Manca anche una chiara definizione dell'ordine della natura; e vi è corrispondentemente una mancanza di definizione dell'uomo e degli dei. Il libro I per esempio presenta da un lato il malvagio Licaone e il pio Deucalione dall'altro; questa giustapposizione è ripetuta nel libro 8, con Filemone e Bauci che sono premiati per la loro sincera pietà, e il superbo e violento Erisittone che è orrendamente punito per la sua empietà. Ma tali esempi non fanno parte di nessuno schema coerente, né toccano realmente l'essenza del poema.

In un mondo in costante cambiamento fra un ordine di creature più alto e uno più basso, la differenza fra il divino e il bestiale può talvolta sembrare davvero molto sottile: la storia di Europa è una drammatica riprova di quanto sia trascurabile questa differenza. Se gli uomini diventano animali o piante e se gli dei diventano animali o uomini, ogni prospettiva morale unitaria si dissolve. La metamorfosi può anche eliminare una vera soluzione ai problemi morali sollevati dai miti, poiché spesso distrugge l'integrità interna e l'unità della persona di fronte al dilemma morale. Nel mondo di Ovidio passione e lussuria sono raramente vinte o contrastate, raramente affrontate in un autentico conflitto morale tale da essere risolto solo in termini morali. Invece le passioni lavorano sulla personalità dell'individuo coinvolto finché questi è trasformato nell'equivalente bestiale o elementare di quella passione: il crudele Licaone in lupo, il lussurioso Giove in toro, Aracne dall'efficienza meccanica e sciocca, in un ragno, Tereo in un'upupa dal becco lungo, gli impetuosi Ippomene e Atalanta in leoni, e così via.

### L'augusteismo dell'ultimo libro
- Interpretazione augustea: il XV libro rappresenta, secondo molti critici letterari, l'intenzione ovidiana di riavvicinarsi ai canoni augustei. In particolare il lungo discorso di Pitagora è il passaggio cruciale per coloro che riconoscono nelle Metamorfosi la presenza di una seria problematica filosofica. Hermann Fraenkel ha sostenuto che Ovidio non ha realizzato una completa integrazione della filosofia nella sostanza del suo poema, ma per molti studiosi l'esca di uno schema filosofico si è dimostrata un'attrazione irresistibile[67]. Come abbiamo visto Otis pone grande enfasi sulle contraddizioni tra la personalità antiaugustea di Ovidio e lo stile augusteo e tratta la sezione su Pitagora come un completamento del finale “augusteo”. “Il discorso di Pitagora è in effetti il vero culmine del poema; l'apoteosi di Cesare è solo il corollario formale e la sua ratifica”[68]. Anche Buchheit considera il discorso di Pitagora “un ulteriore, importante anello di congiunzione” nel movimento verso l'alto del poema dal caos al cosmo[69]. W. Anderson, che altrimenti riconosce le caratteristiche negative e non augustee del poema, concede tuttavia uno scopo oggettivamente augusteo alla sezione su Pitagora. Pitagora, sostiene Anderson, costituisce un contrappeso positivo ai precedenti racconti di lussuria e cambiamento senza fine, e simbolizza le possibilità dell'autocontrollo, della ragione e della filosofia al di sopra e contro la passione e l'egoismo; infine “insegna a Numa a cercare ciò che vi è di permanente nelle cose”[70]. Luigi Alfonsi scorge nel discorso un tentativo di rendere il tema della metamorfosi qualcosa di più di “una curiosità erudita e folcloristica”, e di trovare una “norma per spiegare la storia universale degli uomini e delle cose dal caos iniziale all'ordine organizzato di Roma”[71].
- Interpretazione antiaugustea di Segal: come abbiamo visto (v. sopra), Segal crede che dietro a una superficie augustea, nel discorso di Pitagora si celi in realtà una sottile ironia parodica in linea con tutto il poema. Il critico statunitense apporta altri importanti esempi a sostegno della sua teoria. Ancora all'interno del discorso pitagoreo scorge un altro elemento di sovversione all'ideologia augustea: la negazione di una possibile Roma aeterna[72]. La traslazione geografica dalla Grecia all'Italia sembra testimoniare l'idea augstea di un movimento evolutivo della storia che tocca il suo culmine in Roma. In realtà però, anche Roma rientra nel contesto del cambiamento, del flusso, e perfino del declino[72]. L'età dell'oro cede infine il passo a quella del ferro (XV.260-1). Le caratteristiche fisiche della terra mutano (XV.260-306), e cambiamenti di varia natura avvengono sia negli uomini sia negli animali (307-417). Infine (420 ss.), i popoli e le nazioni crescono e decadono in potere e grandezza (420-2): così vediamo mutare le età / vediamo popoli acquistare potenza, / altri crollare. Ed è significativo che sia proprio questo lungo discorso sull'infinità del mutamento a condurre a Roma. Il contesto immediato in cui si parla di Roma sottolinea tanto il collasso delle antiche civiltà quanto la nascita delle nuove (XV.424-31): ora Troia abbattuta mostra solo antiche rovine / e le tombe degli avi in luogo delle sue ricchezze. / Fu illustre Sparta, ed ebbero potenza la grande Micene / e le rocche di Cecrope e di Anfione. / Sparta ora è terreno di poco prezzo e caduta è l'alta Micene / Tebe, la Tebe di Edipo, è ormai solo un nome, / solo un nome è Atene, la città di Pandione. / Ed ora è fama che stia sorgendo la dardania Roma. Ovidio non ci sorprende perché non concede ciò che ci aspetteremmo, ovvero un riferimento all'idea augustea della Roma aeterna. W.S. Anderson ha letto accuratamente questo passo “Ovidio sapeva (e mostrava di sapere) che non esisteva qualcosa come la Roma aeterna"[73]: l'accostamento di Roma nascente alle città decadute del passato, ormai nient'altro che nomi (XV.429 ss), indica chiaramente il destino che egli intravedeva per la sua città”. Ciò che resta, e si staglia come unico elemento eterno, non è Roma, ma la poesia'[74]. È nella propria fama di poeta che Ovidio crede ed è con sé stesso, non con Roma o con Augusto, che conclude il poema (XV.871-9):

potranno distruggere, né il ferro o il vorace passare del tempo.

Quando vorrà, ponga fine al corso incerto della mia vita

quel giorno che solo sul mio corpo ha dei diritti:

ma con la parte migliore di me stesso per sempre volerò

oltre le stelle e il nostro nome resterà immortale;

e fin dove si estende, sulle terre conquistate, la potenza di Roma,

il popolo mi leggerà e per tutti i secoli,

se ha qualche verità il presagio dei poeti,

vivrò, per la mia fama.»
(Ovidio, Metamorfosi, XV.871-9)
 Così è solo l'opera del poeta a essere eterna, non Roma, e la “potenza di Roma” è solo la cornice e il veicolo della fama del poeta. È importante considerare anche il contesto immediato di questo passo. I 125 versi precedenti (XV.745-870) sono stati dedicati all'apoteosi dei Cesari, Giulio e Augusto. Secondo Segal, passare alla deificazione dell'imperatore a un autoencomio in prima persone è, da un punto di vista augusteo, un anticlimax molto brusco. Dal momento che Ovidio sta scrivendo una lunga narrazione, un carme perpetuum modellato almeno in parte su di un'epica impersonale, l'effetto è di gran lunga più violento di quanto lo sarebbe nel caso della conclusione di un poema più personale. Qui dunque, nel punto cruciale della conclusione del poema, Ovidio fa seguire all'adulazione convenzionale dell'imperatore una sottile affermazione del trionfo finale del poeta sui fasti dei governanti e dei governi e sui loro programmi, culturali e ideologici. Questa ironia sembra proprio dello stile di Ovidio, benché nella sua finezza sia forse più coraggiosa e sferzante di quanto ci si potrebbe aspettare. Secondo Segal quindi, è probabile che Ovidio sentisse necessaria o utile la presenza di un augusteismo di facciata alla fine della sua opera. Ma queste sezioni del poema rimangono, appunto, solo una facciata, un educato assenso alle direttive ufficiali al di sopra dell'amoralità che resiste nei racconti, che dopo tutto costituiscono il nerbo del poema. Un esame più attento degli ultimi libri rivela che la serietà augustea è rovesciata almeno in parte dalla vivacità non augustea della passione di Circe e da tocchi esagerati che sfiorano la parodia nel discorso di Pitagora. Quest'ultima – poi – non contiene una dottrina filosofica positiva capace di fornie una giustificazione morale e spirituale al poema nel suo complesso, ma si limita a riaffermare il principio del cambiamento senza fine e senza uno scopo definito. Questi caratteri della narrazione per il critico statunitense, suggeriscono che l'assenso di Ovidio agli ideali augustei è, più che solamente formale, deliberatamente ironico.

### Galinsky e la conciliazione delle teorie
Galinsky nel saggio Ovid's Metamorphoses and Augustan cultural thematics (1999) crede che sia importante mettere in chiaro tre concetti prima di poter parlare di “augusteismo” o “antiaugusteismo” di Ovidio:
- Prima di tutto non dobbiamo credere che Augusto fosse l'unico critico letterario del tempo. E pertanto è sbagliato farsi un'idea del princeps come l'uomo che decideva cosa fosse di suo gradimento e cosa no. Non ci sono dubbi che perfino le opere dei poeti della generazione d'oro (Virgilio e Orazio) sarebbero state realizzate diversamente se fossero state scritte da Augusto[77].
- Non abbiamo la prova che Augusto occupasse il suo tempo a controllare la correttezza politica di tutte le opere letterarie del suo tempo. Dalla Vita di Donato sappiamo che seguì e si interessò alla stesura virgiliana dell'Eneide; Svetonio (89.2) scrive che Augustus ingenia saeculi sui omnibus modis fouit (“incoraggiò i geni del suo tempo in tutti i modi possibili”) e fu presente alle loro orazioni e recitazione pubbliche[78]. Eppure potremmo controbilanciare questo assunto proprio con le parole usate da Ovidio nei Tristia (II.239), quando il poeta (in esilio a Tomi) scrive che il principe non aveva tempo da sprecare per leggere l'Ars Amatoria occupato come era negli affari di stato e negli impegni politici (impegni che Ovidio non dimentica di enumerare in ben 25 versi [213-38])[79]. E lo stesso Ovidio, sempre nei Tristia, supplica Augusto di prendersi un poco di tempo per leggere le Metamorfosi e accorgersi così quanto gli era sempre stato fedele. Sebbene questo passaggio sia stato spesso interpretato come una richiesta adulatrice da parte del poeta, non è detto che non vada interpretato come quello che è realmente: dedicare un po' di tempo alla lettura di un'opera. D'altronde non dobbiamo presumere che siccome le opere degli scrittori augustei sono al centro dei nostri dibattiti accademici, lo fossero anche per Augusto stesso che aveva sicuramente altro di cui occuparsi[79].
- Infine, se vogliamo parlare di augusteismo e quindi di “ideologia augustea”, dovremmo almeno definirne i termini. I critici letterari, più degli storici hanno sempre insistito sul concetto di “augusteismo” o di “antiaugusteismo” parlando delle opere di Virgilio, Orazio, Ovidio e di tutti i poeti che hanno scritto tra la crisi della Repubblica e la nascita del Principato[80]. Così Galinsky mette a punto alcune caratteristiche in comune tra l'epoca augustea e le Metamorfosi, dimostrando quanto sia fondamentalmente inutile parlare di “augusteismo” o di “antiaugusteismo” ovidiano:

1) Già il titolo dell'opera Metamorfosi, rappresenta di per sé un elemento costitutivo dell'epoca augustea: il cambiamento. Dopo la battaglia di Azio, ogni cosa stava cambiando. Nell'incipit del poema In nova fert animus mutatas dicere formas / corpora, la parola forma, come Lothar Spahlinger ha recentemente notato, connota l'“essenza psichica”, mentre corpora riguarda la presenza fisica, l'apparenza concreta (Spahlinger 1996 28-29). Questo è un concetto molto presente all'interno dell'opera ed è sottolineato in gran parte di tutte le metamorfosi: la forma cambia, ma l'essenza è preservata. Questo avrebbe potuto offendere un Augusto che stava cambiando ogni cosa? Secondo Galinsky no. Anzi lo storico statunitense prosegue la sua analisi apportando una serie di esempi che dimostrano quanto lo stesso Augusto si facesse promotore di un cambiamento che comunque si fondava sull'antico e questa convergenza di cambiamento e conservazione dell'originaria essenza era un concetto fondamentale per la politica augustea. In questo senso anche il concetto di Roma aeterna, tante volte usato dai critici per dimostrare l'anti-augusteismo di Ovidio, perde di significato perché lo stesso Augusto predicava il cambiamento.

2) Anche nelle riforme augustee della religiose era molto palpabile questo concetto tra cambiamento e conservazione. Galinsky fa molti esempi, basti quello del tempio di Castore e Saturno ricostruito splendidamente sulle vecchie fondamenta.

3) Un altro carattere distintivo della cultura augustea rintracciabile nelle Metamorfosi era l'inclusione e l'unione di tutte le precedenti tradizioni e modelli. Augusto stesso, come subito è reso chiaro dalle prime parole delle Res geastae (ma anche tramite altre fonti), si considerava non l'erede o di Cesare o di Pompeo o di Alessandro o di Scipione o di Romolo o di Numa, ma di tutti loro insieme. E abbiamo visto quanto sia appunto importante questa commistione di stili, generi, tradizioni diverse anche nelle Metamorfosi.

Galinsky conclude affermando quindi che è inutile parlare di “augusteismo” o di “antiaugusteismo” ovidiano. Quando guardiamo alle Metamorfosi dovremmo allargare i nostri orizzonti invece di rimanere legati a una prospettiva che, a suo modo di vedere, limita la comprensione del genio artistico ovidiano. Le Metamorfosi, come ha dimostrato il critico statunitense con gli esempi precedenti, non sono né augustee né antiaugustee, ma sono semplicemente un prodotto della cultura augustea. Nel periodo successivo alle guerre civili, Virgilio scrisse, nella prima decade della politica augustea, un “monumento poetico” al desiderio di stabilità e conservazione. Le Metamorfosi, invece si sono concentrate sull'altro aspetto della cultura augustea, più caratteristico della decade successiva: il cambiamento.

## La questione del genere
A lungo si è discusso a quale genere appartenesse un'opera tanto innovativa come quella ovidiana. Per gli studiosi è stato subito chiaro che l'intenzione di Ovidio fosse quella di scrivere un poema epico. D'altronde l'utilizzo dell'esametro, il tipico metro della tradizione epica usato da Omero e da Virgilio, presupponeva proprio questo, che ci trovassimo di fronte a un altro poema epico. Quello che però non ha convinto - e su cui i critici hanno dibattuto per tutto l'inizio del XX secolo - è stata la scelta tematica fatta da Ovidio: non l'epopea di un unico eroe, ma un'infinità di storie legate insieme da un unico elemento, le metamorfosi. D'altronde non dobbiamo scordare che Ovidio, prima di scrivere il poema, era considerato il più famoso poeta elegiaco della corte augustea insieme a Properzio. Anderson ha notato che proprio i primi due versi delle Metamorfosi sono in un certo senso esemplificative del passaggio da poeta elegiaco a epico:
corpora. Di coeptis (nam vos mutastis et illas)»
Oh dèi (anche queste trasformazioni furono pure opera vostra)»
(Ovidio, Le metamorfosi, I.1-2)
Tenendo presente che un distico elegiaco è formato da un esametro e da un pentametro, il critico statunitense scrive che l'uso delle parentesi nel secondo verso trasformava quello che il pubblico augusteo si aspettava essere un pentametro, in esametro. La cesura del verso infatti cade proprio lì, sulla parola coeptis, ovvero al punto in cui un poeta elegiaco sarebbe andato a capo per comporre di seguito un altro esametro e poi un altro pentametro e così via. Detto questo Anderson crede che confinare l'opera ovidiana in un'etichetta come quella di "poema epico" solo per il fatto che sia stata scritta in esametri non abbia nessun senso. Brooks Otis prima di lui in un saggio che ebbe molta fortuna, Ovid as an Epic Poet, affermò che Ovidio avesse sì, l'intenzione di scrivere un poema epico in linea con la tradizione virgiliana, ma che alla fine riuscì soltanto a scriverne una parodia, una copia inferiore, naufragando disastrosamente nel suo iniziale obiettivo: questo perché in realtà Ovidio non riuscì mai a liberarsi della sua vera natura di poeta elegiaco, una natura che mal si addice ad essere combinata con l'epica. Gli esempi che Brooks portava a convalidamento della sua teoria erano moltissimi: si concentravano soprattutto sul ciclo di Cadmo e su quello della guerra di Troia, nei quali il tipico eroismo omerico-virgiliano viene ridotto, secondo il critico statunitense, a pura parodia. Brooks ripudiò poi, con l'edizione successiva dello stesso saggio, la sua interpretazione, scrivendo infatti:
"Io avevo parlato di due Ovidio, di uno augusteo e di uno, se così si può dire, comico-amoroso, che continuamente si influenzavano a vicenda. Ho anche affermato che l'Ovidio augusteo impediva all'Ovidio comico-amoroso di realizzare in pieno i suoi propositi e alla fine l'ho condannato, constatando che aveva composto un buon lavoro di poesia inferiore. Quello che ho scritto, ora lo ripudio totalmente."
Eppure Brooks, anche nella seconda edizione, persisteva nel voler inserire l'opera ovidiana in un genere preciso, commettendo, secondo Anderson, un errore perché spesso questa problematica appartiene più al critico moderno che non alle reali intenzioni dell'autore. D'altronde nella letteratura latina si trovano esempi di satire e di poemi didascalici composti in esametri e che nulla hanno a che fare con il poema epico. 
Secondo Anderson, dunque, e secondo la critica più recente che comprende anche gli scritti di Segal e di Bernardini, l'opera ovidiana non si può etichettare in un genere preciso, potremmo dire semplicemente che le Metamorfosi sono un poema in esametri che abbraccia tutta una serie di generi letterari esistenti fino a quel momento a Roma: dal parodico al satirico comprendendo anche, ovviamente, l'epico.

## Differenze con i poemi epico-tradizionali: la teoria di Segal sulla deeroizzazione
Come scrive Charles Segal “quale che sia la legittimità con cui possono aspirare allo status di poema epico, le Metamorfosi si inseriscono senz'altro in questa tradizione e la reinterpretano per la letteratura occidentale. In questa reinterpretazione Ovidio utilizza soprattutto due tecniche: la soppressione o la svalutazione dell'elemento eroico grazie allo spostamento del centro del racconto e alla leggerezza dei toni; e la combinazione con altri generi e stili, in special modo con i temi erotici dell'elegia e i caratteri intellettualistici, eruditi ed eleganti della narrativa e della poesia didascalica ellenistiche (in primis callimachee)".
Gli esempi che Segal porta a compimento della sua tesi si concentrano soprattutto sui tipici eroi della tradizione epica omerica e virgiliana e più in generale della mitografia greca (Achille, Ulisse ed Enea, ma anche Peleo o Perseo). Peleo e Achille nel poema ovidiano sfuggono continuamente al combattimento o al duello e non vengono connotati dai tratti eroici tipici della tradizione che li ha tramandati a Ovidio.
Peleo, innamorato di Teti, cerca di accoppiarvisi: lei, spaventata si trasforma per ben due volte, prima in un uccello, poi in un albero, eppure “Peleo continua a insistere” solo “quando la dea si trasforma in una tigre striata, egli, ben poco eroicamente, rimane atterrito e “lascia la stretta” (11 246)”. Quando invece, ormai sposato con Teti, Peleo dovrà affrontare un lupo mostruoso che distrugge gli armenti di Ceice, non ci sarà nessun combattimento eroico, perché la stessa Teti trasformerà quel lupo in roccia (11 397-406).

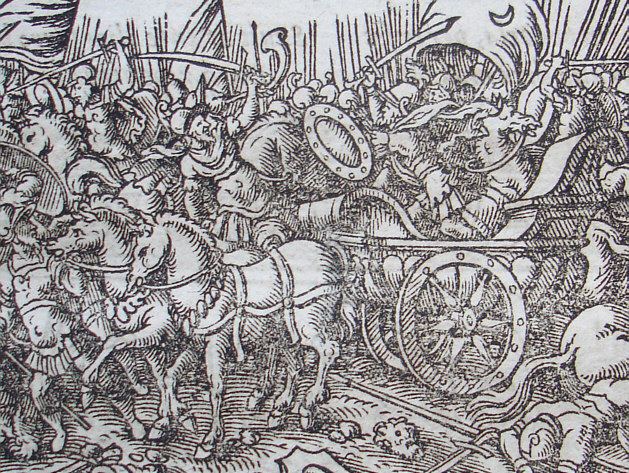
Achille insegue Cicno che semina stragi nelle file greche, incisione di Virgil Solis, tratto dalle Metamorfosi di Ovidio (edizione 1581)

Allo stesso modo Achille, quando compare per la prima volta nel poema ovidiano, ci viene presentato come “un giovane deluso la cui iniziale spavalderia si trasforma in un'angosciante mancanza di fiducia in sé stesso, non appena il corpo di Cigno [la cui pelle era invulnerabile al ferro] piega la sua spada (12, 86 -113). Anche in questo caso, come nell'episodio precedente, la metamorfosi si sostituisce alla dura necessità di una battaglia omerica”. Achille infatti riuscirà a battere (strozzandolo) Cigno solo perché questi inciamperà sbadatamente su un sasso, ma non farà neppure in tempo a godere della vittoria che guarderà lo sconfitto volare via dall'armatura in forma di cigno, trasformato così dal padre Nettuno: “un improvviso finale a sorpresa ritrae l'eroe in un atteggiamento piuttosto realistico: perplesso, deluso, disorientato, e inerme”.
Come si capisce dunque, “la negazione dell'attivismo eroico - di cui l'Iliade e l'Eneide sono insieme simbolo e modello - costituisce uno dei motivi conduttori del poema.” D'altronde la metamorfosi è in sé stessa una modalità di ridimensionamento dell'eroismo epico-tradizionale. Proprio scegliendo questo tema Ovidio si poneva in un rapporto ambiguo con quella tradizione. 
Segal individua quattro modi in cui il tema delle metamorfosi ridimensiona l'eroismo epico tradizionale:
- La dissoluzione dell'identità: nella tradizione epica l'eroe può ridefinire, sviluppare o ampliare la concezione di sé, ma una forte unità di identità personale è data come parte essenziale del suo destino e carattere epico. Nei momenti di prova, l'eroe è pronto a riaffermare la sua identità in prima persona. Ulisse, ad esempio, può ancora vantare nell'Odissea la sua abilità e la sua perizia di fronte alla mitezza dei Feaci. Invece gli eroi ovidiani sono frammentati nelle loro identità e nelle loro imprese dalla rapida sequenza di eventi mutevoli e di episodi da cui essi emergono solo occasionalmente. Il tipo di eroe che appare con maggior frequenza è l'amante piuttosto che il guerriero, l'adolescente immaturo e instabile piuttosto che l'uomo maturo e affidabile[96].
- La Gloria eroica e il nome eterno: nel sistema dell'eroismo epico un ruolo centrale è occupato dalla fama immortale dell'eroe, ricordata e conservata per sempre nella memoria del suo popolo e nel canto che lo celebra. Ettore prima di battersi con Aiace, per esempio, affronta la morte con piena fiducia nell'immortalità (Iliade, 7. 81-91). La metamorfosi invece di assicurare fama eterna, grazie al canto epico, causa la dissoluzione nell'immanenza dei processi naturali, e riporta l'attenzione ai nostri legami con il mondo corruttibile e cangiante degli animali e delle piante. Dafne o Siringa, Narciso o Ciparisso, Giacinto o Alcione: tutti incominciano come individui e finiscono nel generico, sopravvivono come specie di uccelli, alberi, fiori, ma non come individui[97].
- Mancanza di un modello unico di valori eroici: la brusca soluzione di continuità della narrazione non agisce solo contro lo sviluppo di personalità eroiche ben determinate, ma impedisce anche che un singolo personaggio diventi il paradigma mitico dell'esperienza eroica o la personificazione di un unico sistema di valori assoluti. Nessun mito preso singolarmente è in grado di interpretare una parte significativa dell'esistenza umana e ogni personaggio rappresenta “tipi” o modelli di personalità (lussuria, desiderio, avarizia, ira) piuttosto che un'esistenza rivolta ad affrontare gesta grandiose[98].
- Mancanza di un centro narrativo: l'assenza di una continuità narrativa è parallela alla natura cangiante del mondo fisico: la trama della narrazione subisce cambiamenti continui proprio come i corpi sottoposti a un cambiamento continuo. Il mondo di Ovidio non conosce un centro stabile, al contrario di quello virgiliano[99].

## Stile

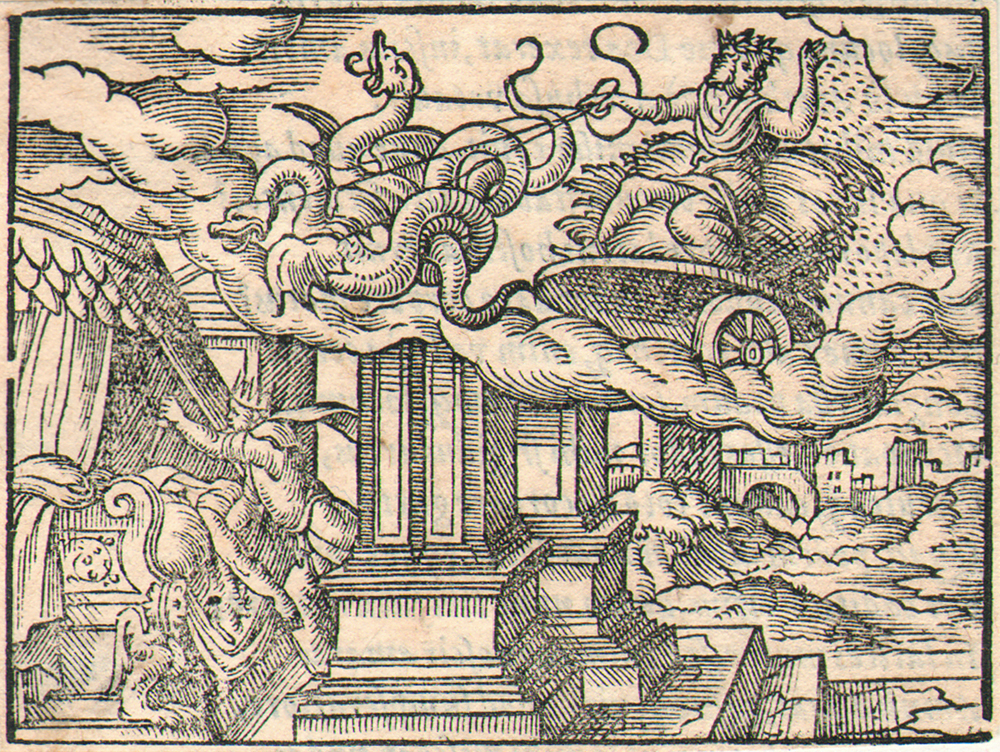
Virgil Solis (1514-1562). Metamorfosi. 1565

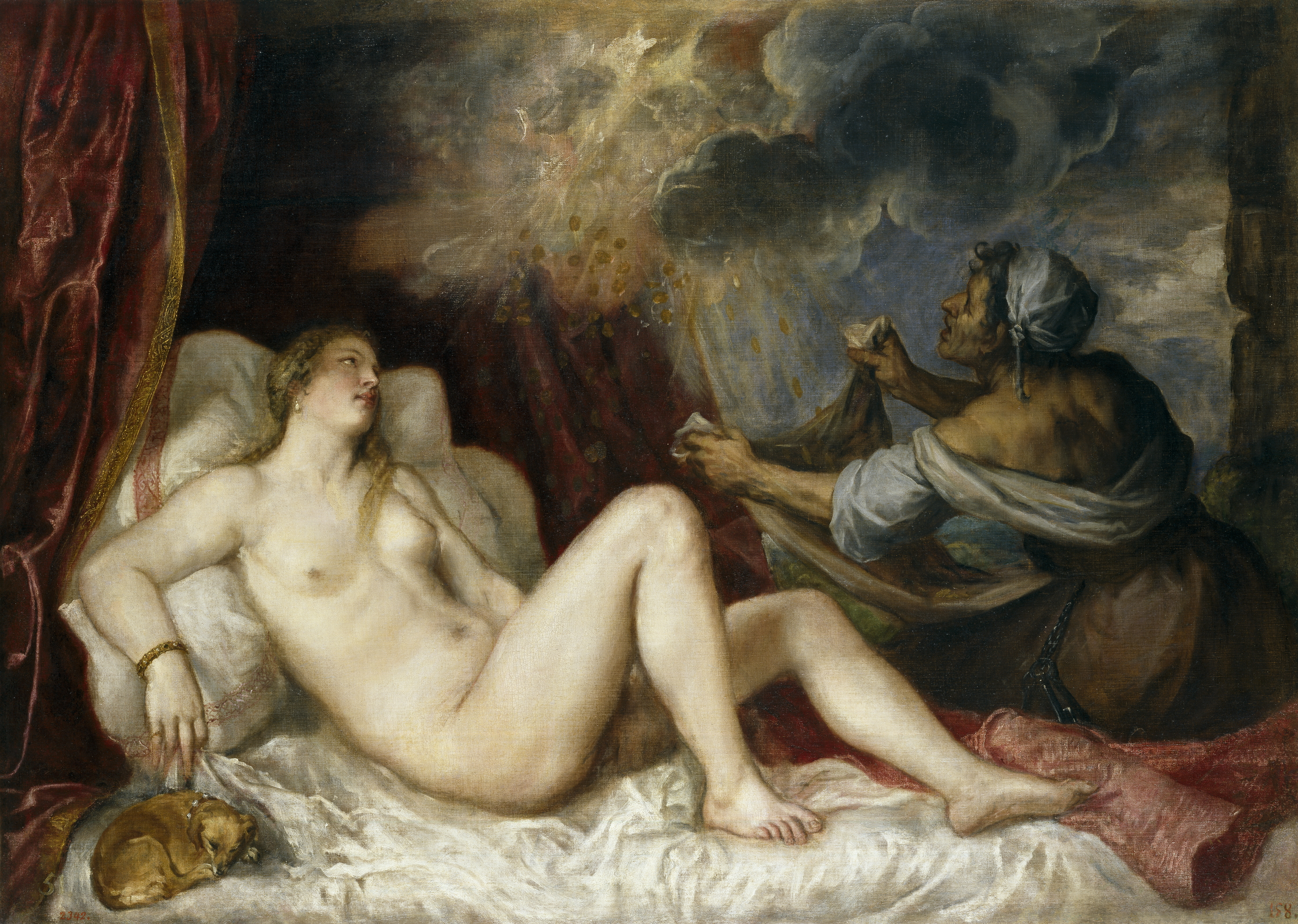
Il dipinto di Tiziano Danaë, è solo uno degli innumerevoli tratti dalle Metamorfosi

Le metamorfosi possiedono una struttura ipotattica: l'autore, consapevole della sua bravura, articola i periodi attraverso l'utilizzo di molte proposizioni subordinate. Ne deriva una struttura articolata e sfarzosa. L'autore predilige aggiungere piuttosto che eliminare: abbondano, ad esempio, gli aggettivi che ricorrono nelle descrizioni dei personaggi.

## Struttura
Tutti gli episodi cantati nel poema hanno come origine una delle cinque grandi forze motrici del mondo antico: Amore, Ira, Invidia, Paura e Sete di conoscenza; non esistono azioni, né di dei né di uomini, non riconducibili a questi motori invisibili. I racconti delle metamorfosi presentano una struttura fissa; sono quattro le tipologie di miti presenti:
- la prima narra l'attrazione di un dio o di un uomo nei confronti di una donna, mortale o divina. Normalmente il racconto si conclude o con l'appagamento del desiderio sessuale del protagonista o con la fuga, a volte possibile solo con la trasformazione della donna.
- la seconda presenta un capovolgimento delle parti: è la donna che si innamora di un uomo. Questo amore non si affievolisce con la consumazione di un atto sessuale, ma continua a perdurare nel tempo, procurando dei grandi cambiamenti nei luoghi dove vivono le innamorate (così, ad esempio, per Arianna e Teseo, Medea e Giasone, Scilla e Minosse).
- la terza concerne storie di uomini che hanno osato sfidare gli dei (Apollo e Marsia, Atena e Aracne). Questi racconti finiscono sempre con la vittoria del dio e con la morte o con la punizione degli uomini o delle donne che hanno sfidato la divinità.
- la quarta è concentrata sul duello: due personaggi, spesso due mortali, si sfidano in un duello mortale che si conclude con la morte di uno dei due combattenti (Achille e Cigno, Perseo e Fineo).

Nei primi dieci libri i miti vengono raccontati senza rispettare un preciso ordine cronologico, molte volte Ovidio utilizza i suoi personaggi per raccontare miti che sono antecedenti al periodo in cui vivono i protagonisti, Orfeo, Nestore dopo la morte di Cigno, sono solo alcuni degli svariati episodi in cui l'autore utilizza questo espediente.
Dopo il decimo libro, con la trattazione della guerra di Troia, le storie iniziano a essere raccontate con una successione cronologica ben scandita. La scelta non è casuale: con Omero i miti, che prima erano confusamente tramandati per via orale, vengono riordinati e scritti per la prima volta, allo stesso modo Ovidio inizia a raccontare i miti con una scansione temporale ordinata solo dopo aver trattato i racconti che furono cantati dal sommo poeta greco.
In tutto il poema ricorrono anche numerosi elogi ad Augusto molte sono le lodi che Ovidio compie, le più articolate sono presenti nell'episodio di Apollo e Dafne e negli ultimi versi del XV libro.

## Tradizione manoscritta

Il manoscritto IV. F. 3 della Biblioteca nazionale Vittorio Emanuele III, prodotto a Bari dopo il 1071, è uno dei testimoni più utili alla ricostruzione del testo ovidiano

Come annota Bernardini: “In Storia della tradizione e critica del testo (1934), Giorgio Pasquali scriveva che nel caso delle Metamorfosi la recensione rimane, almeno sin qui, tipicamente aperta: cioè essendo escluso che i codici a noi pervenuti discendano da un unico archetipo, e dovendosi invece pensare che essi continuino una pluralità di edizioni antiche, non è possibile fissare una lezione meccanicamente, in base al criterio genealogico; si deve ricorrere al iudicium, fondandosi di volta in volta su criteri interni.” Infatti, nonostante la grande popolarità che le Metamorfosi ebbero sin da quando vennero composte - intorno quindi all'anno dell'esilio (8 d.C.) - nessun manoscritto ci è pervenuto di quell'epoca. D'altronde il poema venne bollato come "opera pericolosamente pagana" e probabilmente molti manoscritti vennero distrutti o andarono persi soprattutto durante il periodo della cristianizzazione dell'Impero. Esistono dei frammenti risalenti al IX e al X secolo; ma i primi veri manoscritti che siamo in grado di utilizzare per la ricostruzione testuale, sono databili intorno all'XI secolo. Vi sono due editiones principes: quella bolognese del 1471 e quella romana del 1471-72. Tra le edizioni successive, notevole è quella di Daniel Heinsius (Leida, 1629), ma un primo fondamentale lavoro di collatio venne svolto dall'olandese Nikolaes Heinsius che tra il 1640-52 riuscì a collazionare più di cento manoscritti e a pubblicare poi l'edizione critica dell'opera (Amsterdam, 1652). Con i criteri della filologia moderna, sono da segnalare l'importante edizione del Merkel (Lipsia, 1851) sulla quale si fonda la recentio dell'attuale testo teubneriano e quella di Von Hugo Magnus (Berlino, 1914). A oggi si conoscono più di 400 manoscritti registrati da Franco Munari nel suo “Catalogue” (London, 1957). Ma per quanto il numero dei manoscritti disponibili sia notevolmente aumentato durante il XX secolo (il filologo Lafaye nel 1928 segnalava che se conoscevano poco più di 150), la situazione non è cambiata da come la descrisse Pasquali nel 1934. “Anzi” come annota ancora Bernardini “si è in un certo senso aggravata, essendo ormai chiaro che codici prima considerati deteriori rispetto alla classe battezzata O da Magnus presentano in molti luoghi lezioni buone.

## Edizioni

### Testo latino
- (LA) Publio Ovidio Nasone, Metamorphoses, Antuerpiae, apud heredes Martini Nutii, 1618.

Il testo antico fu perduto, ma esistono oltre quattrocento manoscritti di epoca medioevale, completi o frammentari. Una lista non esaustiva di questi testi è stata compilato dal filologo classico e traduttore italiano Franco Munari.

### Edizioni italiane

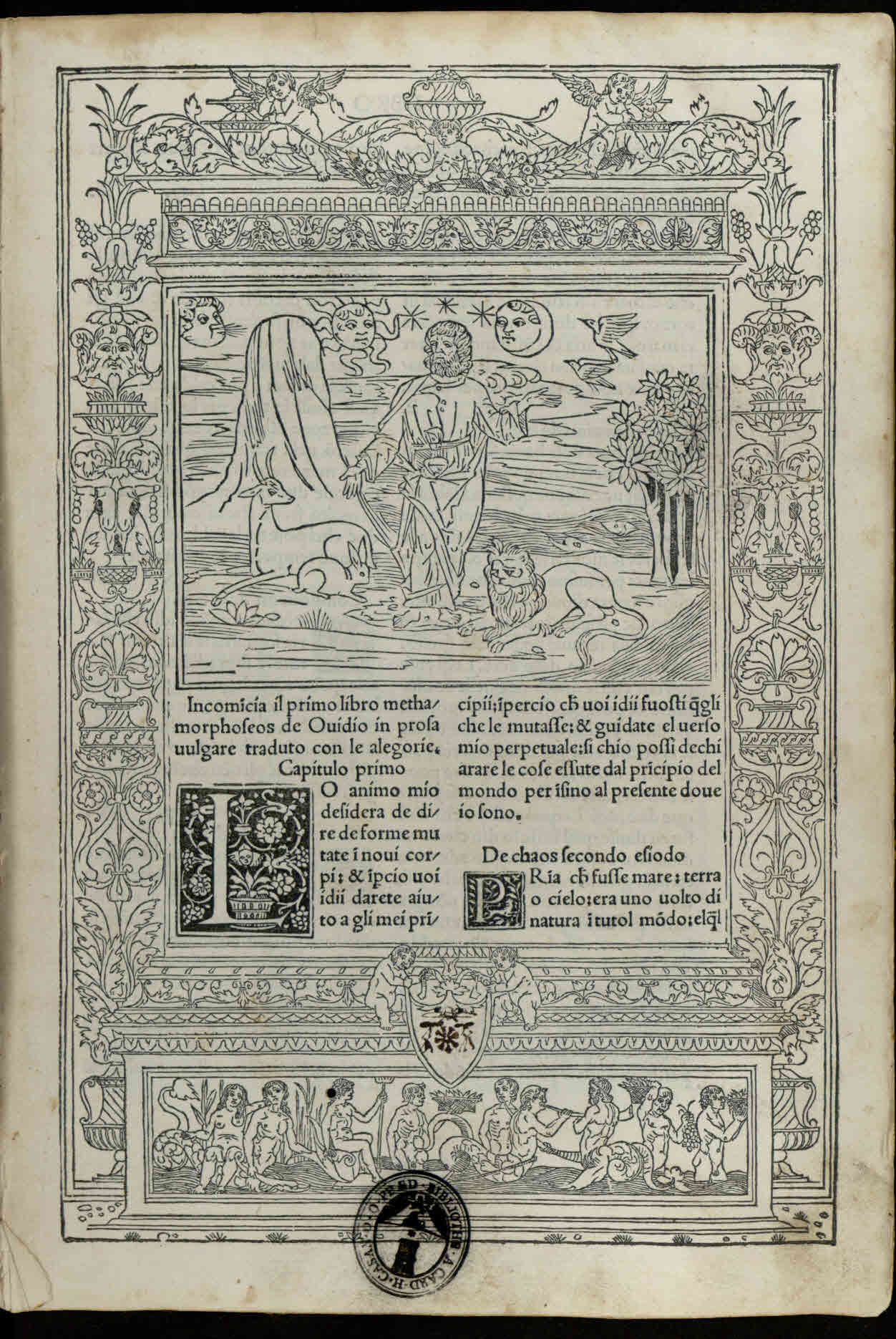
Metamorphoses, 1497

- Publius Ovidius Naso, Ovidio Metamorphoseos Vulgare, a cura di Giovanni Bonsignori, Stampato in Venetia, Lucantonio Giunta, 1501-1598, Giovanni Rosso -1519, I ed. 1497. URL consultato il 1º aprile 2015.
- Le metamorfosi, traduzione di Leopoldo Dorrucci, Firenze, Tipografia di G. Barbèra, 1885,  p. 573.
- Le metamorfosi, trad. e cura di Piero Bernardini Marzolla, Collana I Millenni, Torino, Einaudi, 1979,  p. 708, ISBN 978-88-06-17695-2.
- Metamorfosi, a cura di Mario Ramous, con un saggio di Emilio Pianezzola, Note di Luisa Biondetti e M. Ramous, Dizionario mitologico di Luisa Biondetti, Collezione I Libri della Spiga, Milano, Garzanti, 1992, ISBN 978-88-115-8675-3.
- Le metamorfosi, traduzione di Giovanna Faranda Villa, 2 voll., Introduzione di Gianpiero Rosati, note di Rossella Corti, Collana I Classici, Milano, BUR, settembre 1994.
- Ovidio, Opere. Volume II: Le metamorfosi, edizione con testo a fronte, trad. di Guido Paduano, Introduzione di Alessandro Perutelli, Commento di Luigi Galasso, Biblioteca della Pléiade, Torino, Einaudi, 2000, ISBN 978-88-446-0039-6. - Nuova ed. riveduta, Collezione I Millenni, Torino, Einaudi, 2022, ISBN 978-88-062-4221-3.
- Metamorfosi, traduzione di Gina D'Angelo Matassa, Collana Mnemosine, Palermo, Nuova Ipsa Editore, 2002, ISBN 978-88-767-6197-3.
- Metamorfosi, testo critico basato sull'edizione oxoniense del 2004 di Richard John Tarrant,[107] a cura di Alessandro Barchiesi, Introduzione di Charles Segal, trad. di Ludovica Koch e Gioachino Chiarini, commento di A. Barchiesi, Philip Hardie, Edward J. Kennedy, Joseph D. Reed e Gianpiero Rosati, 6 voll., 2005-2015. [I: libri I-II, 2005; II: libri III-IV, 2007; III: libri V-VI, 2009; IV: libri VII-IX, 2011; V: libri X-XII, 2013; VI: libri XIII-XV, 2015]
- Le metamorfosi, trad. e cura di Serafino Balduzzi, Milano, Cerebro, 2011,  p. 256, ISBN 978-88-96782-47-7.
- Le Metamorfosi di Ovidio, trad. e cura di Vittorio Sermonti, Collana Saggi italiani, Milano, Rizzoli, 2014, ISBN 978-88-17-07263-2. - Collezione I Libri della Spiga, Milano, Garzanti, 2023, ISBN 978-88-110-0004-4.
- Ovidio, Metamorfosi, edizione con testo a fronte, traduzione di Nino Scivoletto, UTET, 2013 ISBN 9788841886946

### Traduttori in inglese
- Horace Gregory
- Rolfe Humphries
- Frank Justus Miller

### Traduttori in francese
- Jean de Vauzelles (1557),
- Pierre Du Ryer (1693)
- Antoine Banier (1732)
- Joseph-Gaspard Dubois-Fontanelle (1767)
- Ange-François Fariau de Saint-Ange (1800)
- Mathieu-Guillaume-Thérèse Villenave (1806-1807)
- Joseph Cabaret-Dupaty (1862)
- Georges Lafaye (1925-30)
- Joseph Chamonard (1936)
- Danièle Robert (2001)
- Olivier Sers (2009)
- Marie Cosnay (2017)

#### L'edizione del 1557[108]
Una delle più celebri traduzioni delle Metamorfosi edita in Francia risale al 1557. Pubblicata con il titolo La Métamorphose d'Ovide figurée (La Metamorfosi di Ovidio illustrata) dalla Maison Tournes (1542-1567) a Lione, è il risultato della collaborazione dell'editore Jean de Tournes e Bernard Salomon, importante incisore del XVI secolo. La pubblicazione è edita in formato in-ottavo e presenta i testi di Ovidio accompagnati da 178 illustrazioni incise.
Tra gli anni 1540-1550 si instaura a Lione tra i vari editori una vera e propria corsa alla pubblicazione dei testi del poeta antico. Jean de Tournes si trova così a far fronte ad un’aspra concorrenza che pubblica anch’essa nuove edizioni delle Metamorfosi, la cui diffusione nel campo dell’editoria contemporanea fa seguito al moltiplicarsi delle traduzioni. Jean de Tournes pubblica per la prima volta i primi due libri di Ovidio nel 1456, versione a cui fa seguito una ristampa illustrata nel 1549. Il suo principale concorrente è Guillaume Roville, il quale pubblica i testi illustrati da Pierre Eskrich nel 1550 e successivamente nel 1551. Nel 1553, egli pubblica i primi tre libri con la traduzione di Barthélémy Aneau, che segue alla traduzione dei primi due libri da parte di Clément Marot. Tuttavia, la versione del 1557 pubblicata dalla Maison Tournes rimane la versione che gode di maggiore fortuna, come attestato dalle menzioni storiografiche.
Le edizioni cinquecentesche delle Metamorfosi costituiscono un cambiamento radicale nel modo di percepire i miti. Nei secoli precedenti, i versi del poeta antico erano stati letti soprattutto in funzione del loro impatto moralizzante, mentre a partire dal sedicesimo ne viene esaltata la qualità estetica ed edonistica. Il contesto letterario dell'epoca, marcato dalla nascita della Pléiade, è indicativo di questo gusto per la bellezza della poesia.
“La scomparsa dell'Ars Amatoria e dei Remedia amoris segna la fine di un'epoca gotica nell'editoria ovidiana, così come la pubblicazione nel 1557 della Métamorphose figurée segna l'appropriazione da parte del Rinascimento di un'opera che è tanto in linea con i suoi gusti quanto la moralizzazione delle Metamorfosi lo era stata con le aspirazioni del XIV e XV secolo".
L'opera fu ripubblicata in francese nel 1564 e nel 1583, sebbene fosse già stata pubblicata in italiano da Gabriel Simeoni nel 1559 con alcune incisioni aggiuntive.
Alcune copie del 1557 sono oggi conservate in collezioni pubbliche, presso la Biblioteca nazionale di Francia, la biblioteca municipale di Lione, la Brandeis University Library di Waltham (MA) e la Biblioteca del Congresso a Washington D.C., negli Stati Uniti. Una copia digitale è disponibile su Gallica. Sembrerebbe inoltre che una copia sia stata messa in vendita da Sotheby's.

##### Le illustrazioni
Nell'edizione del 1557 pubblicata da Jean de Tournes figurano 178 incisioni di Bernard Salomon che accompagnano il testo di Ovidio. Il formato è emblematico della collaborazione tra Tournes e Salomon, che esiste fin dal loro sodalizio a metà degli anni 1540: le pagine si sviluppano attorno ad un titolo, un'incisione con una strofa ottonaria e un bordo ordinato.
Le 178 incisioni non sono state realizzate tutte in una volta per il testo integrale, ma hanno origine da una ripubblicazione dei primi due libri nel 1549. Nel 1546 Jean de Tournes pubblicò una prima versione non illustrata dei primi due libri delle Metamorfosi, per la quale Bernard Salomon preparò ventidue incisioni iniziali. Salomon esaminò diverse edizioni illustrate delle Metamorfosi antecedenti prima di lavorare alle sue incisioni, che nonostante ciò non mancano di una spiccata originalità.
Nel libro Bernard Salomon. Illustrateur lyonnais, Peter Sharratt afferma che le tavole di questa edizione, assieme a quella della Bibbia illustrata dal pittore nel 1557, sono i lavori di Salomon che evidenziano maggiormente il processo illustrativo basato su "un miscuglio di ricordi ". Tra le edizioni precedenti da lui consultate, ne spicca una in particolare: Metamorphoseos Vulgare, pubblicata a Venezia nel 1497, la quale presenta analogie nella composizione di alcuni episodi, come la "Creazione del mondo" e "Apollo e Dafne". Nel disegnare le sue figure, Salomon utilizza inoltre il canone di Bellifontaine, a testimonianza dei suoi primi anni da pittore. Tra le altre opere, realizzò alcuni affreschi a Lione - affreschi per i quali si ispirò ai recenti lavori a Fontainebleau.
Più noto in vita per la sua attività di pittore, il lavoro di Salomon su La Métamorphose d'Ovide figurée lasciò comunque un segno sui suoi contemporanei. Tali illustrazioni contribuirono alla celebrazione dei testi ovidiani nella loro dimensione edonistica. A questo proposito, Panofsky parla di "xilografie di straordinaria influenza" e lo storico dell'arte americano Rensselaer W. Lee definisce l’opera come "un evento di grande portata nella storia dell'arte".
Ad oggi, nel Musée des Beaux-arts et des fabrics di Lione, è possibile osservare pannelli di legno che riproducono il modello delle incisioni di Salomon per le Metamorfosi di Ovidio del 1557.